# Montauban
Pour les articles homonymes, voir Montauban (homonymie).
Montauban est une commune française située dans le département de Tarn-et-Garonne, dont elle est le chef-lieu, en région Occitanie. En 2022, sa population était de 62 487 habitants, faisant de Montauban, dont les habitants sont appelés Montalbanais ou Montalbanaises, la commune la plus peuplée du Tarn-et-Garonne, celle de son unité urbaine de 81 764 habitants et celle de la communauté d'agglomération du Grand Montauban, dont elle est le siège, de 81 397 habitants.
Exposée à un climat océanique altéré, elle est arrosée par l'Aveyron et le Tarn, ainsi que par de nombreux petits ruisseaux. La commune a un patrimoine naturel remarquable : un site Natura 2000 (les « vallées du Tarn, de l'Aveyron, du Viaur, de l'Agout et du Gijou »), un espace protégé (le « cours de la Garonne, de l'Aveyron, du Viaur et du Tarn ») et quatre zones naturelles d'intérêt écologique, faunistique et floristique.
Sur le plan historique et culturel, Montauban se trouve dans le Pays Montalbanais, c'est-à-dire la partie méridionale du Quercy, province traditionnelle issue de la cité gallo-romaine des Cadurques, dont la ville principale était Cahors. Elle fait aussi partie des pays anciennement occitanophones, à la limite entre le Languedoc et la Gascogne.
Le site de Montauban n'est occupé de façon continue qu'à partir du IXe siècle, avec l'implantation de l'abbaye bénédictine de Montauriol. La ville de Montauban est fondée en 1144 par le comte de Toulouse Alphonse Jourdain. Cette bastide connait un grand succès et devient rapidement une ville importante entre Toulouse et Cahors, promue siège épiscopal en 1317, alors que les diocèses de Cahors et de Toulouse existent depuis la fin de l'Antiquité. Au XVIe siècle, la Réforme protestante touche fortement la population et Montauban devient un bastion du calvinisme français, avec La Rochelle, Nîmes et Saumur. En 1629, elle est la dernière place de sûreté protestante à faire sa soumission au pouvoir royal, après avoir résisté au siège des troupes royales en 1621 (épisode historique connu sous le nom des « Quatre Cents Coups »).
En 1635, elle devient le siège d'une généralité et connait une certaine prospérité au XVIIIe siècle. En 1790, au début de la Révolution française, elle devient simplement chef-lieu d'un district du département du Lot (d'arrondissement à partir de 1800) et ce n'est qu'en 1808, sous le Premier Empire, qu'elle devient chef-lieu d'un département nouvellement créé.
La commune est le lieu de naissance de plusieurs personnalités : le peintre Jean-Auguste-Dominique Ingres, l'un des plus grands du XIXe siècle (la ville est d'ailleurs surnommée « la Cité d'Ingres ») ; le sculpteur Antoine Bourdelle ; la femme de lettres et femme politique féministe Olympe de Gouges (1748-1793) , le conventionnel et membre du Comité de salut public André Jeanbon Saint-André (1749-1813) qui a notamment contribué à l'adoption du drapeau français sous sa forme actuelle ; le général d'Empire Jean-Pierre Doumerc (1765-1847).
Hébergeant depuis plusieurs décennies le 17e régiment du génie parachutiste (quartier Doumerc), Montauban est frappée en 2012 par les attentats perpétrés par le criminel djihadiste Merah contre trois soldats de ce régiment, prélude à son attaque contre une école juive de Toulouse quelques jours plus tard.

## Géographie

### Situation
La commune de Montauban est située au centre du Tarn-et-Garonne, sur l'axe de communication reliant la mer Méditerranée et l'océan Atlantique par le seuil de Naurouze.
Par rapport à des points géographiques notables, elle se situe à 177 kilomètres du pic d'Aneto (3 404 mètres), point culminant des Pyrénées, 215 kilomètres de la mer Méditerranée (Gruissan dans l'Aude), 287 kilomètres de l'océan Atlantique (Capbreton dans les Landes).
Elle se trouve à 55 km au nord de Toulouse, 215 km au sud-est de Bordeaux, 626 km au sud de Paris et 236 kilomètres d'Andorre.

### Communes limitrophes
Montauban est limitrophe de quatorze communes.
| \| Piquecos, Villemade, Albefeuille-Lagarde \| L'Honor-de-Cos \| Lamothe-Capdeville, Albias \| \| Montbeton \| Montauban \| Saint-Étienne-de-Tulmont, Léojac \| \| Lacourt-Saint-Pierre, Bressols \| Labastide-Saint-Pierre \| Saint-Nauphary, Corbarieu \| | Les limites communales de Montauban et celles de ses communes adjacentes. |                                  |
| Piquecos, Villemade, Albefeuille-Lagarde | L'Honor-de-Cos                                                            | Lamothe-Capdeville, Albias       |
| Montbeton | Montauban                                                                 | Saint-Étienne-de-Tulmont, Léojac |
| Lacourt-Saint-Pierre, Bressols | Labastide-Saint-Pierre                                                    | Saint-Nauphary, Corbarieu        |

### Relief et hydrographie

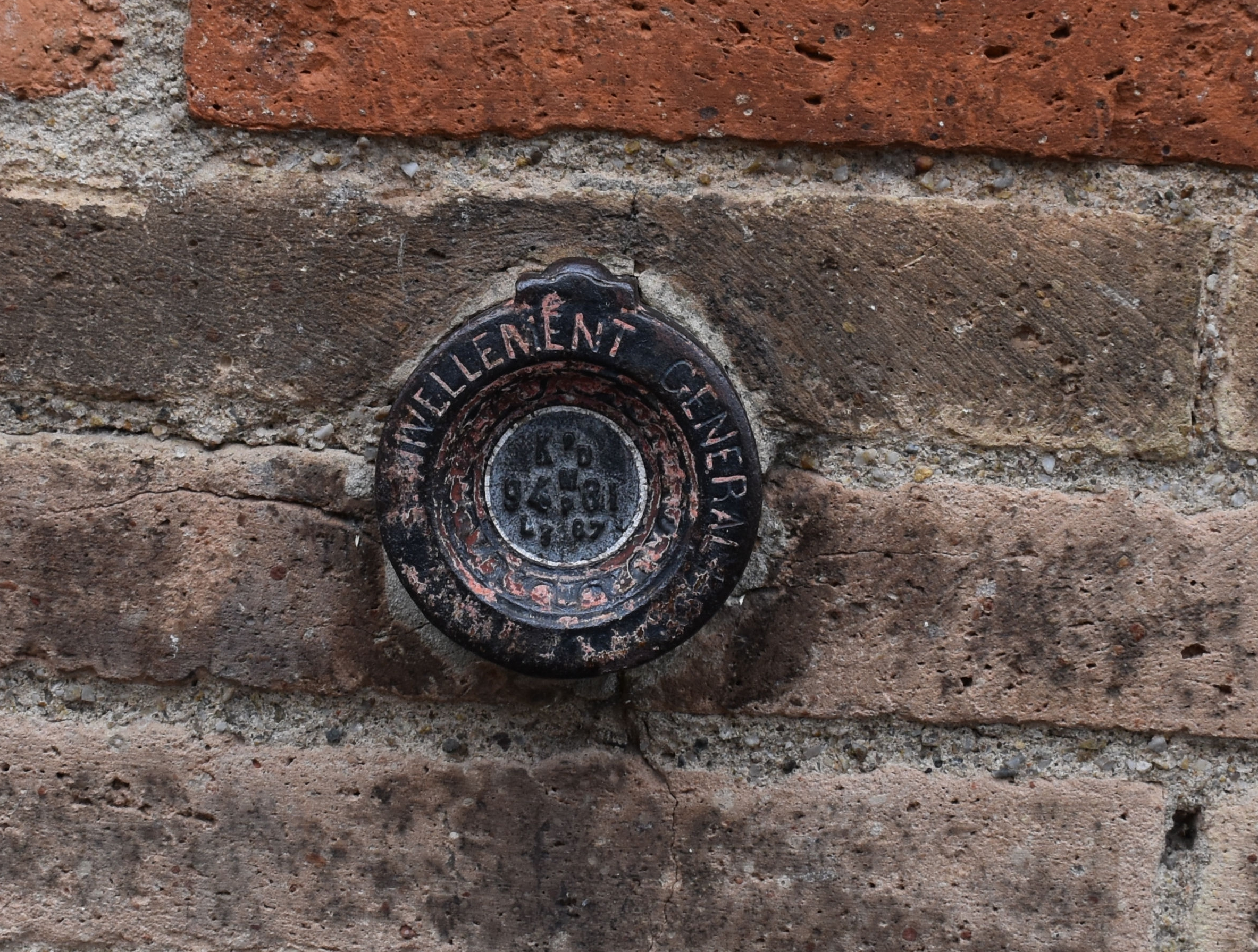
Borne de nivellement sur le mur de l'église St-Jacques-Altitude 94,81 m.

Le territoire de la commune se présente comme une vaste plaine découpée en terrasses par les plaines alluviales du Tarn, de l’Aveyron, et du Tescou. Un réseau hydrographique secondaire vient à son tour former de nombreux vallons. Le paysage a été façonné par les mouvements de ce réseau hydrographique. La présence d’alluvions (dépôts de sédiments charriés par un cours d’eau) sur une large partie du territoire de la commune atteste de ce phénomène. L’altitude varie entre 75 et 80 mètres pour les points les plus bas de la commune (aux abords des lits mineurs du Tarn et de l’Aveyron), et entre 180 à 210 mètres pour les points les plus hauts, situés sur les plateaux. Vers le sud par temps clair, la chaîne de montagnes pyrénéenne est visible.

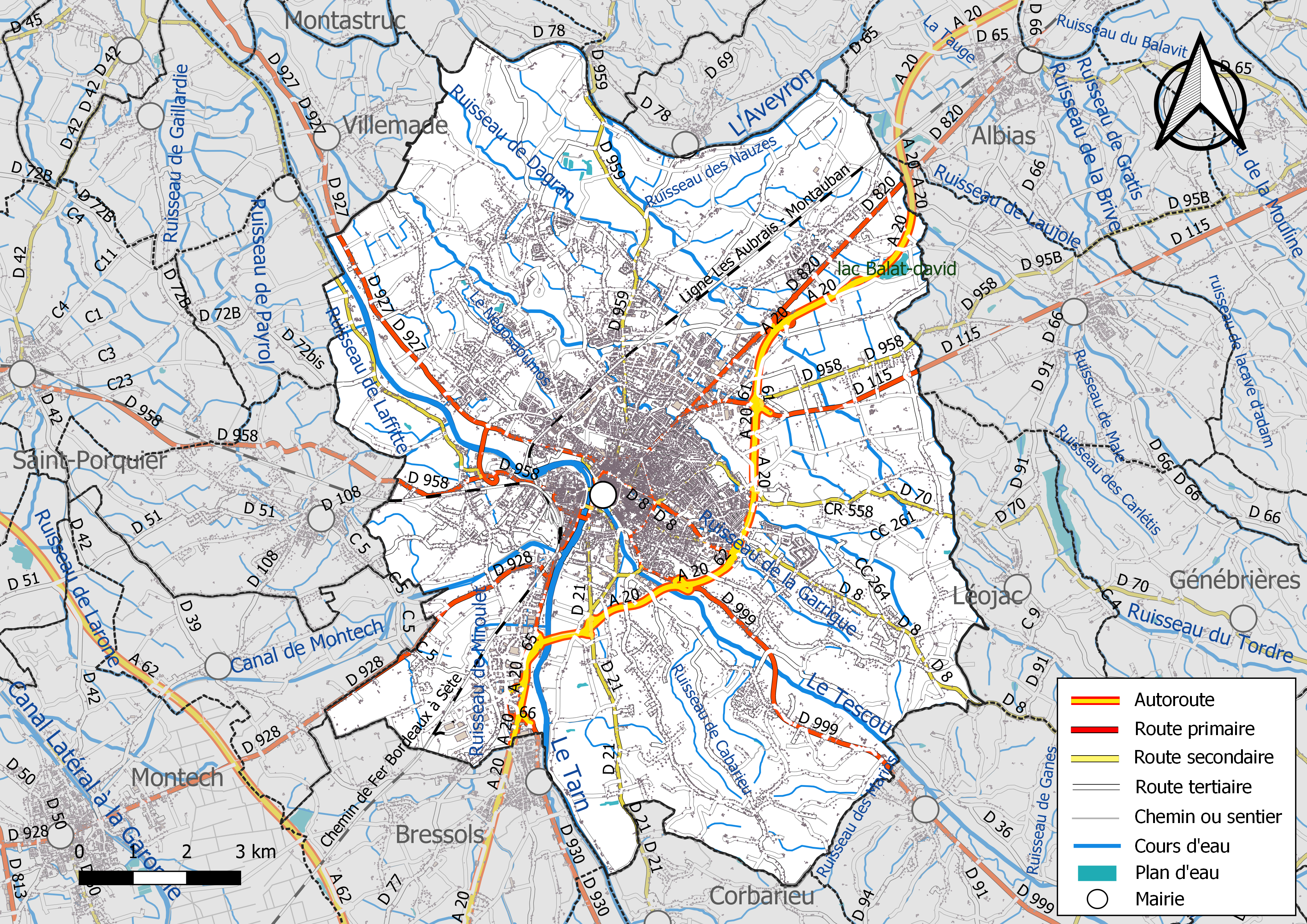
Réseaux hydrographique et routier de Montauban.

La commune est dans le bassin versant de la Garonne, au sein du bassin hydrographique Adour-Garonne. Elle est drainée par l'Aveyron, le Tarn, le Tescou, le canal de Montech, le Grand Mortarieu, le ruisseau de Frézal, le ruisseau de l'Angle, le ruisseau de la Tauge, le Petit Mortarieu, le ruisseau de Dagran, le ruisseau de Gesse, le ruisseau de Laffitte, le ruisseau de la Garrigue, le ruisseau de Miroulet, constituant un réseau hydrographique de 181 km de longueur totale,.
L'Aveyron, d'une longueur totale de 291 km, prend sa source dans la commune de Sévérac d'Aveyron et s'écoule d'est en ouest. Il traverse la commune et se jette dans le Tarn à Barry-d'Islemade, après avoir traversé 60 communes.
Le Tarn, d'une longueur totale de 380 km, prend sa source dans la commune de Pont de Montvert - Sud Mont Lozère et s'écoule d'est en ouest. Il traverse la commune et se jette dans la Garonne à Saint-Nicolas-de-la-Grave, après avoir traversé 98 communes.
Le Tescou, d'une longueur totale de 48,8 km, prend sa source dans la commune de Castelnau-de-Montmiral et s'écoule d'est en ouest. Il traverse la commune et se jette dans le Tarn sur le territoire communal de Montauban, après avoir traversé 13 communes.
Le canal de Montech, d'une longueur totale de 10,9 km, prend sa source dans la commune de Montech et s'écoule du sud-ouest vers le nord-ouest. Il se jette dans le Tarn sur le territoire communal, après avoir traversé 3 communes.
Le Grand Mortarieu, d'une longueur totale de 19,3 km, prend sa source dans la commune de Montauban et s'écoule du sud-est vers le nord-ouest. Il traverse la commune et se jette dans l'Aveyron à Villemade.
Le ruisseau de Frézal, d'une longueur totale de 11,3 km, prend sa source dans la commune de Montauban et s'écoule du sud-est vers le nord-ouest. Il se jette dans l'Aveyron sur le territoire communal.
Le ruisseau de l'Angle, d'une longueur totale de 12,4 km, prend sa source dans la commune de Génébrières et s'écoule du sud vers le nord. Il traverse la commune et se jette dans le ruisseau de la Tauge à Saint-Étienne-de-Tulmont, après avoir traversé 5 communes.
Le ruisseau de la Tauge, d'une longueur totale de 19,5 km, prend sa source dans la commune de Monclar-de-Quercy et s'écoule du sud-est vers le nord-ouest. Il traverse la commune et se jette dans l'Aveyron à Lamothe-Capdeville, après avoir traversé 7 communes.

#### L'inondation séculaire de mars 1930
Du 1er au 4 mars 1930, Montauban a connu une importante inondation. Le Tarn est monté jusqu'à 11,49 m et a fait d'importants dégâts avec plus de 3 000 habitations détruites et plusieurs grands ponts emportés. Sur la ville de Montauban, le bilan faisant état de 200 morts et 10 000 sinistrés, l'événement fut très vite qualifié d'« inondation du siècle ». Depuis, la ville a pris d'importantes mesures face aux inondations en s'équipant[Quand ?] de murs de 6 à 8 mètres de haut, avec des portes anti-crues pour éviter d'inonder le centre-ville exposé aux inondations. Elles ont servi pour la première fois le 29 novembre 2014 lors d'une crue du Tarn où l'eau est montée jusqu'à 7,09 m.

### Climat
Pour des articles plus généraux, voir Climat de l'Occitanie et Climat de Tarn-et-Garonne.

#### Vue d'ensemble
En 2010, le climat de la commune est de type climat du Bassin du Sud-Ouest, selon une étude du Centre national de la recherche scientifique s'appuyant sur une série de données couvrant la période 1971-2000. En 2020, Météo-France publie une typologie des climats de la France métropolitaine dans laquelle la commune est exposée à un climat océanique altéré et est dans la région climatique Aquitaine, Gascogne, caractérisée par une pluviométrie abondante au printemps, modérée en automne, un faible ensoleillement au printemps, un été chaud (19,5 °C), des vents faibles, des brouillards fréquents en automne et en hiver et des orages fréquents en été (15 à 20 jours).
Pour la période 1971-2000, la température annuelle moyenne est de 13,3 °C, avec une amplitude thermique annuelle de 15,5 °C. Le cumul annuel moyen de précipitations est de 738 mm, avec 9,9 jours de précipitations en janvier et 6 jours en juillet. Pour la période 1991-2020, la température moyenne annuelle observée par la station météorologique installée dans la commune est de 13,9 °C et le cumul annuel moyen de précipitations est de 710,2 mm. 
La température maximale relevée sur cette station est de 42,6 °C, atteinte le 24 août 2023 ; la température minimale est de −20 °C, atteinte le 16 janvier 1985,,.
| Mois                                  | jan.            | fév.           | mars            | avril         | mai           | juin           | jui.          | août           | sep.          | oct.          | nov.          | déc.           | année     |
| ------------------------------------- | --------------- | -------------- | --------------- | ------------- | ------------- | -------------- | ------------- | -------------- | ------------- | ------------- | ------------- | -------------- | --------- |
| Température minimale moyenne (°C)     | 2,2             | 2              | 4,7             | 7,3           | 10,9          | 14,5           | 16,5          | 16,3           | 12,7          | 9,7           | 5,4           | 2,7            | 8,7       |
| Température moyenne (°C)              | 5,9             | 6,8            | 10,2            | 12,8          | 16,5          | 20,2           | 22,4          | 22,5           | 18,8          | 14,9          | 9,5           | 6,4            | 13,9      |
| Température maximale moyenne (°C)     | 9,7             | 11,6           | 15,6            | 18,3          | 22,1          | 25,9           | 28,3          | 28,6           | 24,9          | 20            | 13,6          | 10,2           | 19,1      |
| Record de froid (°C) date du record   | −20 16.01.1985  | −18 04.02.1963 | −9,3 01.03.05   | −2,8 03.04.22 | −1 01.05.1960 | 5,8 08.06.1972 | 6 08.07.1978  | 5,8 30.08.1986 | 1 22.09.1977  | −3,2 25.10.03 | −8,4 18.11.07 | −10,6 25.12.01 | −20 1985  |
| Record de chaleur (°C) date du record | 18,5 25.01.1995 | 25 27.02.19    | 27,8 25.03.1981 | 30,3 30.04.05 | 33,5 30.05.01 | 40 27.06.19    | 40,1 23.07.19 | 42,6 24.08.23  | 36,1 03.09.05 | 34,2 01.10.23 | 24,8 02.11.11 | 19,4 05.12.06  | 42,6 2023 |
| Ensoleillement (h)                    | 83,5            | 119,9          | 176             | 189,8         | 220,5         | 242,5          | 270,1         | 259,5          | 213,8         | 154,3         | 93,1          | 80,7           | 2 103,8   |
| Précipitations (mm)                   | 58,2            | 44,4           | 51              | 74,6          | 71,9          | 68,1           | 47,4          | 55,8           | 56,1          | 58,7          | 63,2          | 60,8           | 710,2     |

| Diagramme climatique                                  |           |           |             |              |              |              |              |              |           |             |             |
| J                                                     | F         | M         | A           | M            | J            | J            | A            | S            | O         | N           | D           |
| 9,72,258,2                                            | 11,6244,4 | 15,64,751 | 18,37,374,6 | 22,110,971,9 | 25,914,568,1 | 28,316,547,4 | 28,616,355,8 | 24,912,756,1 | 209,758,7 | 13,65,463,2 | 10,22,760,8 |
| Moyennes : • Temp. maxi et mini °C • Précipitation mm |           |           |             |              |              |              |              |              |           |             |             |

Les paramètres climatiques de la commune ont été estimés pour le milieu du siècle (2041-2070) selon différents scénarios d'émission de gaz à effet de serre à partir des nouvelles projections climatiques de référence DRIAS-2020. Ils sont consultables sur un site dédié publié par Météo-France en novembre 2022.

## Milieux naturels et biodiversité

### Espaces protégés
La protection réglementaire est le mode d’intervention le plus fort pour préserver des espaces naturels remarquables et leur biodiversité associée,.
Un espace protégé est présent sur le territoire de la commune : 
le « cours de la Garonne, de l'Aveyron, du Viaur et du Tarn », objet d'un arrêté de protection de biotope, d'une superficie de 1 262,3 ha.

### Réseau Natura 2000

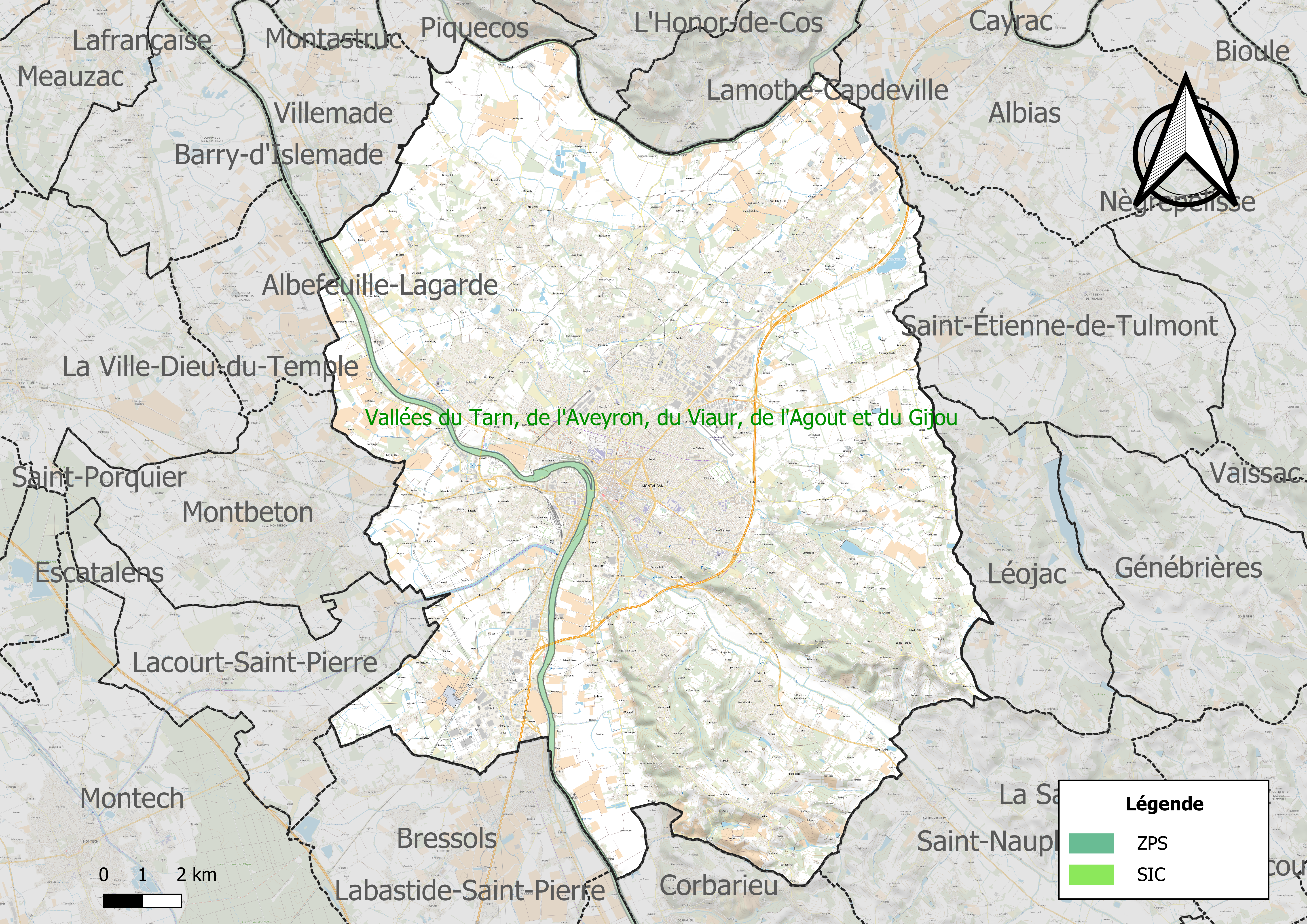
Site Natura 2000 sur le territoire communal.

Le réseau Natura 2000 est un réseau écologique européen de sites naturels d'intérêt écologique élaboré à partir des directives habitats et oiseaux, constitué de zones spéciales de conservation (ZSC) et de zones de protection spéciale (ZPS).
Un site Natura 2000 a été défini dans la commune au titre de la directive habitats : Les « vallées du Tarn, de l'Aveyron, du Viaur, de l'Agout et du Gijou », d'une superficie de 17 144 ha, s'étendant sur 136 communes dont 41 dans l'Aveyron, 8 en Haute-Garonne, 50 dans le Tarn et 37 dans le Tarn-et-Garonne. Elles présentent une très grande diversité d'habitats et d'espèces dans ce vaste réseau de cours d'eau et de gorges. La présence de la Loutre d'Europe et de la moule perlière d'eau douce est également d'un intérêt majeur.

### Zones naturelles d'intérêt écologique, faunistique et floristique
L’inventaire des zones naturelles d'intérêt écologique, faunistique et floristique (ZNIEFF) a pour objectif de réaliser une couverture des zones les plus intéressantes sur le plan écologique, essentiellement dans la perspective d’améliorer la connaissance du patrimoine naturel national et de fournir aux différents décideurs un outil d’aide à la prise en compte de l’environnement dans l’aménagement du territoire. Deux ZNIEFF de type 1 sont recensées dans la commune : le « lac de la Piboulette et ruisseau le Grand Mortarieu » (99 ha), et la « rivière Aveyron » (3 500 ha), couvrant 63 communes dont 38 dans l'Aveyron, cinq dans le Tarn et 20 dans le Tarn-et-Garonne et deux ZNIEFF de type 2, : 
- la « basse vallée du Tarn » (3 623 ha), couvrant 49 communes dont huit dans la Haute-Garonne, 20 dans le Tarn et 21 dans le Tarn-et-Garonne[30] ;
- la « vallée de l' Aveyron » (14 644 ha), couvrant 68 communes dont 41 dans l'Aveyron, cinq dans le Tarn et 22 dans le Tarn-et-Garonne[31].

Carte des ZNIEFF de type 1 et 2 à Montauban.
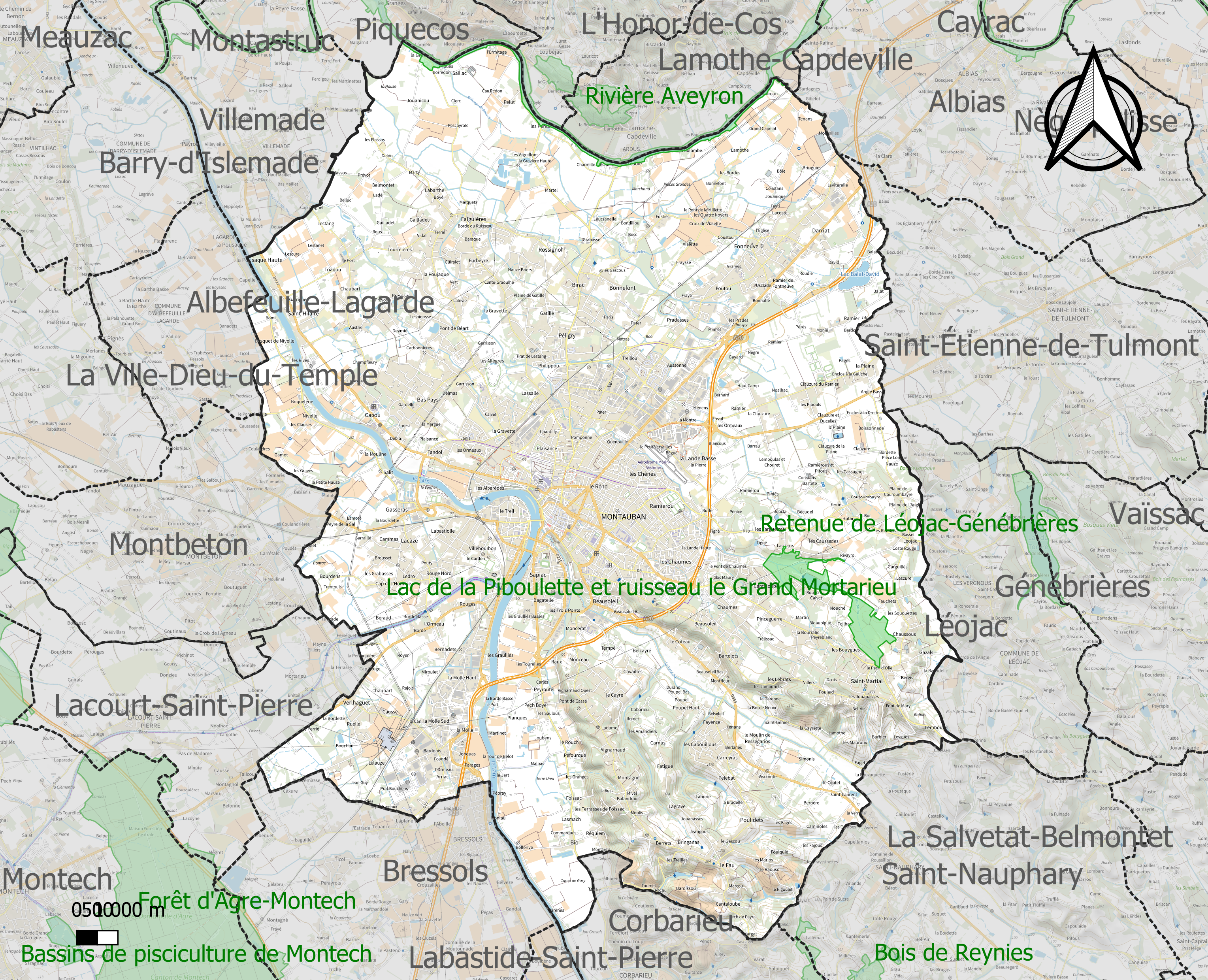
Carte des ZNIEFF de type 1 sur le territoire de la commune.
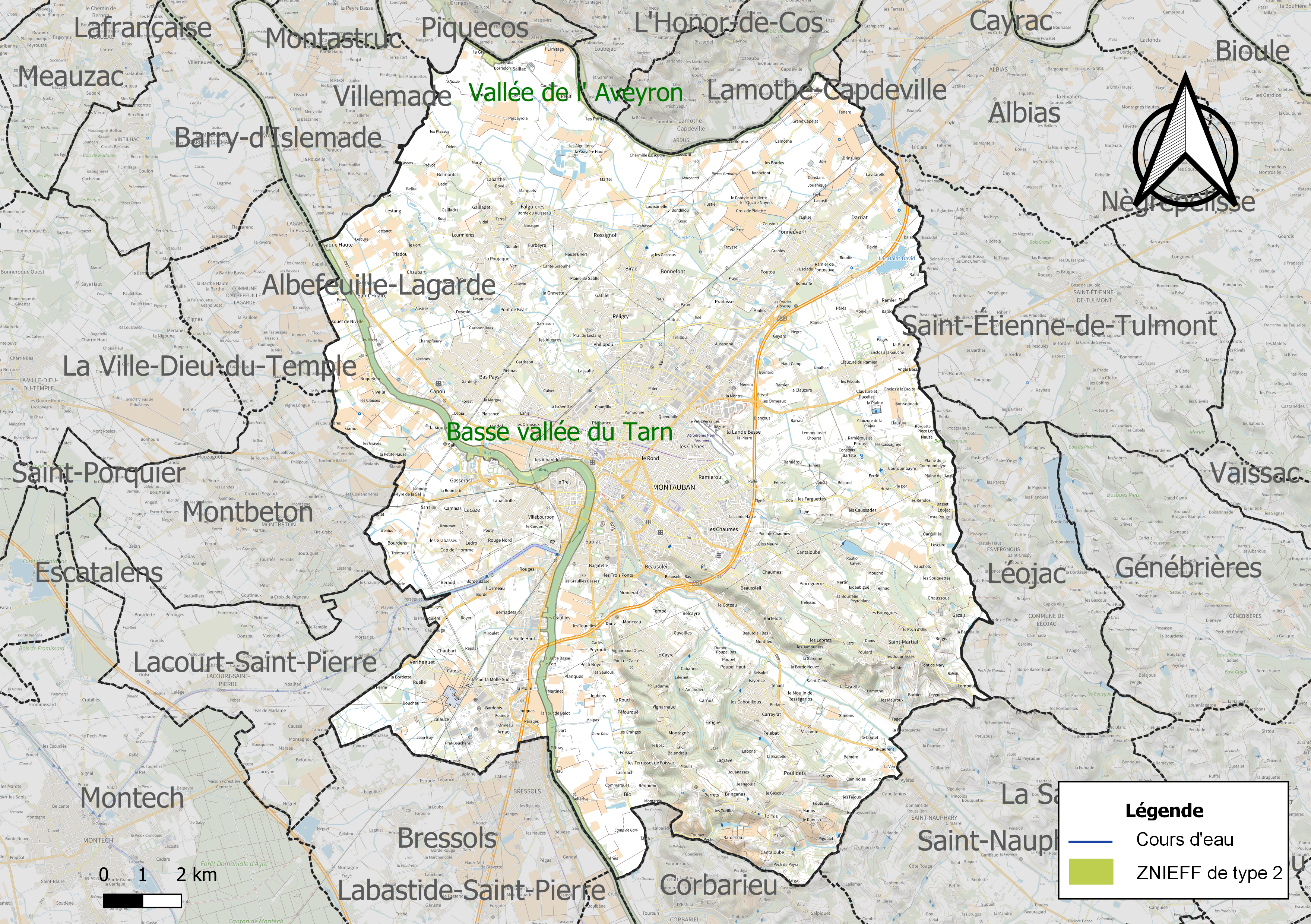
Carte des ZNIEFF de type 2 sur le territoire de la commune.

## Urbanisme

### Typologie
Au 1er janvier 2024, Montauban est catégorisée centre urbain intermédiaire, selon la nouvelle grille communale de densité à sept niveaux définie par l'Insee en 2022.
Elle appartient à l'unité urbaine de Montauban, une agglomération intra-départementale regroupant neuf  communes, dont elle est ville-centre,,. Par ailleurs la commune fait partie de l'aire d'attraction de Montauban, dont elle est la commune-centre,. Cette aire, qui regroupe 50 communes, est catégorisée dans les aires de 50 000 à moins de 200 000 habitants,.

### Occupation des sols

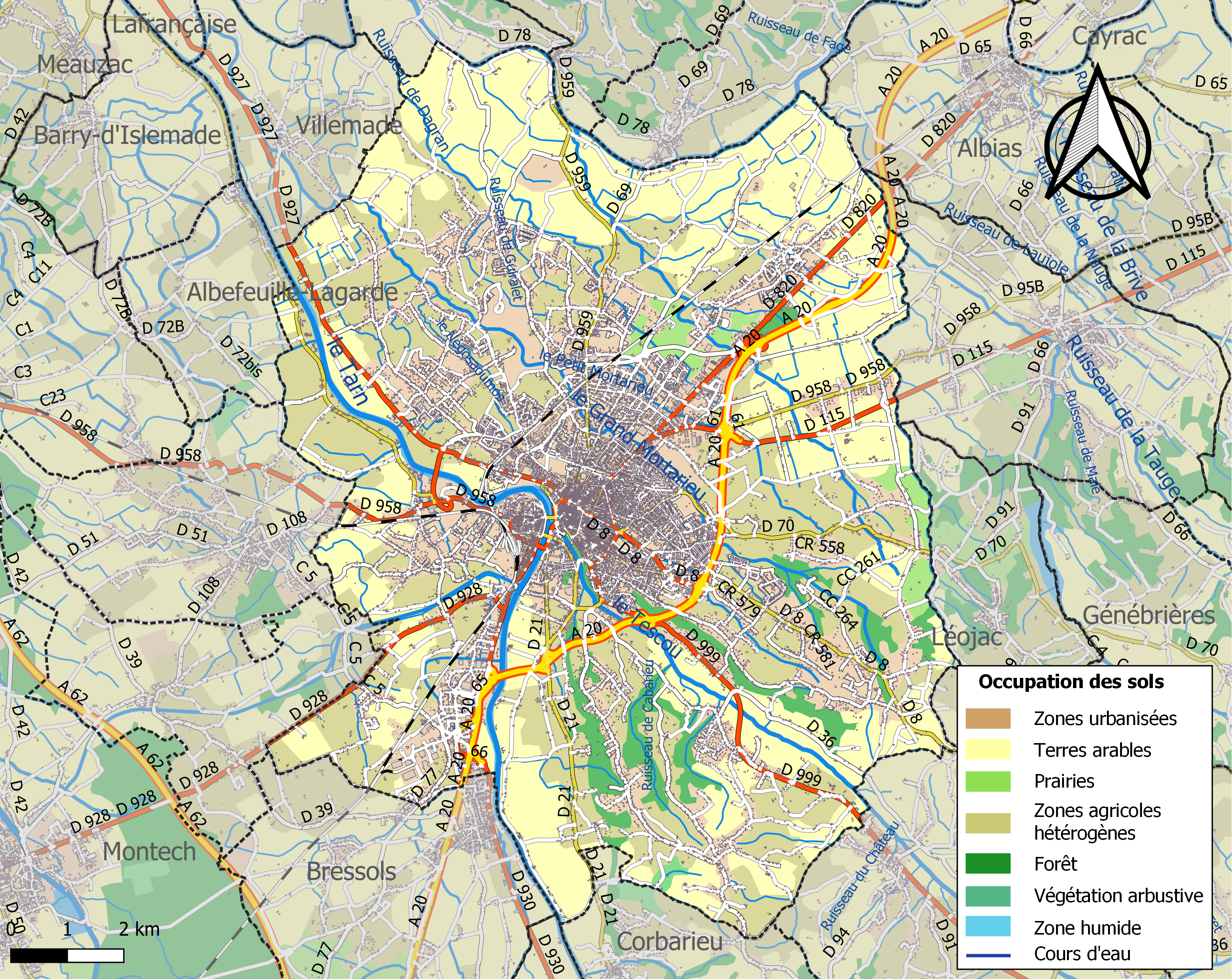
Carte des infrastructures et de l'occupation des sols de la commune en 2018 (CLC).

L'occupation des sols de la commune, telle qu'elle ressort de la base de données européenne d’occupation biophysique des sols Corine Land Cover (CLC), est marquée par l'importance des territoires agricoles (62,3 % en 2018), en diminution par rapport à 1990 (80,8 %). La répartition détaillée en 2018 est la suivante : 
zones agricoles hétérogènes (27,9 %), terres arables (25,6 %), zones urbanisées (24,4 %), cultures permanentes (7,2 %), zones industrielles ou commerciales et réseaux de communication (6,6 %), forêts (4,2 %), prairies (1,6 %), eaux continentales (1,3 %), espaces verts artificialisés, non agricoles (1,1 %), milieux à végétation arbustive et/ou herbacée (0,2 %). L'évolution de l’occupation des sols de la commune et de ses infrastructures peut être observée sur les différentes représentations cartographiques du territoire : la carte de Cassini (XVIIIe siècle), la carte d'état-major (1820-1866) et les cartes ou photos aériennes de l'IGN pour la période actuelle (1950 à aujourd'hui).

### Quartiers
La commune de Montauban est découpée en 4 zones et 24 quartiers :
Est : Fonneuve, Ramier, Les Chênes-Aérodrome, Lalande-Montplaisir, Saint-Martial, Clos Maury-Canteloube.
Sud : Médiathèque-Beausoleil haut, Carreyrat, Beausoleil bas-Zac Tempé, Le Fau-Vignarnaud, Sapiac-Pech Boyer.
Ouest : Villebourbon, Cours Foucault-Issanchou, Villenouvelle, Gasseras-Verlhaguet-Nivelle, Albasud, Quai Poult-Port Canal.
Nord : Hippodrome-Saint-Hilaire-Capou, Falguières, Birac, Albanord-Marché gare, Pomponne.
Hors zone : Centre-ville et Faubourgs.

### Voies de communication et transports

#### Distance routière entre Montauban et diverses villes françaises et étrangères
Montauban est à la croisée de grands itinéraires européens, comme les axes européens E80 (Rome-Lisbonne) et E9 (Paris-Barcelone).
| Destination                     | Voie routière         | Distance routière | Temps de parcours automobile (hors pauses) | Distance à vol d'oiseau |
| ------------------------------- | --------------------- | ----------------- | ------------------------------------------ | ----------------------- |
| Castelsarrasin                  | D958 - D14 - D813     | 23 km             | 26 minutes                                 | 20 km                   |
| Toulouse                        | A20 - A62             | 55 km             | 40 minutes                                 | 47 km                   |
| Cahors                          | A20                   | 60 km             | 47 minutes                                 | 47 km                   |
| Albi                            | A68                   | 76 km             | 1 heure 04                                 | 65 km                   |
| Agen                            | A20 - A62             | 86 km             | 51 minutes                                 | 60 km                   |
| Auch                            | D928                  | 92 km             | 1 heure 21                                 | 74 km                   |
| Castres                         | D83 - D999            | 98 km             | 1 heure 32                                 | 86 km                   |
| Rodez                           | A20 - D926            | 130 km            | 1 heure 49                                 | 103 km                  |
| Foix                            | A66 - A62             | 140 km            | 1 heure 29                                 | 118 km                  |
| Brive-la-Gaillarde              | A20                   | 146 km            | 1 heure 14                                 | 126 km                  |
| Carcassonne                     | A20 - A62 - A61       | 147 km            | 1 heure 32                                 | 120 km                  |
| Narbonne                        | A20 - A62 - A61       | 204 km            | 1 heure 49                                 | 162 km                  |
| Tarbes                          | A20 - A62 - A64       | 204 km            | 2 heures 07                                | 134 km                  |
| Bordeaux                        | A20 - A62             | 215 km            | 2 heures 00                                | 177 km                  |
| Limoges                         | A20                   | 237 km            | 2 heures 10                                | 204 km                  |
| Angoulême                       | A20 - A62 - N10       | 329 km            | 2 heures 57                                | 205 km                  |
| La Rochelle                     | RN137-A10-A62-A20     | 394 km            | 3 heures 21                                | 309 km                  |
| Montpellier                     | A20 - A62 - A9        | 295 km            | 2 heures 51                                | 208 km                  |
| Marseille                       | A20-A61-A9-A54-A7     | 413 km            | 4 heures 56                                | 334 km                  |
| Châteauroux                     | A20                   | 354 km            | 2 heures 57                                | 310 km                  |
| Tours                           | D943-A20              | 457 km            | 4 heures 21                                | 479 km                  |
| Orléans                         | RN20-A20              | 500 km            | 4 heures 07                                | 433 km                  |
| Lyon                            | A20-A61-A9-A7         | 503 km            | 4 heures 34                                | 336 km                  |
| Nantes                          | RN137-A83-A10-A62-A20 | 559 km            | 4 heures 40                                | 423 km                  |
| Paris                           | RN20-A20-A71-A10      | 626 km            | 5 heures 37                                | 544 km                  |
| Barcelone (Espagne)             | A20-A61-RN20-E9       | 448 km            | 4 heures 12                                | 281 km                  |
| Saint-Sébastien (Espagne)       | A20 - A62 - A64 -AP8  | 397 km            | 3 heures 46                                | 307 km                  |
| Andorre (Principauté d'Andorre) | A20 - A62 - A66 - E9  | 236 km            | 3 heures 06                                | 207 km                  |

#### Voies routières
Montauban se trouve sur un axe majeur reliant le Nord de la France à l'Espagne et des côtes Atlantique à la Provence.
La rocade de Montauban est le contournement Est de la ville par le biais de l'autoroute A20, sur un axe sud-nord. La voie rapide, à 2x2 voies, compte environ 23 km de routes non concédées et la vitesse y est limitée à 90 km/h. La rocade compte 9 sorties sur le territoire et dessert les principaux quartiers de la ville ainsi que les principales communes alentour.
L'autoroute A20, qui traverse donc la ville du nord au sud, permet de rejoindre depuis Montauban les villes de Cahors, Limoges et Paris. L'autoroute permet aussi de rejoindre l'autoroute A62, situé à une dizaine de kilomètres au sud de la ville, pour rejoindre ensuite Toulouse, Bordeaux ou les Pyrénées et la mer Méditerranée.
D'autres routes départementales importantes permettent de rejoindre des villes alentour. L'ancienne route nationale 20, déclassée en RD 820 vers le nord ou partiellement remplacée par l'autoroute A20 au sud, permet de rejoindre Toulouse sans passer par l'A62 ou Caussade depuis le centre-ville. La RD 927 se dirige vers Moissac, la RD 928 vers Aubiet puis Auch, la RD 958 vers Castelsarrasin la RD 959 vers Molières ou encore la RD 999 vers Gaillac, puis Albi.

#### Lignes de chemin de fer et gare

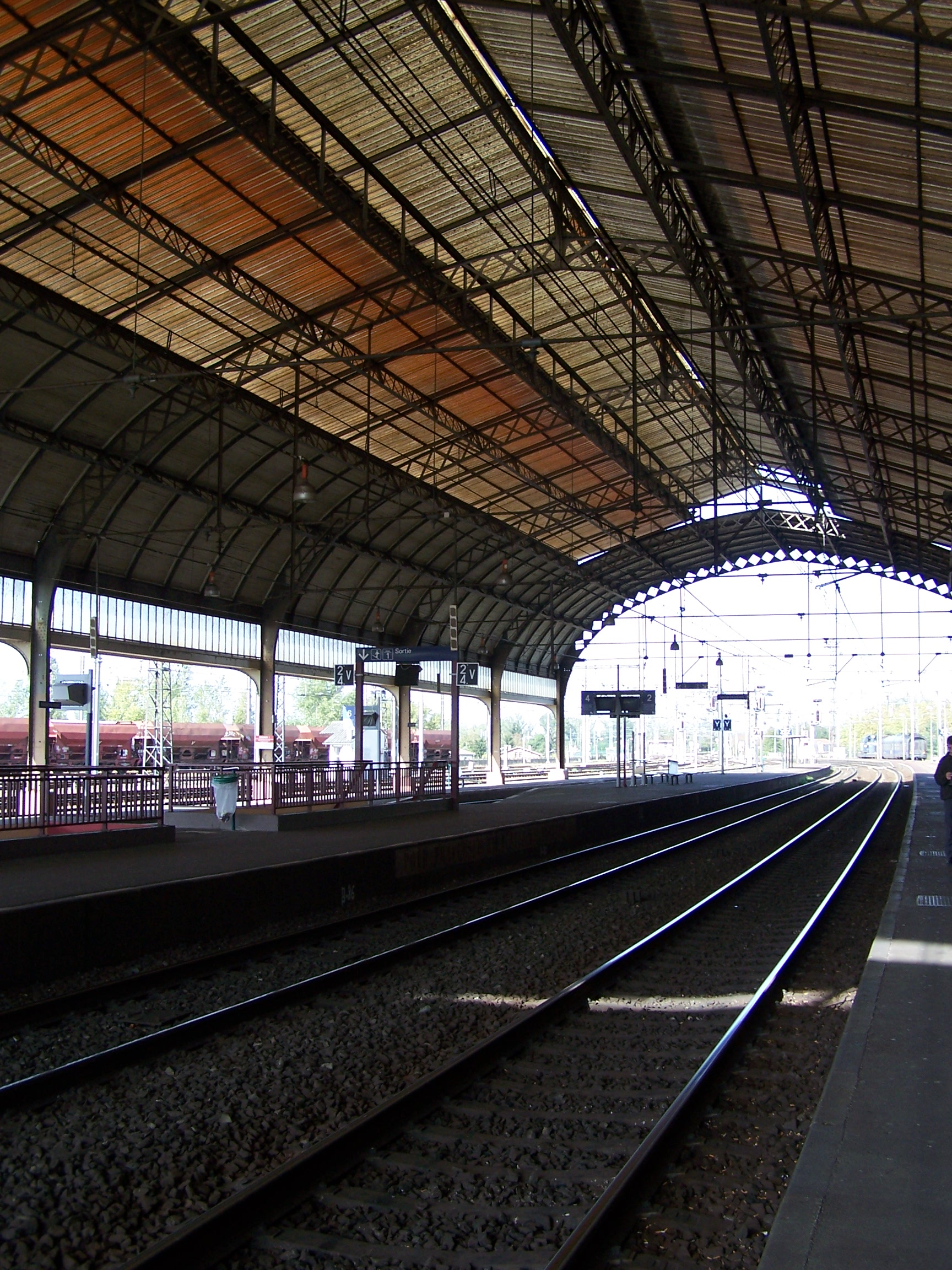
Gare SNCF de Montauban-Ville-Bourbon.

C'est une gare desservie par des TGV, des Intercités, des Intercités de nuit et des TER. Elle permet de relier directement la ville, au sud à Toulouse et au nord à Paris, à Bordeaux à l'ouest et à Marseille à l'est, ce qui en fait un croisement ferroviaire majeur. La gare de Montauban est la seconde gare de Midi-Pyrénées par son chiffre d'affaires. Elle génère un peu plus de six millions d'euros de chiffre d'affaires par an, soit 90 000 euros par semaine. La gare de Montauban a accueilli environ un million de voyageurs en 2008.
Entre 1913 et 1933, la ville était desservie par les lignes de la Compagnie des tramways de Tarn-et-Garonne.

#### Transports en commun

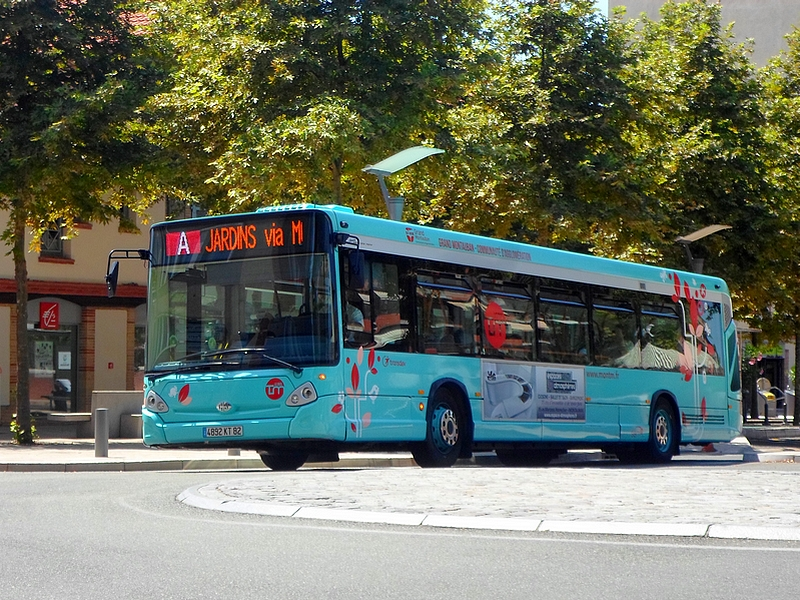
Un bus de l'ancienne livrée sur la ligne A, aujourd'hui supprimée.

La ville de Montauban est desservie par le réseau urbain des Transports du Grand Montauban, qui a remplacé en juillet 2024 le réseau des «Transports Montalbanais».
Ce réseau est constitué par neuf lignes urbaines, vingt lignes péri-urbaines vers les communes du Grand Montauban, sept navettes spéciales et cinq lignes de transport à la demande.
Il existe aussi un réseau appelé « Rezo Pouce », premier réseau d’auto-stop organisé créé en France, concernant 183 communes du Nord-Toulousain.

#### Le canal de Montech
Le canal de Montech est une voie navigable qui relie le Tarn au canal latéral à la Garonne. Depuis mai 2008, une nouvelle capitainerie du « Port Canal » accueille une vingtaine de bateaux[pas clair].

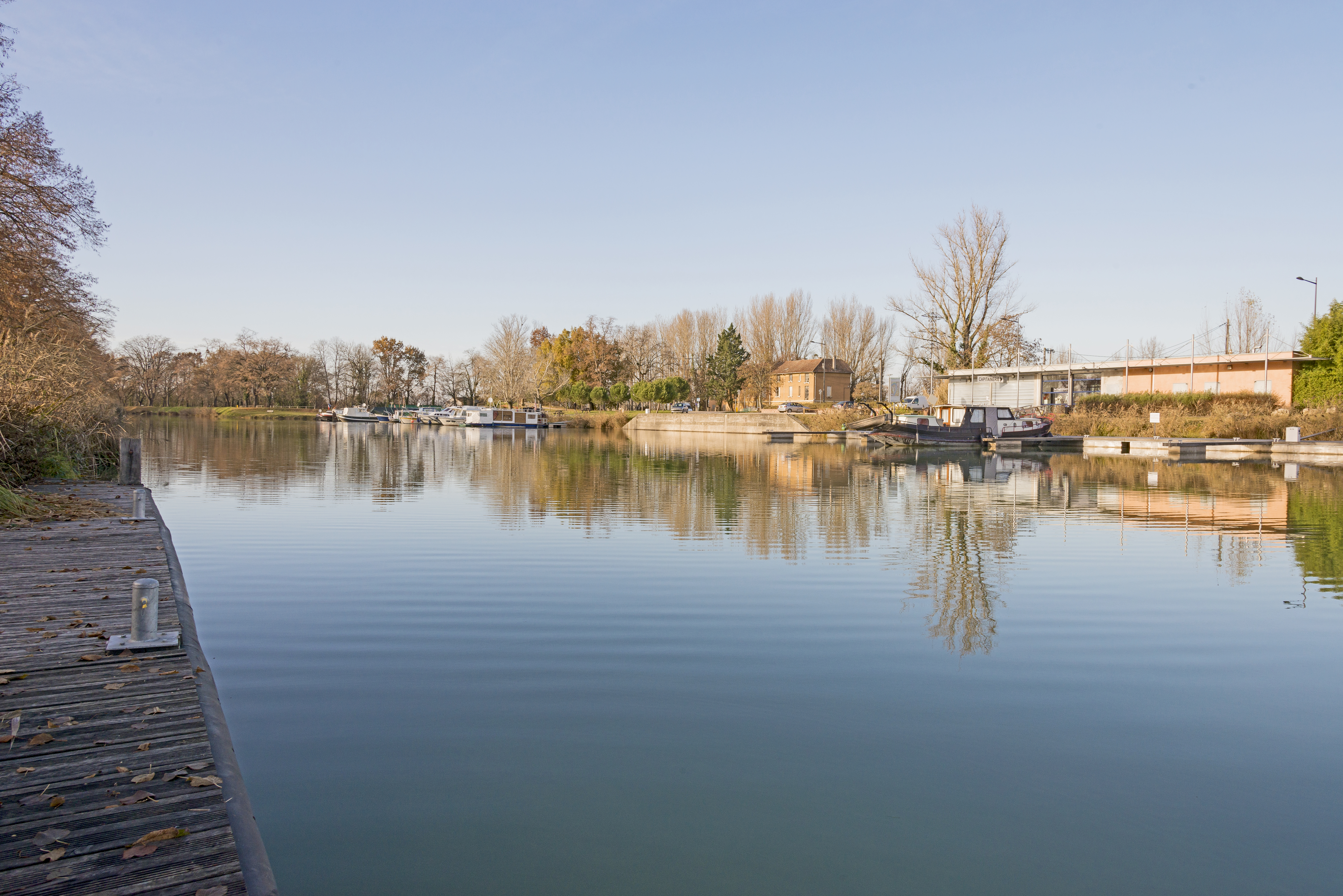
Port Canal, le port de Montauban.
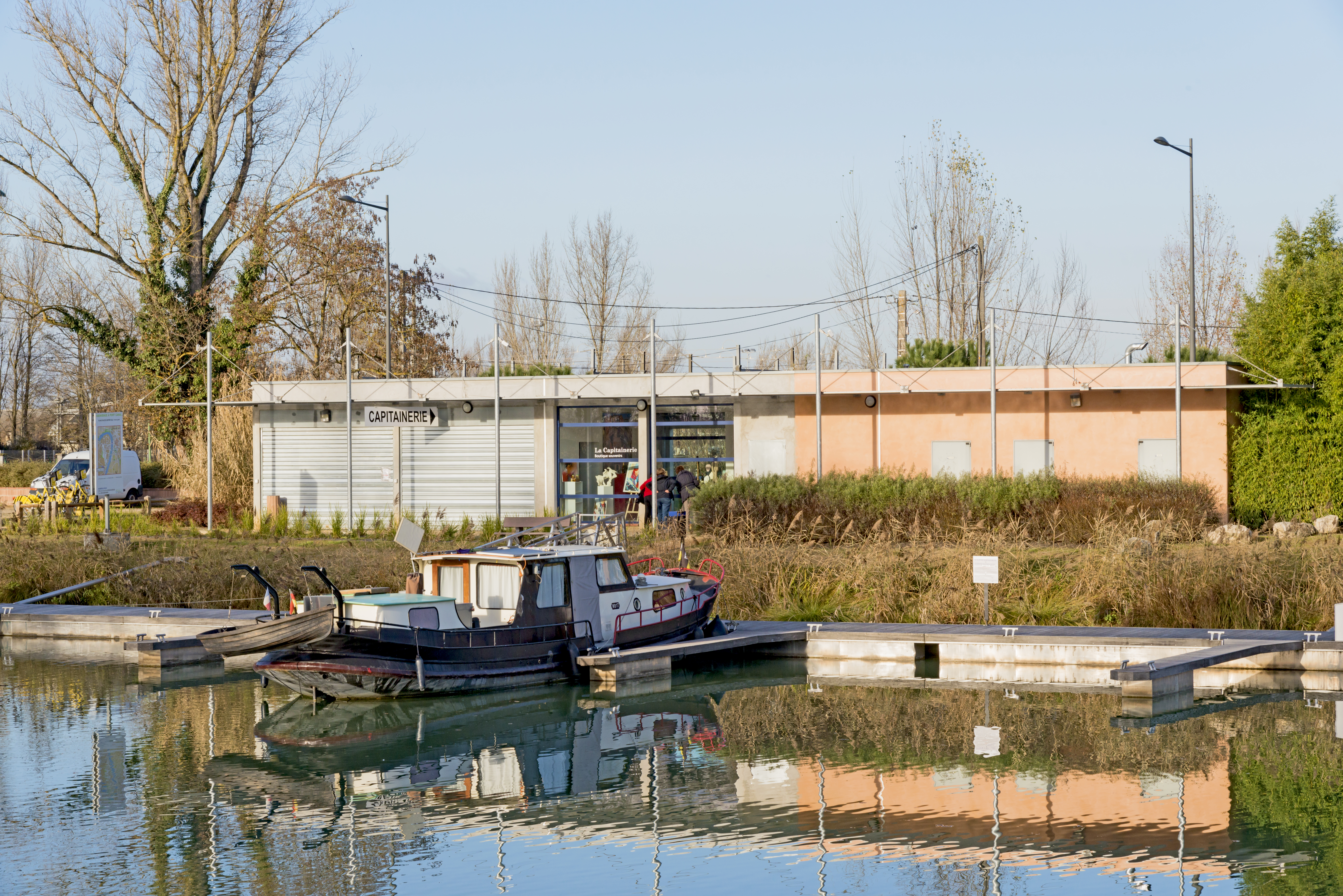
La capitainerie.
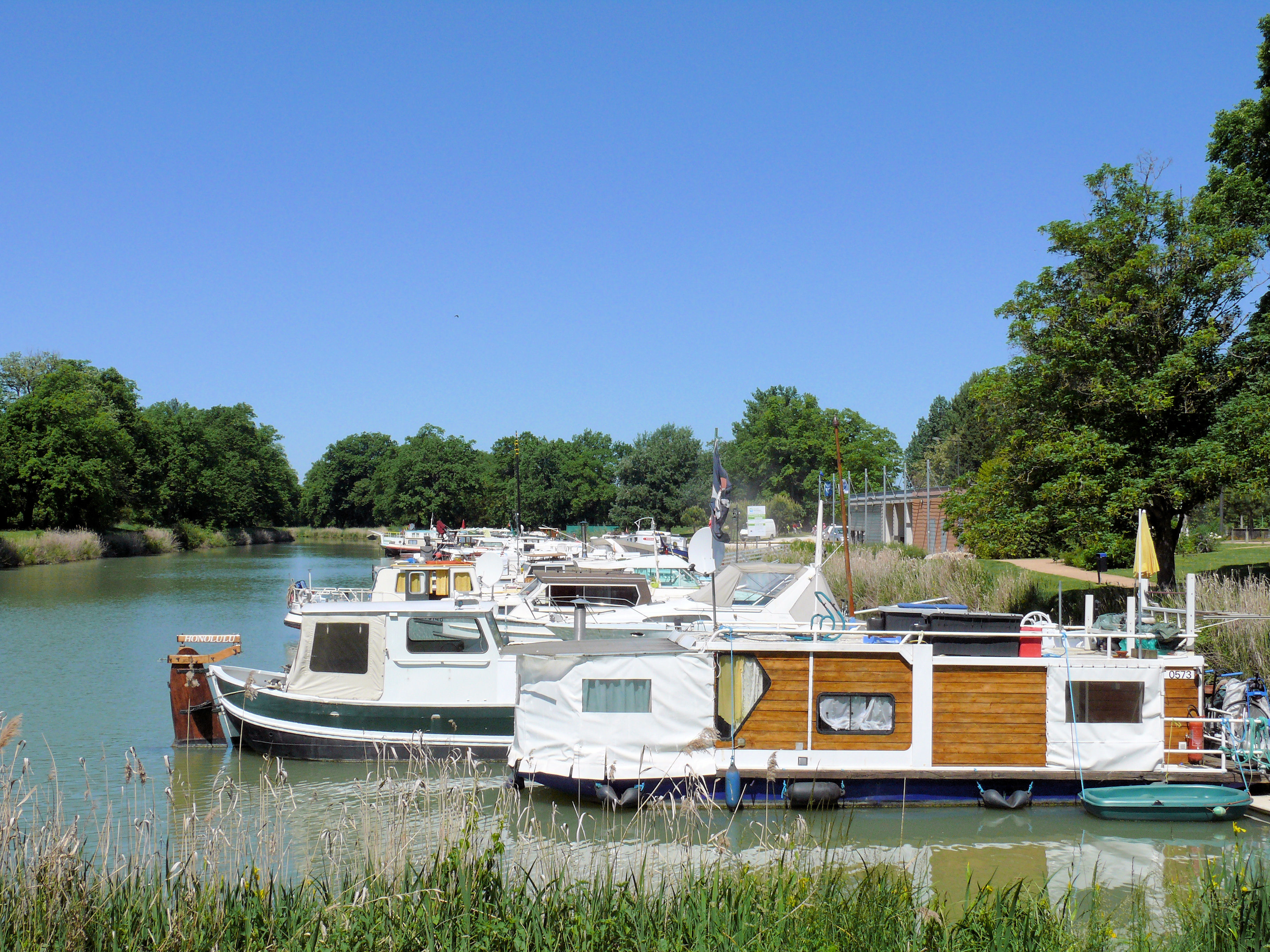
Canal de Montech - port de Montauban.
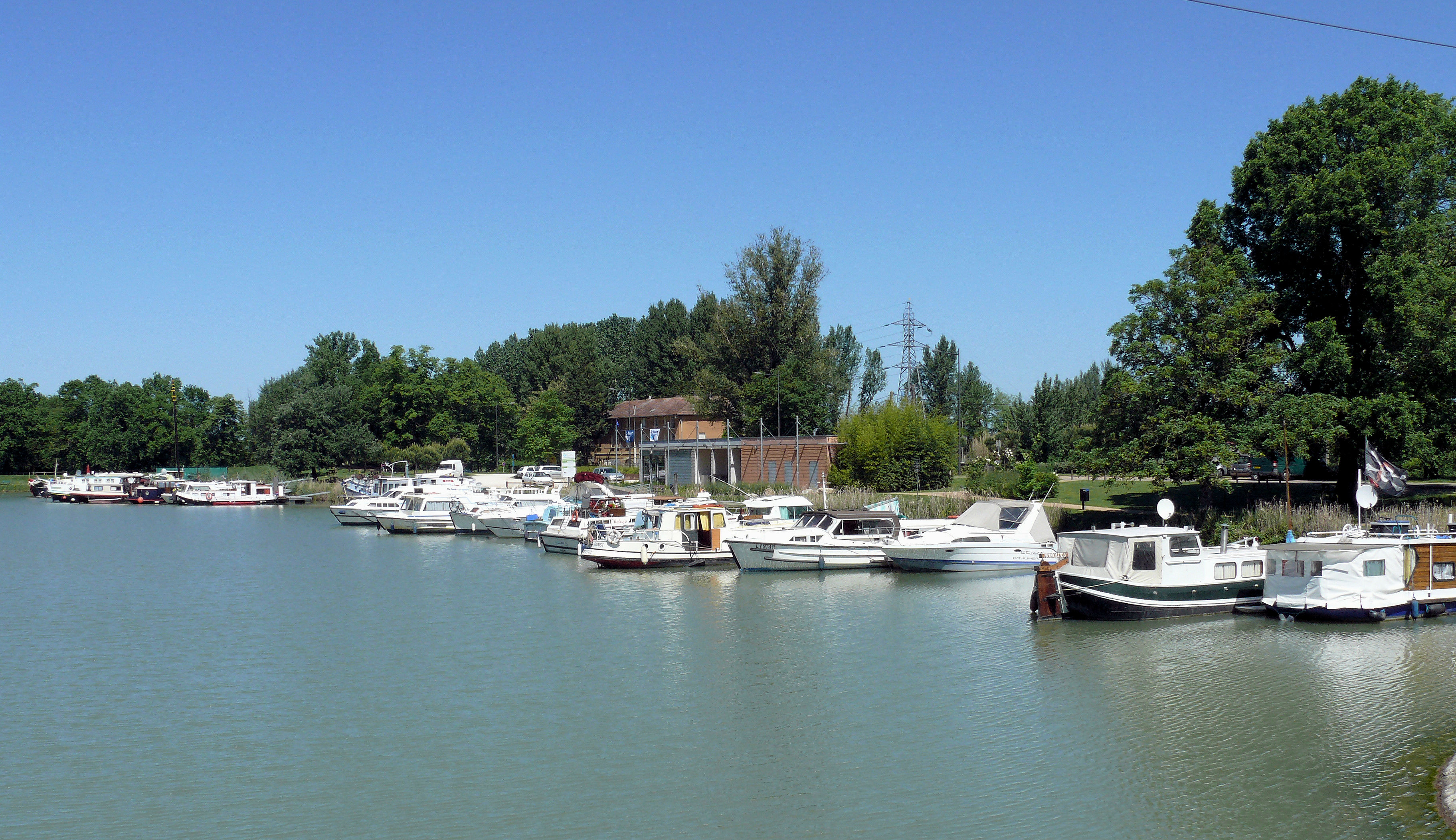
Vue sur le port et la capitainerie de Port Canal.

### Risques majeurs
Le territoire de la commune de Montauban est vulnérable à différents aléas naturels : météorologiques (tempête, orage, neige, grand froid, canicule ou sécheresse), inondations, mouvements de terrains et séisme (sismicité très faible). Il est également exposé à deux risques technologiques, le transport de matières dangereuses et la rupture d'un barrage. Un site publié par le BRGM permet d'évaluer simplement et rapidement les risques d'un bien localisé soit par son adresse soit par le numéro de sa parcelle.

#### Risques naturels
La commune fait partie du territoire à risques importants d'inondation (TRI) de Montauban-Moissac, regroupant 15 communes concernées par un risque de débordement du Tarn, un des 18 TRI qui ont été arrêtés fin 2012 sur le bassin Adour-Garonne. La crue historique de mars 1930 a provoqué des dégâts considérables. Le sinistre a fait 210 morts et près de 10 000 sinistrés. 120 morts ont été recensés pour la seule ville de Moissac après la rupture des digues et 2 769 maisons ont été détruites en Tarn-et-Garonne. Des cartes des surfaces inondables ont été établies pour trois scénarios : fréquent (crue de temps de retour de 10 ans à 30 ans), moyen (temps de retour de 100 ans à 300 ans) et extrême (temps de retour de l'ordre de 1 000 ans, qui met en défaut tout système de protection). La commune a été reconnue en état de catastrophe naturelle au titre des dommages causés par les inondations et coulées de boue survenues en 1982, 1988, 1994, 1996, 1999, 2003, 2013 et 2021,.
Montauban est exposée au risque de feu de forêt. Le département de Tarn-et-Garonne présentant toutefois globalement un niveau d’aléa moyen à faible très localisé, aucun Plan départemental de protection des forêts contre les risques d’incendie de forêt (PFCIF) n'a été élaboré. Le débroussaillement aux abords des maisons constitue l’une des meilleures protections pour les particuliers contre le feu,.

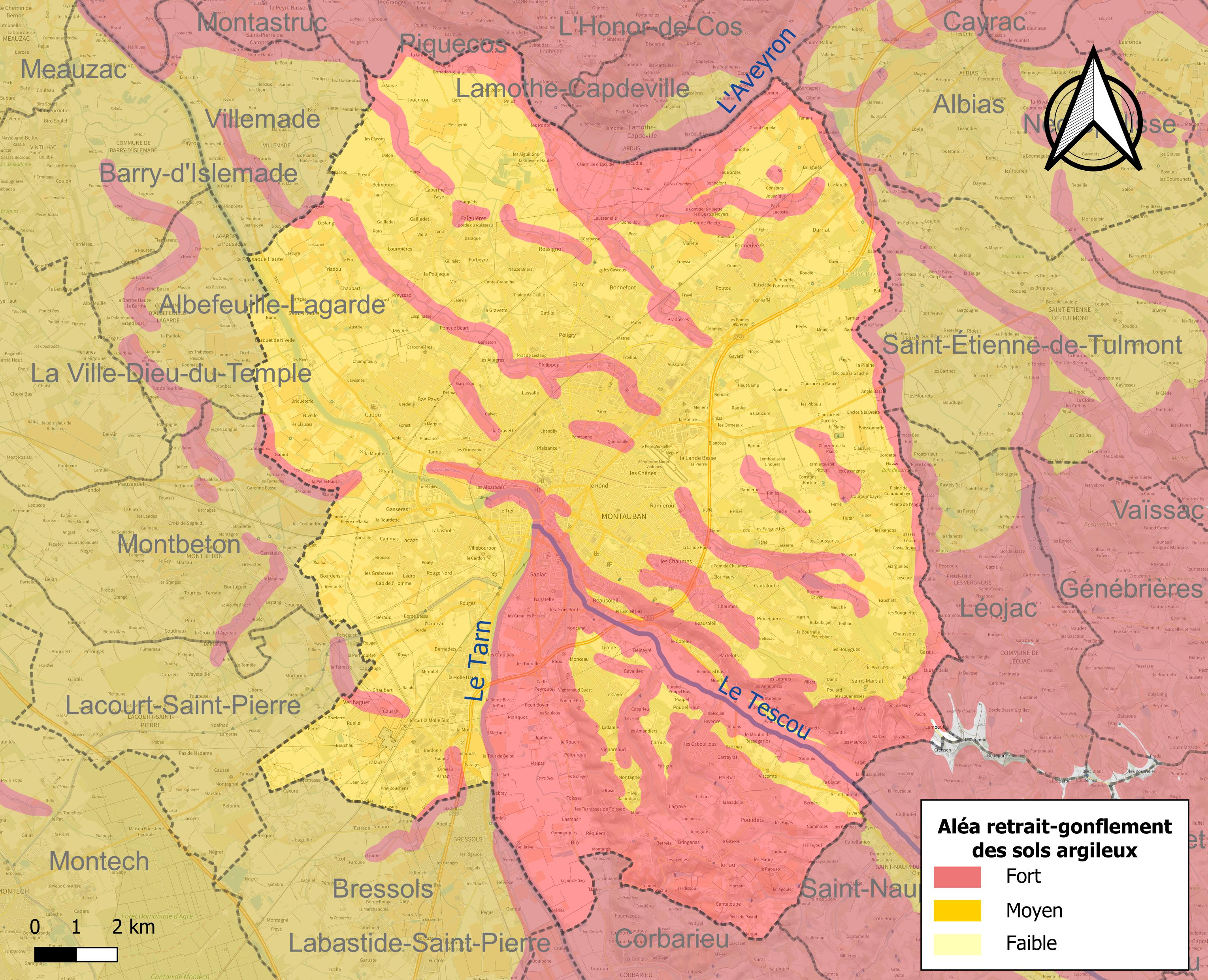
Carte des zones d'aléa retrait-gonflement des sols argileux de Montauban.

Les mouvements de terrains susceptibles de se produire sur le territoire de la commune sont des tassements différentiels.
Le retrait-gonflement des sols argileux est susceptible d'engendrer des dommages importants aux bâtiments en cas d’alternance de périodes de sécheresse et de pluie. 99,9 % de la superficie communale est en aléa moyen ou fort (92 % au niveau départemental et 48,5 % au niveau national). Sur les 17 423 bâtiments dénombrés sur le territoire de la commune en 2019, 17 419 sont en aléa moyen ou fort, soit 100 %, à comparer aux 96 % au niveau départemental et 54 % au niveau national. Une cartographie de l'exposition du territoire national au retrait gonflement des sols argileux est disponible sur le site du BRGM,.
Par ailleurs, afin de mieux appréhender le risque d’affaissement de terrain, l'inventaire national des cavités souterraines permet de localiser celles situées sur le territoire de la commune.
Concernant les mouvements de terrains, la commune a été reconnue en état de catastrophe naturelle au titre des dommages causés par la sécheresse en 1989, 1992, 1998, 2002, 2006, 2011, 2012 et 2018 et par des mouvements de terrain en 1999.

#### Risques technologiques
Le risque de transport de matières dangereuses dans la commune est lié à sa traversée par des infrastructures routières ou ferroviaires importantes ou la présence d'une canalisation de transport d'hydrocarbures. Un accident se produisant sur de telles infrastructures est susceptible d’avoir des effets graves sur les biens, les personnes ou l'environnement, selon la nature du matériau transporté. Des dispositions d’urbanisme peuvent être préconisées en conséquence.
La commune est en outre située en aval du barrage de Pareloup, un ouvrage de classe A dans l'Aveyron sur les rivières Aveyron et Viaur, disposant d'une retenue de 169 millions de mètres cubes. À ce titre elle est susceptible d’être touchée par l’onde de submersion consécutive à la rupture de cet ouvrage.

## Philologie et toponymie

### Documents médiévaux
La charte de fondation de 1144 n'existe plus. Le contenu en est connu grâce à une version en latin de 1236 (alors que la version de 1144 aurait été rédigée en langue d'oc), conservée au Archives départementales du Tarn-et-Garonne, dans un recueil de manuscrits intitulé Livre rouge des consuls de Montauban.

### Le nom de Montauban

#### Du latin (Mons Albanus) à l'occitan et au français
Selon Ernest Nègre, le nom de Montauban est attesté sous la forme Monte Albano en 1144, et villae Montis Albani en 1231. Montis Albani représente ici le cas génitif de Mons Albanus, forme latine fondamentale (cas nominatif).
En occitan (languedocien), le nom de la commune est orthographié Montalban, ce qui donne une prononciation /moun-tal-BA/. Mais dans le parler local, ce nom est prononcé avec une assimilation du L en U (/moun-taw-BA/).
En français, une évolution analogue fait passer -AL- avant consonne à -AU-, le groupe -AU- finissant par être prononcé -O- (/mon-to-BAN/).

#### Signification deMons Albanus
L'expression latine Mons Albanus signifie fondamentalement "Mont blanc". On met en général en parallèle mons albanus avec mons aureolus qui est le nom latin de l'abbaye de Montauriol, c'est-à-dire « mont doré ». En 1144, celle-ci existait depuis deux siècles environ.
Une explication hypothétique affirme que cela résulte du fait que la ville de Mons Albanus était située sur un rebord de coteau où l'on trouvait de nombreux saules, dont le dos des feuilles est blanc[réf. nécessaire], donnant de loin une impression de blancheur.
Les historiens locaux Paul Burgan et André Lafon pensent qu'il y a une intention ironique dans le choix de ce nom ; ils parlent de « la malice d'une telle appellation » due à la fondation de cette ville neuve et du château comtal en l'opposant « ironiquement » au mont doré de l'abbaye qui rejetait catégoriquement la création d'une ville neuve.

### Toponymes de la commune
On trouve actuellement 
- des toponymes français (Bagatelle, Beausoleil, Cap de l'Homme, La Gravette, Bas Pays, etc.),
- des toponymes occitans (Pech Boyer, Cabreyrat, Lemboulas, Poutou, Capou, etc.).

## Histoire
Le site de fondation de la ville est délimité sur trois côtés par des cours d'eau : le Tarn à l'ouest, le Tescou au sud-ouest (jusqu'au confluent avec le Tarn) et le ruisseau de la Garrigue (ou Mandoune) au nord-est (jusqu'au confluent avec cette même rivière).

### Le site de Montauban durant la Préhistoire et l'Antiquité

#### Préhistoire et protohistoire gauloise
L'occupation du site aux époques de la Préhistoire et de l'Antiquité préromaine n'a pas laissé beaucoup de traces archéologiques.

#### Période de la Gaule romaine
Après la conquête par Rome de la Gaule narbonnaise, achevée en -120, le site de Montauban fait sans doute partie de la cité indépendante des Cadurques (chef-lieu : Cahors), mais il est proche de la limite avec la cité des Volques Tectosages (chef-lieu : Toulouse), qui fait partie de la Narbonnaise (chef-lieu : Narbonne). Comme tout le reste de la Gaule, les Cadurques sont conquis par Jules César entre -58 et -51.
La période romaine ne laisse pas non plus de traces importantes à Montauban. C'est à une dizaine de kilomètres au nord que se trouvent les vestiges du vicus cadurque de Cossa, mentionnée sur la carte de Peutinger, à 77 km de Toulouse et 44 kilomètres de Cahors.
Mais elle cesse d'exister comme centre urbain à une époque inconnue de la fin de l'Antiquité ou du haut Moyen Âge (il existe aujourd'hui un village appelé Cos, dans la commune de Lamothe-Capdeville, ainsi qu'une commune L'Honor-de-Cos) et son existence est totalement ignorée au Moyen Âge et même plus tard.
La grande voie romaine allant de Narbonne et Toulouse à Bordeaux, la via Aquitania, reprise ensuite par la RN 113 (aujourd'hui RD 813 en Tarn-et-Garonne), passait sur la rive droite de la Garonne par les sites de Montech et de Castelsarrasin, franchissant le Tarn à Moissac, passant donc à quelques kilomètres au sud-ouest du site de Montauban.

### Haut Moyen Âge: l'abbaye de Montauriol (première moitié duIXesiècle)
La première implantation importante date de l'époque carolingienne, lorsqu'une une abbaye bénédictine est établie sur une hauteur surplombant le Tescou, à environ un kilomètre au sud-est de l'actuelle place Nationale. Fondée vers 820-830, sous le règne de Louis le Pieux, elle est d'abord nommée Saint-Martin, puis à partir de la fin du Xe siècle Saint-Théodard (Sanctus Audardus), mais elle est aussi couramment appelée abbaye de Montauriol.
Dès cette époque, un premier noyau de peuplement se forme autour de l'abbaye : le village de Montauriol (Mons Aureolus), qui a été absorbé par la ville de Montauban, mais dont le nom reste présent dans la toponymie (boulevard de Montauriol et château de Montauriol).

### Fondation de Montauban (1144)

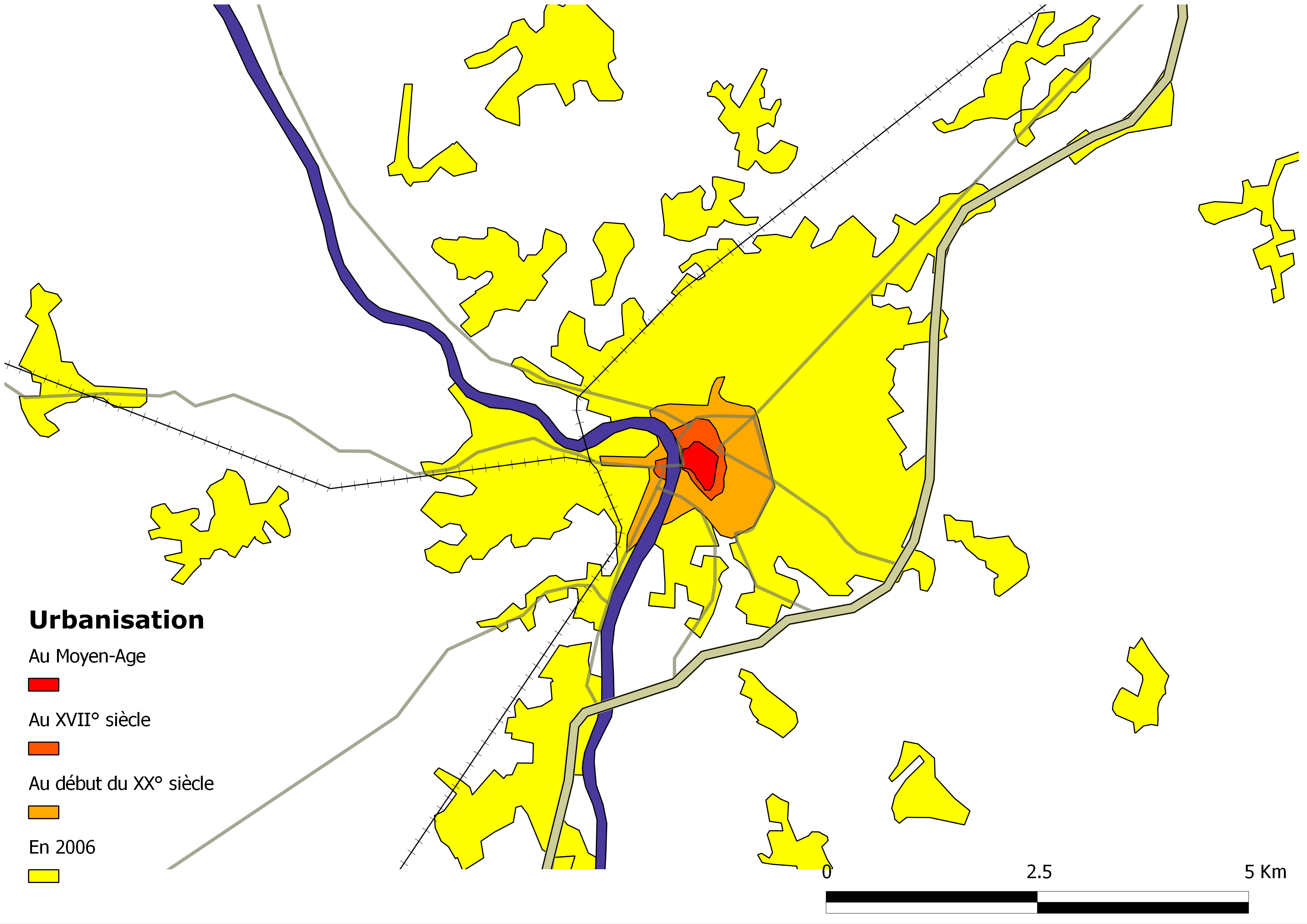
Extension de l'urbanisation de Montauban, du Moyen Âge à aujourd'hui.

Salle du Prince Noir au musée Ingres-Bourdelle.

En octobre 1144, le comte de Toulouse Alphonse Jourdain, de la dynastie des Raimondins, fonde près de l'abbaye de Montauriol une ville nouvelle souvent considérée[réf. nécessaire] comme une des premières bastides du Sud-Ouest de la France.
Le comte lui donne un nom qui est  en latin Mons Albanus (« mont Blanc » ou « mont des Saules »), nom qui fait écho au nom de l'abbaye (Mons Aureolus, « mont Doré »).
Le plan de la ville est de type hippodamien (ou orthogonal) avec les rues qui se croisent à angle droit et rejoignent le centre constitué par une place centrale rectangulaire, aujourd'hui représentée par l'actuelle place Nationale et la place annexe où se trouve l'église. Ce plan caractérise toutes les bastides construites par la suite.
La ville est dotée d'une charte de fondation qui définit les devoirs et les droits du comte et des habitants de la ville, dont, dans le système féodal en vigueur à cette époque, le comte de Toulouse est le seigneur héréditaire.

### Moyen Âge

#### Prospérité duXIIesiècleauXIVesiècle
La ville nouvelle est une réussite : sa population croît de façon spectaculaire[réf. nécessaire], connaissant un essor commercial dès le XIIe siècle[réf. nécessaire].
Située dans l'aire du catharisme, Montauban reste fidèle au comte de Toulouse à l'époque de la croisade des albigeois (1209-1229), remportée par le roi de France Louis IX sur le comte de Toulouse Raymond VII : le traité de Meaux-Paris met fin à la puissance de la maison de Toulouse et prépare l'intégration du comté dans le domaine royal, réalisée à la suite du mariage (1241) resté sans descendance de la dernière héritière, Jeanne de Toulouse, avec le frère de Louis IX, Alphonse de Poitiers.
La seconde moitié du XIIIe siècle et le début du XIVe siècle sont aussi une période de prospérité. C'est alors que sont réalisés de grands chantiers de construction : l'église Saint-Jacques est achevée en 1280 et le pont Vieux est bâti de 1304 à 1335, équipé de deux tours de défense à ses extrémités et d'une chapelle en son centre.
En 1317, le pape Jean XXII (Jacques Duèze, ancien évêque de Cahors dont il est originaire), crée le diocèse de Montauban, émancipant définitivement la ville de l'espace d'influence de l'abbaye de Moissac[réf. nécessaire].

#### Période de la guerre de Cent Ans (1337-1453)
Mais la suite du XIVe siècle est marquée par des difficultés d'ailleurs générales dans le royaume de France : c'est le début de la guerre de Cent Ans (1337-1453), qui oppose les rois de France de la maison de Valois aux rois d'Angleterre qui sont aussi ducs d'Aquitaine et tiennent donc plusieurs villes du Sud-Ouest, notamment Bordeaux et Bayonne. À quoi s'ajoutent la catastrophique épidémie de peste noire de 1348 et, moins durement ressenti, le début du petit Âge glaciaire.
La ville est occupée quelques années par les troupes anglaises du « Prince Noir », Édouard de Woodstock, prince de Galles et lieutenant d'Édouard III dans le duché d'Aquitaine, qui remporte en 1356 la bataille de Poitiers, faisant prisonnier le roi Jean le Bon. Il fait construire un château[réf. nécessaire] sur les rives du Tarn.
L'occupation anglaise prend fin en 1368.[réf. nécessaire] De cette période, Montauban conserve le souvenir à travers la salle du Prince Noir aux immenses voûtes à croisée d'ogives dans l'actuel musée Ingres-Bourdelle.
En 1453, les troupes de Charles VII prennent définitivement Bordeaux, chassant les derniers représentants du roi d'Angleterre en Aquitaine. Le duché d'Aquitaine, couramment appelé duché de Guyenne, est dévolu par Louis XI à son frère Charles de France (1446-1472). À la mort de Charles, le duché revient au roi, qui en mai 1472 confirme les privilèges de la ville par lettres patentes.

### Montauban et la Réforme

#### Débuts du protestantisme à Montauban

Les fortifications de Montauban au moment du siège, en 1621.

Dans les années 1530 et suivantes, la population de Montauban se convertit au protestantisme, et devient une des capitales du protestantisme français avec La Rochelle puis devient entièrement huguenote au début des guerres de religion. En 1559, la messe pour la mort d’Henri II n’est dite qu’au bout de huit mois. D'après Théodore de Bèze, c'est en 1560 que les réunions de protestants pour y faire des prières et chanter des psaumes ont commencé dans une maison. En janvier 1561, le culte protestant est public ; au mois d’août, les moines catholiques sont dans l’impossibilité de prêcher. L’évêque est chassé, et tous les consuls de la ville sont protestants.

#### Période des guerres de religion (1562-1598)
En 1562, lors de la première guerre de religion, Montauban résiste à trois tentatives de siège de Blaise de Monluc. Les églises ne sont rendues aux catholiques, en 1563, que sous la menace. Aussi, quand Charles IX fait son tour de France royal (1564-1566), accompagné de la Cour et des Grands du royaume – son frère le duc d’Anjou, futur Henri III, qui y fait de fréquents séjours et les cardinaux de Bourbon et de Lorraine –, il est exigé que les Montalbanais rasent leurs fortifications pour accueillir le roi. Après négociations, ce démantèlement est accepté et le roi fait son entrée le 20 mars 1565. Il est accueilli dans la liesse. Si l’évêque Jacques II des Prés-Montpezat peut revenir, il ne reste pas.
En 1570, la paix de Saint-Germain, signée entre le roi Charles IX et l’amiral Gaspard de Coligny, octroie aux protestants quatre places fortes : La Rochelle, Cognac, Montauban et La Charité-sur-Loire. Une nouvelle enceinte est construite.
En 1595, il y a deux temples et trois pasteurs à Montauban. Un premier temple est construit en 1565 qui a été démoli en 1615 pour construire le Grand temple de Montauban ou Temple neuf à l'emplacement de la chapelle de Lautier de l'hôpital Saint-Jacques suivant les plans de Pierre Belleville, architecte de Toulouse. Sa construction a été terminée avant le 24 mai 1617. L'ameublement du temple n'a été fait qu'en avril 1618. Un second temple existait à Montauban, appelé Temple de l'École jusqu'en 1598, construit en 1609. C'est dans le Grand temple que le duc de Rohan prend la parole, le 11 juillet 1621, pour faire promettre aux calvinistes montalbanais de se défendre. Le Temple neuf est démoli en 1665 par l'intendant Claude Pellot commis pour cela par un arrêt du Conseil.
En 1598, Henri IV, ayant accordé par l'édit de Nantes des droits religieux aux protestants de France, garantit à ces derniers des « places de sûreté » au nombre de 51, plus des lieux de refuge.

#### De l'édit de Nantes (1598) à la première rébellion huguenote (1620)

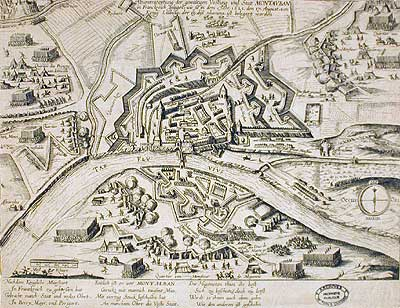
Plan de Montauban durant le siège.

Montauban devient l'une des principales places de sûreté protestantes du royaume, aux côtés de Nîmes et La Rochelle. Elle acquiert ainsi le droit de se protéger en bâtissant et en entretenant des fortifications.
En 1598, une université protestante, l'Académie de Montauban, y est installée. Daniel Chamier, pasteur drômois et rédacteur des articles secrets de l'édit de Nantes, y enseigne. Elle est transférée à Puylaurens en 1660 et fermée en 1685, lors de la révocation de l'édit de Nantes.
La ville reconstruit à partir de 1614 les « couverts » qui portent aujourd'hui le nom de place Nationale.
Mais la situation politico-religieuse se détériore après la mort de Henri IV (1610) : les avantages politiques concédés par l'édit de Nantes ne sont pas appréciés par ceux qui gouvernent alors le royaume, durant la minorité de Louis XIII, puis au début de son règne. C'est un édit concernant le culte catholique au Béarn (terre d'origine de Henri IV et bastion calviniste depuis le règne de sa mère, Jeanne d'Albret) qui déclenche une nouvelle période d'hostilités.

#### Période des rébellions (1620-1629)
En 1620, une partie des chefs protestants, notamment le duc Henri II de Rohan, s'engagent dans un processus de rébellion, auquel Montauban donne son adhésion.
En 1621, les armées royales prennent le contrôle de plusieurs villes de Saintonge (mais pas de La Rochelle, capitale protestante du royaume), puis remontent le cours de la Garonne et viennent mettre le siège devant Montauban. Les troupes royales sont commandées par le duc Charles de Luynes, connétable de France, qui dispose d'une forte supériorité en matière d'artillerie. La ville résiste pendant 96 jours sous la conduite du consul Jacques Dupuy. Selon la tradition, elle aurait subi le feu de 400 pièces d'artillerie dont le clocher de l'église Saint-Jacques garde encore quelques traces. Mais certains historiens considèrent cet épisode, connu comme « les Quatre Cents Coups de Montauban », comme étant en partie légendaire. Charles de Luynes finit par lever le siège. Mais dans l'ensemble, les pertes des protestants sont considérables : au terme de cette première rébellion, ils ne conservent plus que deux des places de sûreté accordées par l'édit de Nantes : La Rochelle et Montauban.
En 1629, au terme de la troisième rébellion huguenote, marquée par le terrible siège dirigé en 1627-1628 par le cardinal de Richelieu lui-même, La Rochelle est prise. Dernière place de sûreté calviniste, Montauban engage des pourparlers avec Richelieu et fait sa soumission (20 août 1629). Richelieu et Louis XIII entrent dans la ville, accueillis par les habitants aux cris de « Vive le roi, vive le cardinal ». Le culte catholique est rétabli à l'église Saint-Jacques et les remparts sont détruits sur l'ordre du roi. Un peu plus tard, la paix d'Alès remplace l'édit de Nantes : le culte protestant reste toléré, avec des conditions précises d'exercice, mais les protestants perdent toute autonomie militaire.

### Montauban duXVIIesiècleà la fin de l'Ancien Régime

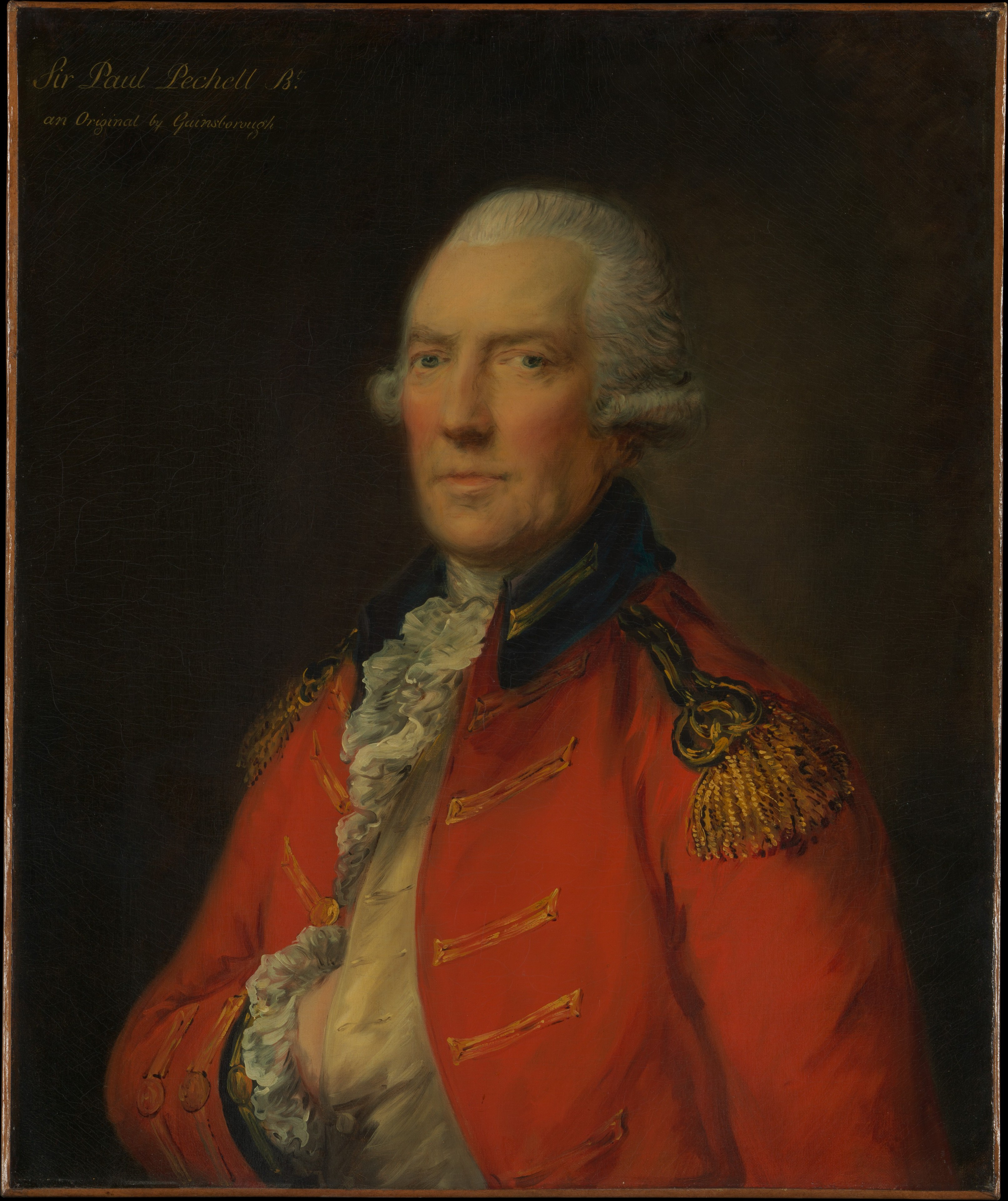
Lieutenant Colonel Paul Pechell (1724–1800)
par Thomas Gainsborough
v. 1780
Metropolitan Museum of Art.

#### La généralité de Montauban (1635-1790)
La ville devient alors une capitale régionale, chef-lieu d'intendance en 1633, chef-lieu de la généralité du Bas-Quercy en 1636, dote d'un tribunal des Finances, la cour des Aides en 1661. En 1635, Richelieu attribue à la généralité de Montauban onze élections et six pays d'états situés entre le nord du Rouergue et la frontière du royaume d'Espagne (Quatre-Vallées). Les onze élections sont : Figeac, Cahors, Villefranche, Montauban, Rodez, Millau, Rivière-Verdun, Lomagne, Armagnac, Astarac, Comminges. Les pays d'états se trouvent dans la chaîne des Pyrénées : ressorts de Foix, Donnezan, Nébouzan et Quatre-Vallées.
En 1716, la généralité de Montauban est réduite au Quercy et au Rouergue, du fait de la création de la généralité d'Auch qui reçoit les cinq élections situées au sud de la Garonne : Rivière-Verdun, Lomagne, Armagnac, Astarac, Comminges et les pays d'états pyrénéens.

#### Les protestants de Montauban et la révocation de l'édit de Nantes (1685)
Sous le règne de Louis XIV, la situation des protestants devient de plus en plus difficile. Ils subissent des persécutions diverses, visant à les convaincre de se convertir. En 1685, l'édit de Nantes est révoqué par l'édit de Fontainebleau. Le culte public est strictement interdit, les pasteurs sont condamnés à l'exil. La pression sur les protestants devient très forte, notamment avec les dragonnades (logement de régiments de dragons chez l'habitant). Nombre de protestants décident de quitter le royaume.
C'est aussi le cas de protestants de Montauban, tel un grand-père du Britannique Paul Pechell (en), parti en Irlande, à l'époque dans la dépendance du royaume d'Angleterre, pays protestant.
Paul Pechell nait à Owenstown[réf. nécessaire], dans le comté de Kildare, entre en 1744 comme officier dans l'armée britannique, dans le premier régiment de Dragons, servant aux Pays-Bas espagnols au cours de la guerre de Succession d'Autriche (1740-1748). En 1752, il épouse Mary Brooke de Paglesham (Essex). Vers 1780, Thomas Gainsborough fait son portrait, aujourd'hui conservé au Metropolitan Museum de New York.

#### Prospérité de la ville
Malgré les persécutions antiprotestantes, Montauban atteint son apogée économique au XVIIIe siècle avec ses minoteries, ses tissages de la soie et de la laine, son dynamisme industriel est remarquable.
En 1700, elle compte environ 30 000 habitants (Toulouse en compte environ 48 000), 15 000 ouvriers textiles et 2 000 ouvriers de minoteries en 1750. Afin de réimplanter durablement le catholicisme, sont édifiés un nouveau palais épiscopal sur les ruines du château du Prince noir, une cathédrale de style classique en pierres de taille, un collège jésuite (l'Ancien Collège), et l'église Saint-Étienne de Sapiac. Montauban connaît un âge d'or et prend le visage qu'on lui connaît encore aujourd'hui : les nombreux hôtels particuliers de style classique en brique toulousaine, la place Nationale (rebâtie dans le style actuel après un incendie en 1614), le creusement du canal du Midi (puis le canal de Montech), le cours Foucault. Les consuls autorisent l'implantation d'un théâtre sur l'emplacement actuel du théâtre Olympe-de-Gouges. Les tours fortifiées du Pont Vieux sont détruites et un arc de triomphe à la gloire du roi est édifié à l'extrémité du pont. De nouveaux quartiers prennent forme autour du centre ancien : Villebourbon (à dominante industrielle et artisanale), Villenouvelle.
La Cour de la Bourse des marchands est créée en août 1712 pour juger des différends commerciaux. Cette cour a continué jusqu'en 1790. La loi du 19 décembre 1790 a transformé les « juges consulaires » en « juges de commerce ». L'édit de mars 1710 donné à Versailles prévoit la création de 20 nouvelles juridictions consulaires. Le 11 mars 1710, un arrêt de Conseil du roi a nommé Jean-Jacques Clément, bourgeois de Paris, pour mettre en place ces juridictions. L'intendant de la généralité de Montauban, Gaspard-François Legendre de Lormoy, convoque 29 personnes le 3 septembre 1710 pour choisir les juges de cette cour. Pour une raison inconnue, il faut attendre août 1712 pour que cette cour soit mise en place. Cette Cour est séparée de la Cour de la Bourse des Marchands de Toulouse ce qui a entraîné une protestation des membres de cette cour dans une lettre du 12 août 1712.

### Période de la Révolution française (1789-1799)

#### Montauban chef-lieu de district du département du Lot
Au début de la Révolution française, lorsque l'Assemblée nationale constituante crée les départements (1789-1790), malgré les efforts des notables locaux pour que la ville soit chef-lieu d'un département, Montauban devient seulement chef-lieu d'un district que l'Assemblée attribue (15 janvier 1790) au département du Lot (chef-lieu : Cahors), après avoir envisagé une attribution à celui de la Haute-Garonne (chef-lieu : Toulouse).
Le district de Montauban est divisé entre les cantons de Montauban, Mirabel, Lafrançaise, Montpezat, Puylaroque, Caylus, Bruniquel, Nègrepelisse et Caussade. En 1795 (constitution de l'an III), les districts sont supprimés. Lorsque, en 1800, le Premier Consul Bonaparte institue les préfets (départements) et les sous-préfets (arrondissement), Montauban devient chef-lieu d'arrondissement.

#### Débuts de la municipalité de Montauban (1790)
Comme toutes les villes ou paroisses du royaume, Montauban devient en 1790 une commune, dotée d'un conseil municipal et d'un maire.
Le palais épiscopal est nationalisé comme bien de l'Église à la fin de 1789 et vendu ensuite aux enchères. La municipalité l'acquiert pour en faire son hôtel de ville.

#### Deux Montalbanais célèbres à l'époque de la Terreur: Olympe de Gouges et Jeanbon Saint-André
En septembre 1792 le régime de la monarchie constitutionnelle établi en 1789 est remplacé par la Première République, dirigée par une nouvelle assemblée, la Convention nationale. Les luttes politiques entre Girondins et Montagnards ainsi que les guerres étrangère (première coalition) et civile (guerre de Vendée) aboutissent durant l'été 1793 à l'arrivée au pouvoir des Montagnards et à l'instauration du régime de la Terreur, qui prend fin le 27 juillet 1794 (9 thermidor an II) avec la chute de Robespierre.
Deux Montalbanais sont impliqués dans ces événements politiques, mais pas dans le même camp :
- Olympe de Gouges (1748-1793), femme de lettres dès l'Ancien Régime, revendique (en vain) des droits égaux pour les citoyennes ; durant la Terreur, ses attaques contre Robespierre la mènent à l'échafaud (3 novembre 1793) ;
- Jeanbon Saint André (1749-1813), ancien pasteur calviniste, député à la Convention, membre du Comité de Salut Public ; il fait notamment adopter le drapeau tricolore sous sa forme actuelle. Au moment de la chute de Robespierre, il se trouve en province où il a été missionné par le Comité, ce qui lui permet de survivre à cet événement crucial[réf. nécessaire][82]. À l'époque napoléonienne, il mène une carrière préfectorale jusqu'à sa mort à Mayence, chef-lieu du département rhénan de Mont-Tonnerre.

### Période napoléonienne (1800-1815)

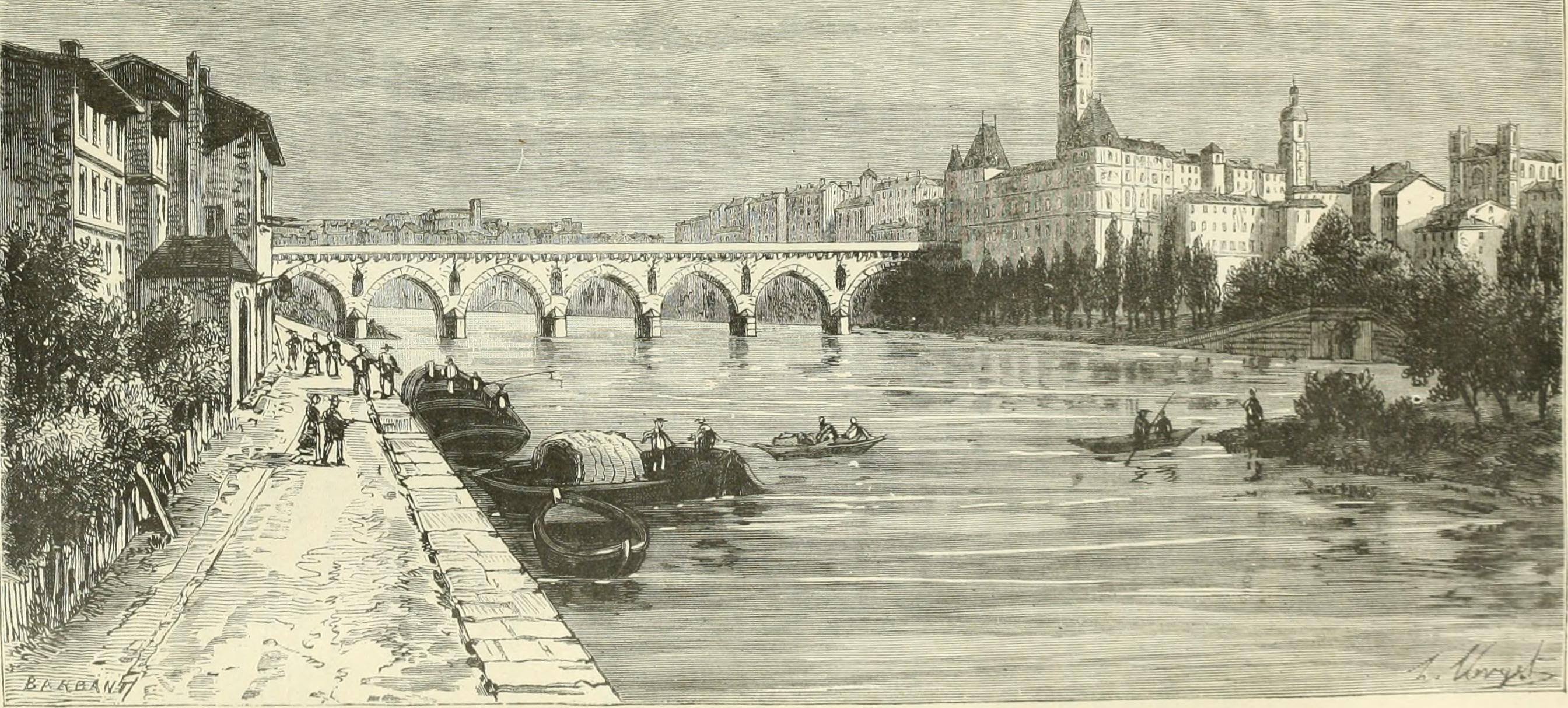
Illustration de Montauban en 1881.

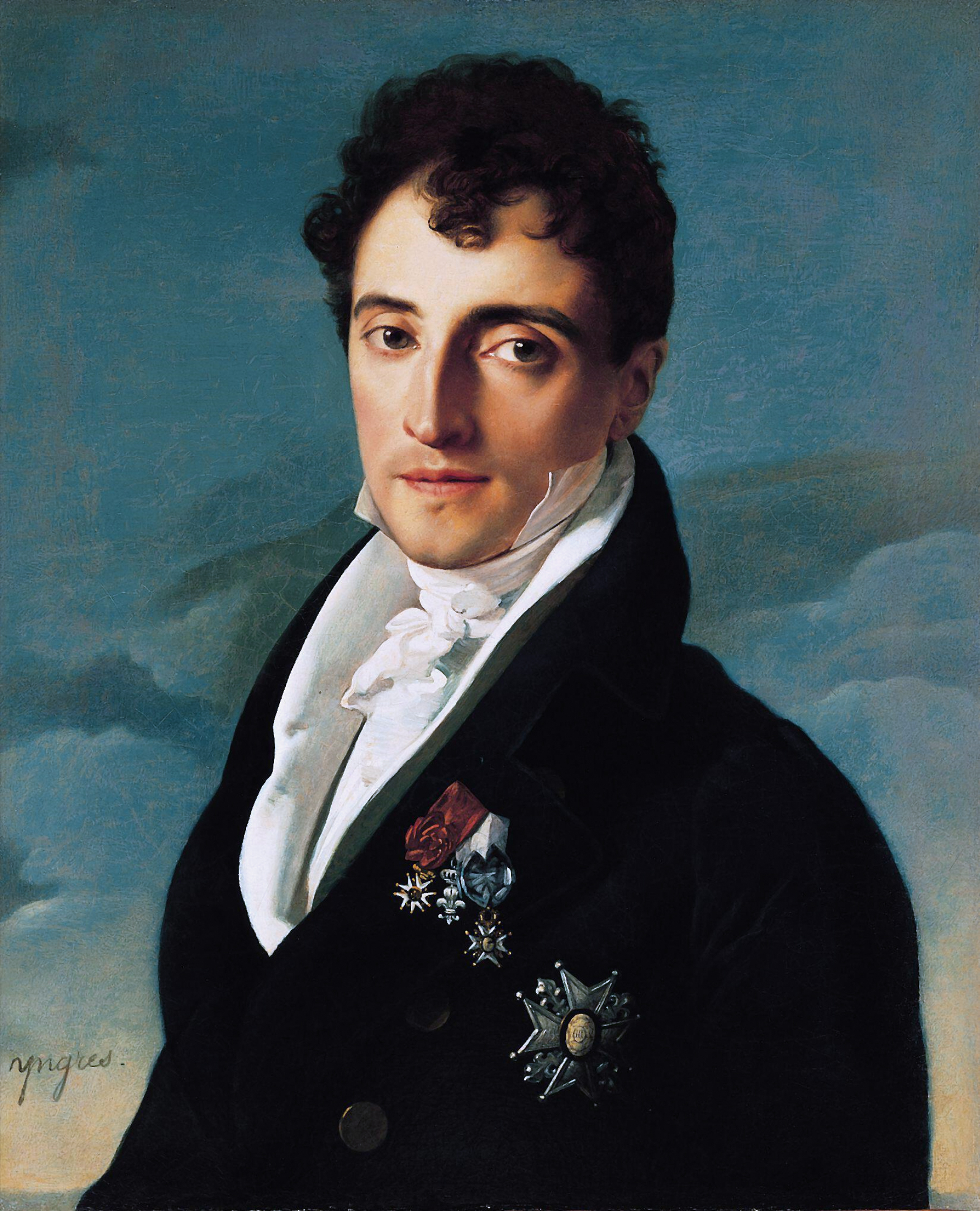
Joseph-Pierre Vialètes de Mortarieu
Ingres,
Pasadena, Norton Simon Museum.

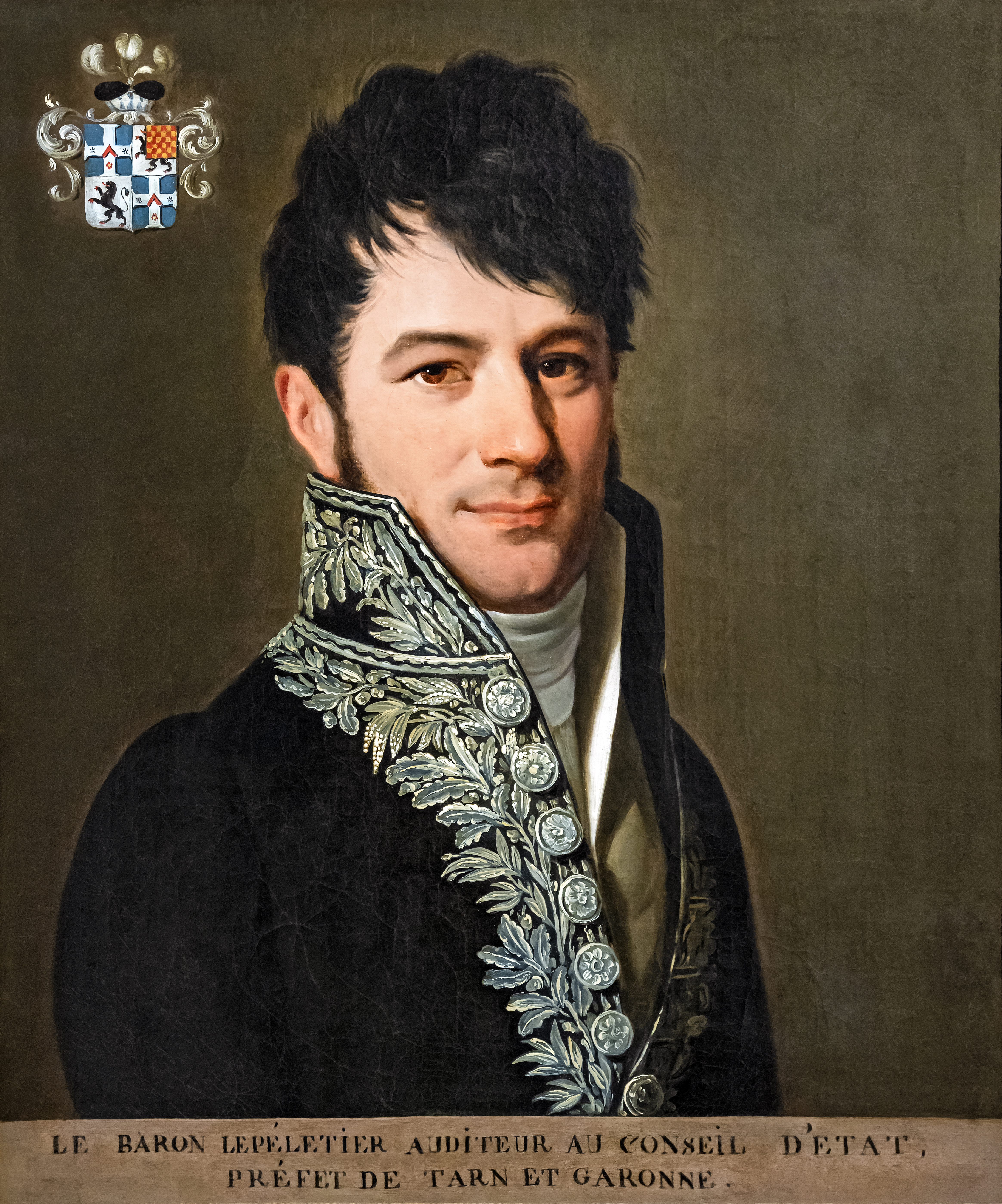
Félix Le Peletier d'Aunay
peint par Louis-Léopold Boilly après 1808
Musée Ingres-Bourdelle

En 1805, le maire, le baron Joseph Vialètes de Montarieu, est portraituré par le peintre montalbanais Jean-Auguste-Dominique Ingres.
En 1808 (sénatus-consulte du 21 novembre) est décidée la création d'un nouveau département, le Tarn-et-Garonne, dont Montauban devient le chef-lieu. Cette circonscription a une superficie de seulement 3 545 km² avec environ 239 000 habitants. Le premier préfet est Félix Le Peletier d'Aunay.
La même année, la faculté de théologie protestante de Montauban, rattachée à l'université de Toulouse, ouvre ses portes pour former les pasteurs de la religion réformée, légalisée en 1789 et bénéficiaire du concordat de 1801. Les professeurs les plus connus sont Jules Pédezert, Charles Bois, Émile Doumergue et Jean Monod.
En 1809, Montauban fait partie des « bonnes villes du Premier Empire », qui remplacent, sur leur blason les fleurs de lys par trois abeilles, symbole adopté par Napoléon.

### De la chute de Napoléon à la Première guerre mondiale (1815-1914)

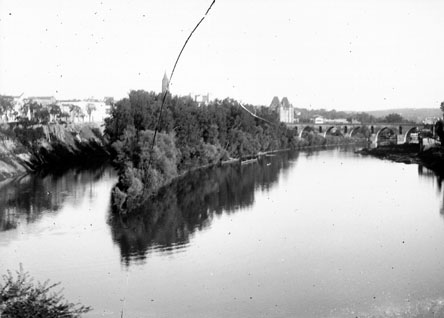
Vue sur le Tarn et Montauban, 10 août 1893.

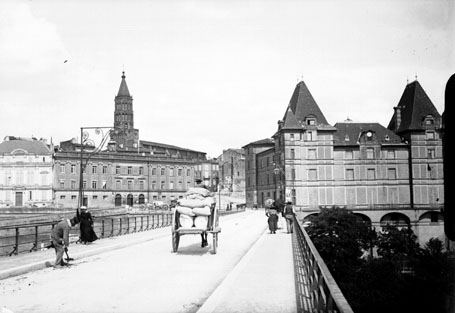
Le pont Vieux, 16 juin 1899 à Montauban.

#### Évolution économique
La ville stagne économiquement et connaît ensuite un déclin industriel dû à la concurrence du Royaume-Uni, de la Belgique et des départements du Nord et du Pas-de-Calais dans la production textile.
Montauban profite cependant de la croissance économique du Second Empire (1851-1870), puis de la Belle Époque (1900-1914).
Villebourbon confirme son statut de quartier industriel, avec l'édification de deux moulins (Sapiacou et glacière de Palisse) et des biscuiteries Poult, bâtiment de style néo-mauresque.
En 1856, le premier train de la ligne Bordeaux-Sète s'arrête à Montauban. En 1864, la gare de Montauban-Villenouvelle est ouverte aux voyageurs et en 1884 la gare de Montauban-Villebourbon entre en service.

#### Modernisation urbaine
Ses vieux quartiers sont restaurés, et la ville se modernise, sur les rives du Tarn (Villebourbon, Sapiac) les crues de 1766[pas clair], 1870 et 1930 sont particulièrement destructrices alors que la vieille ville, située en hauteur, n'est pas touchée. Cependant des avenues, le long desquelles des immeubles viennent s’agglomérer, sont tracées : les faubourg Lacapelle et faubourg du Moustier notamment.
De nouvelles églises de style néogothique sont édifiées dans les quartiers récents : Saint-Orens à Villebourbon et Saint-Jean-Baptiste à Villenouvelle. Le quartier de Villenouvelle est relié au centre ancien par un nouveau pont, celui des consuls de style néo-médiéval, qui enjambe le ruisseau Lagarrigue en 1898. Au sud de ce nouveau pont, la place Lefranc devant le théâtre est agrandie et aérée. Une bibliothèque de style Beaux-Arts est bâtie au cœur de la vieille ville, en face du musée Ingres.
Un riche particulier fait construire le château de Montauriol et son parc (aujourd'hui siège depuis 1974 du conseil départemental de Tarn-et-Garonne). L'hôtel de préfecture est bâti.[Où ?]
Le jardin des plantes est aménagé en 1861.
À la fin de la période, quelques années avant la Première Guerre mondiale, un second pont est édifié sur le Tarn, le pont Neuf.

#### Vie culturelle
Le musée Ingres est ouvert en 1851 et s'agrandit progressivement dans l'ancien palais épiscopal.

Le Musée d'Histoire naturelle, aujourd'hui dénommé Muséum d'histoire naturelle Victor Brun ouvre en 1854 dans l'ancien palais de la Cour des aides du Quercy.
En 1906, la faculté de théologie protestante devient autonome, du fait de la loi de séparation des Églises et de l'État (1905), c'est-à-dire de la fin du régime concordataire (cette faculté sera transférée à Montpellier en 1919, devenant la faculté de théologie protestante de Montpellier). Sa bibliothèque sera divisée : la partie théologique revient à l'université de Montpellier, tandis que la partie littéraire et humaniste, riche en ouvrages des XVe et XVIe siècles, est confiée à l'université de Toulouse.

### PremierXXesiècle

#### Première Guerre mondiale (1914-1918)
Montauban perd de nombreux soldats dès les premiers jours du conflit : dans la forêt de Bertrix (Belgique), la 33e division d'infanterie, basée à Montauban, perd près de 2 400 hommes dans la seule après-midi du 22 août 1914 et en tout plus de 2 800 hommes avant la fin du mois. Un monument aux morts spectaculaire sera édifié par le sculpteur Bourdelle sur le cours Foucault.

#### Entre-deux-guerres
Quelques bâtiments de style Art déco comme le bâtiment des postes (allée de l'Empereur) sont à remarquer, ainsi que les anciennes halles (place Lalaque) ou les galeries Lafayette (hyper-centre). De façon plus classique et rappelant la place Nationale, le théâtre se voit doté d'une nouvelle façade. La ville est desservie par les Tramways de Tarn-et-Garonne, en service de 1913 à 1933.

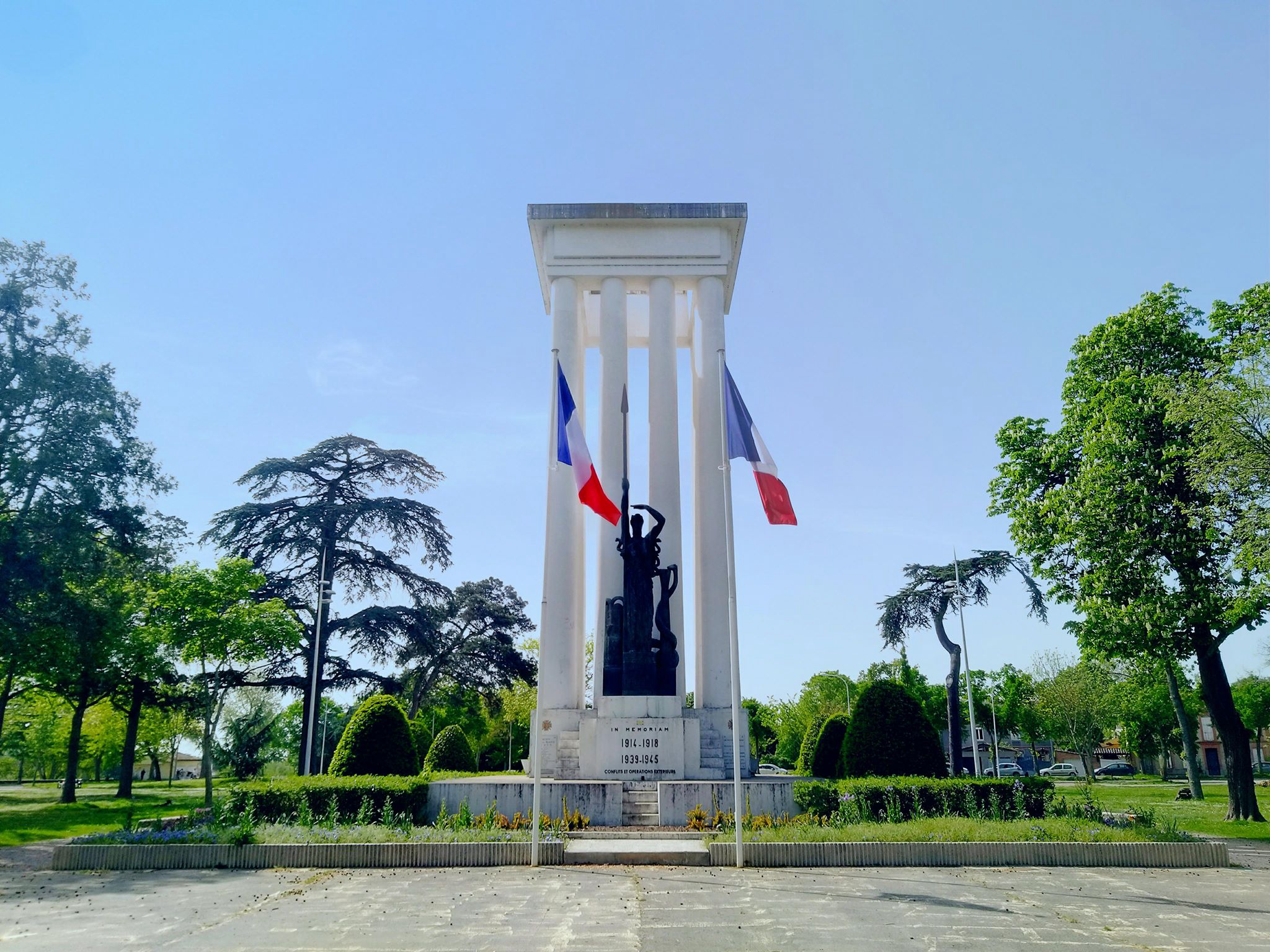
Monument aux morts des Première et Seconde Guerres mondiales à Montauban.

À la fin de l'hiver 1929-1930, un épisode cévenol succède à plusieurs jours de pluie. Fin février 1930 le Tarn gonfle très sérieusement, et une crue dévastatrice de 11,5 mètres ravage Montauban et Moissac début mars. Les secteurs de Villebourbon et de Sapiac sont complètement immergés. On dénombre plus de 200 décès et 3 000 logements détruits (dont la majeure partie sur Moissac et Montauban). Cette crue centennale, voire millénaire, fut nommée « l'inondation du siècle » et sert de référence au plan de prévention des risques liés aux inondations. Montauban est touchée en 1996 par une autre crue de moindre importance. À la suite de cet événement, des digues et barrages sont bâtis en bordure du Tarn pour éviter et atténuer les effets dévastateurs d'une nouvelle crue.
« Si dès la fin 1936, quelques centaines de familles espagnoles de réfugiés débarquent à Montauban pour fuir la guerre civile, ce sont des milliers de républicains qui transitent par la gare de Villebourbon avant de gagner le camp de Septfonds. » Dans ce cortège, Manuel Azaña, président de la République espagnole, « après avoir échappé à la Gestapo près du Pyla, parvient dans une ambulance à Montauban. » Finalement mis en résidence surveillée dans une chambre de l'hôtel du Midi à la demande du gouvernement de Vichy, « Azaña à qui l'on refuse un exil au Mexique », meurt d'épuisement, le 3 novembre 1940. « Le préfet Durocher lui refuse des obsèques ostentatoires, la visite du maréchal Pétain deux jours à peine après ses obsèques n'y était, sans doute, pas étrangère ».

### Seconde Guerre mondiale (1939-1945)

#### Le désastre de 1940 et l'afflux des réfugiés
En 1940, plusieurs dizaines de milliers de réfugiés de toute l'Europe du Nord, et en particulier des sujets belges affluent. « Carrefour, Montauban devenait un terminus pour ces milliers d'exilés qui avaient tout quitté pour ne pas revivre les horreurs et exactions allemandes de la Seconde Guerre mondiale ». Parmi ces réfugiés, « il y avait aussi Mona Lisa, La Joconde de Léonard de Vinci qui échappait au pillage et trouvait refuge avec toute une partie des collections du Louvre et du musée de Versailles dans les épais murs du musée Ingres ». Sous la garde du futur académicien André Chamson, une plaque commémorative le rappelle au 30, rue de la Comédie.

#### Périodes de la «zone libre» (à partir de juin 1940), puis de l'occupation allemande (à partir de novembre 1942)
À la suite de l'armistice du 22 juin 1940, Montauban fait partie de la zone non occupée par l'armée allemande, dite « zone libre », où se trouve (à Vichy) le gouvernement de l'État français, institué le 10 juillet 1940 sous la direction du maréchal Pétain.
Au printemps 1941, une enquête de police vise à localiser et à arrêter les membres de la direction et des militants du Parti communiste d'Autriche (KPÖ).
En 1942, l'Union nationale espagnole (antifranquiste) est créée près de Montauban dans le cadre de la résistance. Elle regroupe les organisations de luttes contre les franquistes et contre les nazis dans la France occupée.
Au printemps 1944, une partie du 4e régiment SS « Der Führer » de la division Das Reich y est cantonnée, avant d’être appelée en Normandie et de commettre de nombreuses exactions et massacres en route, dont celui d’Oradour-sur-Glane par son commandant Adolf Diekmann et des adjoints Otto-Erich Kahn et Heinz Barth leur supérieur est le général Heinz Lammerding puis d'avoir des péripétie la capture du major SS Helmut Kämpfe par le sergent Jean Canou appartenant au maquis de Georges Guingouin entre Sauviat-sur-Vige et Saint-Léonard-de-Noblat pour rappeler se fait armes il existe un menhir conçu par l'artiste Jean-Joseph Sanfourche en 1986 pour rappeler la capture du major à Moissannes. La Résistance et les agents des opérations spéciales parachutés par Londres s'emploieront coûte que coûte à retarder sa progression. Parmi eux, une jeune femme Violette Szabo, dont le destin croisera la route de la Das Reich. Le père Léonide Chrol, prêtre orthodoxe dans la ville, convainc les soldats du Reich, Tchétchènes ou Ingouches pour la plupart, qu'ils quittent Montauban sans effusion de sang — car il parlait leur langue.

#### Les raflés de Figeac (mai 1944)
À partir du 12 mai 1944, les 800 personnes raflées lors de l'opération de police de Figeac par la 2e division SS Das Reich sont emprisonnées dans le manège de l'ancien quartier de cavalerie. Les directeurs de l'office de placement de Cahors et de la ville se plaignent de la mauvaise qualité de la marchandise qui leur est livrée. Les Juifs ont rapidement le choix entre un camp de concentration en France ou le travail en Allemagne… Au 3e jour, après 48 heures sans nourriture, commencent les interrogatoires. Quarante personnes qualifiées de terroristes sont torturées devant les autres détenus. Le 16 mai, les cadavres de quatre jeunes gens qui venaient d'être assassinés sont exposés. Les bourreaux s'acharnent particulièrement sur un jeune prêtre anglais capturé à Sousceyrac. Dans la nuit du 18 au 19 mai, des asthmatiques, estimés en trop grand nombre, sont abattus. Le 21 mai, un convoi de femmes est dirigé vers la prison Saint-Michel de Toulouse, puis par wagon à bestiaux au camp de concentration de Ravensbrück. Deux cents hommes, étiquetés « terroristes », passeront par le camp de Compiègne vers les camps de Dachau, Oranienburg et Buchenwald. Les autres, qualifiés de travailleurs libres, sont dirigés vers l'Allemagne par la gare de l'Est à Paris.

#### Les pendus de Montauban (juillet 1944)
Le 17 juillet 1944, les nazis assistés par des miliciens, avaient arrêté sur dénonciations à Nègrepelisse deux maquisards, Henri Borderie et André Castel et avaient cerné Montricoux à la recherche de maquisards. Onze hommes furent interpellés et transférés en camion vers Montauban. Parmi eux, figuraient Pierre Bonhomme, Pierre Feuillée, André Huguet, Henry et André Jouany, Hugues et Lucien Lespinet, Camille Mazard, René Cournut, Eugène Fournier et Michel Mélamed. Le groupe « Fantôme » du corps franc Dumas attaqua le convoi au lieu-dit Les Brunis. Il y aura quatre tentatives d’évasions : Eugène Fournier et René Cournut réussissent, Pierre Bonhomme et Pierre Feuillée sont abattus. Inférieurs en nombre, les maquisards décrochent. Marcel Loupiac et André Bauer sont tués, Gorges Wrobel, Pierre Guisti, Angelo Foffano et Maurice Daugé réussissent à fuir avec Georges Jacquot. L’ennemi compte plusieurs morts parmi les soldats allemands et les miliciens. Louis Délèris, de passage sur la route, est embarqué comme otage avec les autres prisonniers. Dans la nuit du 23 juillet, les prisonniers sont conduits place Pétain où les nazis envisagent leur exécution. Profitant de l'obscurité, les Résistants parviennent à s'enfuir. André Castel, Henri Jouany, André Huguet et Michel Mélamed sont repris. Ces quatre-là seront immédiatement pendus dos à dos aux deux acacias de la place. Un autre otage, Lespinet, qui s'était lui aussi évadé au cours de la nuit, sera retrouvé au petit matin. Il décédera à l'hôpital des suites de ses blessures. A Montech le 26 juillet, André Jouany et Lucien Lespinet sont retrouvés dans une tombe au lieu-dit « Châteauroux ». L’autopsie révélera qu’ils y avaient été enterrés vivants. Pour Les Pendus de Montauban (1944) Le peintre montalbanais Lucien Pierre Cadène réalisé un dessin préparatoire en cachette au matin du 24 juillet 1944. L'inscription sur le tableau final - Hommage aux Martyrs de la Gestapo et de la Milice de Darnand -condamne ouvertement les responsables de ces répressions sanglantes: les nazis et leurs collaborateurs français, et témoigne ses sentiments en faveur de la Résistance.

#### La bataille du Rond et la Libération (août 1944)
Alors que plusieurs attaques se déroulent autour de Montauban, les nazis reçoivent l’ordre de quitter la ville pour retourner dans le Nord de la France et fuient aussi vite de Montauban, le 17 août 1944. En même temps une colonne allemande de 400 hommes arrive de Cahors où elle s'est fait attaquer par des maquisards ; elle se dirige vers Toulouse.
Le 19 août en milieu d’après-midi, ces troupes au service du Troisième Reich arrivent à Montauban, alors qu'une foule fête déjà le départ des troupes allemandes jusqu'alors stationnées dans la ville ; les habitants se barricadent à nouveau dans l’urgence. Vers 15 h, la colonne allemande venant de la RN 20 est arrêtée par des coups de feu partis de l’avenue de la gare de Villenouvelle et du Rond. Depuis leurs fenêtres les habitants leur tirent dessus. Des maquisards arrivent ensuite en renfort, prenant position dans les fossés de l’avenue de Paris et au Rond. En fin d’après-midi, les troupes d’Occupation passent à l’attaque par de violents tirs de mortier avant d’essuyer la mitraille d’un avion allié toulousain. Les nazis sont contraints de battre en retraite à la tombée de la nuit. Le bilan est de 15 morts. La ville est considérée comme libérée.

### Période des Trente Glorieuses (1945-1975)
Pendant les trente glorieuses sont édifiés de nouveaux quartiers périphériques de lotissements et de résidences à l'est, notamment un grand ensemble aux Chaumes. Pendant la même période sont construits la piscine Chambord, le parc sportif de la Fobio, une nouvelle bibliothèque à l'est de la ville puis les archives du musée Ingres. Deux zones industrielles et commerciales émergent à l’extrême nord (Aussonne, Albanord) et à l’extrême sud de la Ville (Albasud). Un troisième pont enjambant le Tarn est inauguré en 1970, le pont de Sapiac. La RN 20 devient l'autoroute A20. Après les années 1970, la ville s'étend, avec la constitution de hameaux (Fonneuve, Carreyrat, Saint-Martial, Falguières…) et la construction de nombreux lotissements en bordure de la ville.

### XXIesiècle
De nouvelles infrastructures voient le jour à Montauban : salle de concert Eurythmie sur l'ancien site de la gare Villenouvelle (2000), coulée verte sur l'ancienne ligne de chemin de fer (2002), médiathèque (2012), golf (2012), complexe aquatique (2013). Fermé à la navigation depuis 1990, le canal de Montech est rouvert en 2003.
En 2006, un incendie détruit le moulin de Sapiacou.
Le boulevard urbain Ouest est progressivement édifié à partir de 2010, avec notamment l'inauguration du pont de l'Avenir en 2011.
Montauban est desservie par les TGV, mais le réseau LGV n'arrivera pas à Montauban avant 2024. Le tracé de la ligne est déjà défini et une gare LGV devrait être bâtie au sud de la ville.

#### Attentats de mars 2012
Le 15 mars 2012, à Montauban, le terroriste islamiste Mohammed Merah tue deux militaires et en blesse gravement un troisième. Il assassine, à deux endroits différents de Toulouse, cinq autres personnes, dont un militaire et des enfants juifs. La méthode employée lors de chaque meurtre est identique : casqué, à scooter, équipé d'une caméra GoPro2, Merah exécute ses victimes « à bout touchant » avec un pistolet de type Colt 455 de calibre .45 ACP et un pistolet mitrailleur de type Mini-Uzi de calibre 9 mm Parabellum. L'analyse balistique a montré que l'une des armes du crime était la même dans les trois fusillades. Retranché dans son appartement toulousain, Mohammed Merah est tué le 22 mars 2012, lors de l'assaut donné par les policiers du RAID.
Tuerie du 15 mars 2012
Le 15 mars 2012, à 14 h 10, deux militaires, Abel Chennouf, français catholique d'origine algérienne, âgé de 26 ans et Mohamed Legouad, français musulman, d'origine algérienne âgé de 24 ans, sont tués et un troisième, Loïc Liber, âgé de 28 ans, est grièvement blessé à la tête, alors qu'ils retiraient de l'argent à un distributeur d'argent situé à proximité de la caserne du 17e RGP où ils étaient cantonnés à Montauban. Leur assassin est arrivé en scooter, a fermement écarté une personne âgée et a tiré dans la tête et dans le dos des victimes, prenant le temps d'achever l'une d'elles à terre. Les enquêteurs retrouvent sur place 13 étuis de calibre .45 ACP similaires aux munitions utilisées lors du premier meurtre. Le tireur a pris la fuite à scooter aux cris de « Allah akbar ». Un chargeur roule sous une camionnette garée à proximité. Un des trois militaires est sous-officier au 17e régiment du génie parachutiste, les deux autres sont des engagés au sein du même régiment.

Loïc Liber, la victime survivante, sort de l'hôpital début mai 2012, tétraplégique.

Alerte « écarlate » du plan Vigipirate à la suite des attentats de Toulouse et Montauban en mars 2012.

Le 19 mars 2012 pour la première fois en France, le niveau d'alerte « écarlate » du plan vigipirate a été activé à la suite des attentats des 11, 15 et 19 mars 2012 à Montauban et Toulouse, dans toute la région Midi-Pyrénées et deux départements limitrophes (le Lot-et-Garonne et l'Aude).
Cérémonie d'hommage national du 21 mars 2012 à Montauban
Le 21 mars 2012, alors que le tueur présumé est toujours retranché dans son appartement, cerné par les hommes du RAID, le Président de la République Nicolas Sarkozy se rend à Montauban accompagné du Premier ministre François Fillon, du ministre de la Défense Gérard Longuet, et de plusieurs membres du gouvernement. Les familles des victimes sont présentes ainsi que les candidats à l'élection présidentielle : François Hollande avec Manuel Valls, Eva Joly, Marine Le Pen, François Bayrou et Nicolas Dupont-Aignan et plusieurs milliers d'anonymes. Un hommage national est rendu aux trois parachutistes assassinés les 11 et 15 mars, sur la Place d'Armes de la Caserne militaires du 17e régiment du génie parachutiste.

### Vie militaire
Le 17e régiment du génie parachutiste (RGP) est une unité militaire d'élite française unique en Europe basée au quartier Doumerc à Montauban. Il reprend les traditions du 17e régiment colonial du génie qui s'était illustré lors de la Seconde Guerre mondiale. Le 17e régiment du génie parachutiste fait partie de la 11e brigade parachutiste au profit de laquelle il assure toutes les missions spécifiques du Génie d'assaut parachutiste dans un cadre d'emploi aéroporté, héliporté et mécanisé, telles que le franchissement d'assaut, la reconnaissance dans la profondeur, l'aide au déploiement, ainsi que les opérations de déminage et de dépollution (munitions, obus, engins explosifs…). Il est présent sans discontinuer depuis 1975 sur tous les théâtres opérationnels (Liban, Tchad, Nouvelle-Calédonie, Guyane, Pakistan, Kurdistan, Koweït, Cambodge, Somalie, Rwanda, Gabon, Mozambique, ex-Yougoslavie, Albanie, Kosovo, Afghanistan, Mali…). Pour ces différents engagements le 17e RGP a été cité trois fois à l'ordre de l'armée et deux fois à l'ordre du corps d'armée, et trois de ses compagnies à l'ordre de l'armée (la 2) et à l'ordre du corps d'armée (la 1 et la 3). De plus, Montauban possède une Base de Défense (BDD) regroupant quelques unités militaires de Montauban, Agen et Castelsarrasin.

## Politique et administration

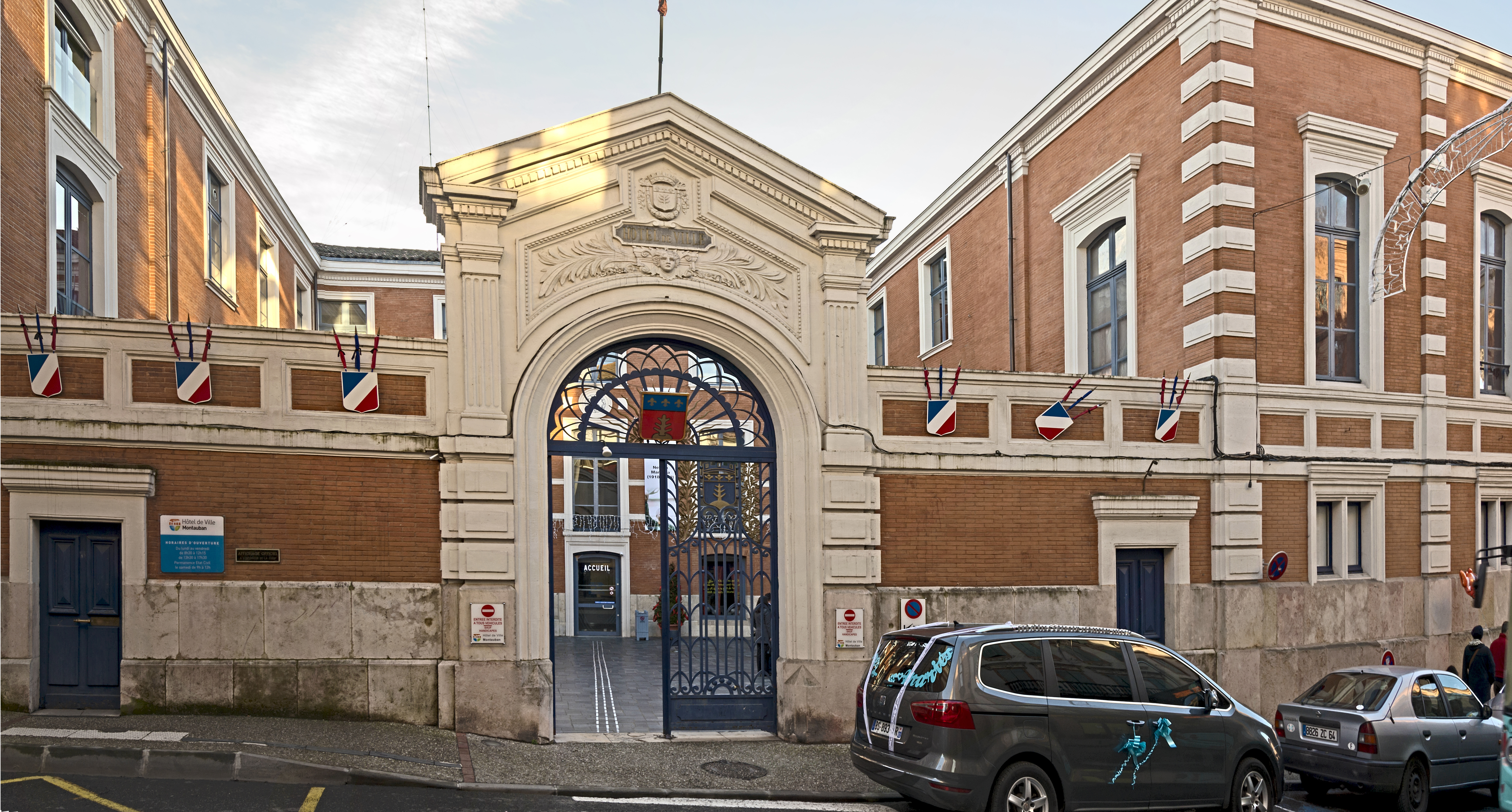
L'hôtel de ville.
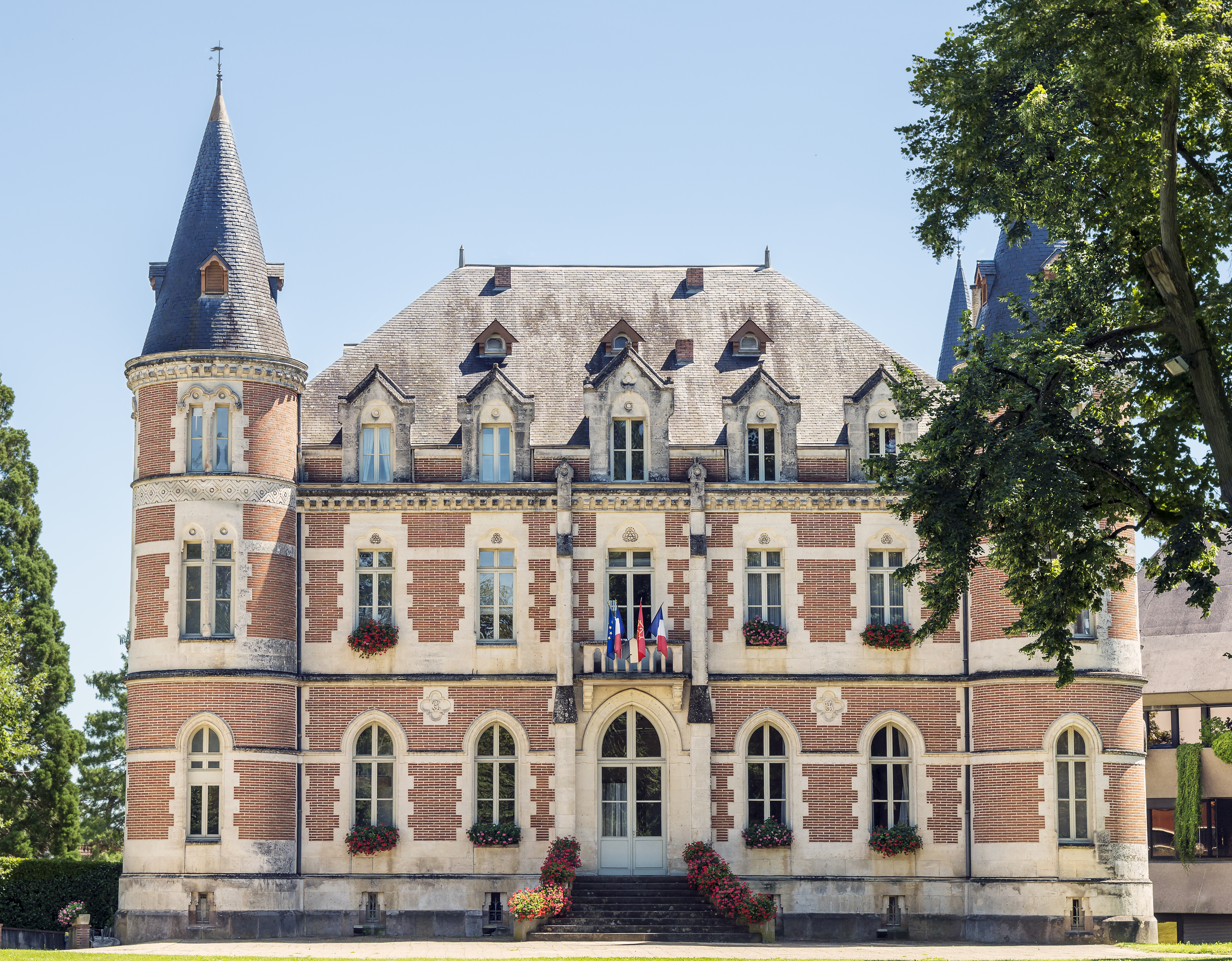
Conseil départemental de Tarn-et-Garonne
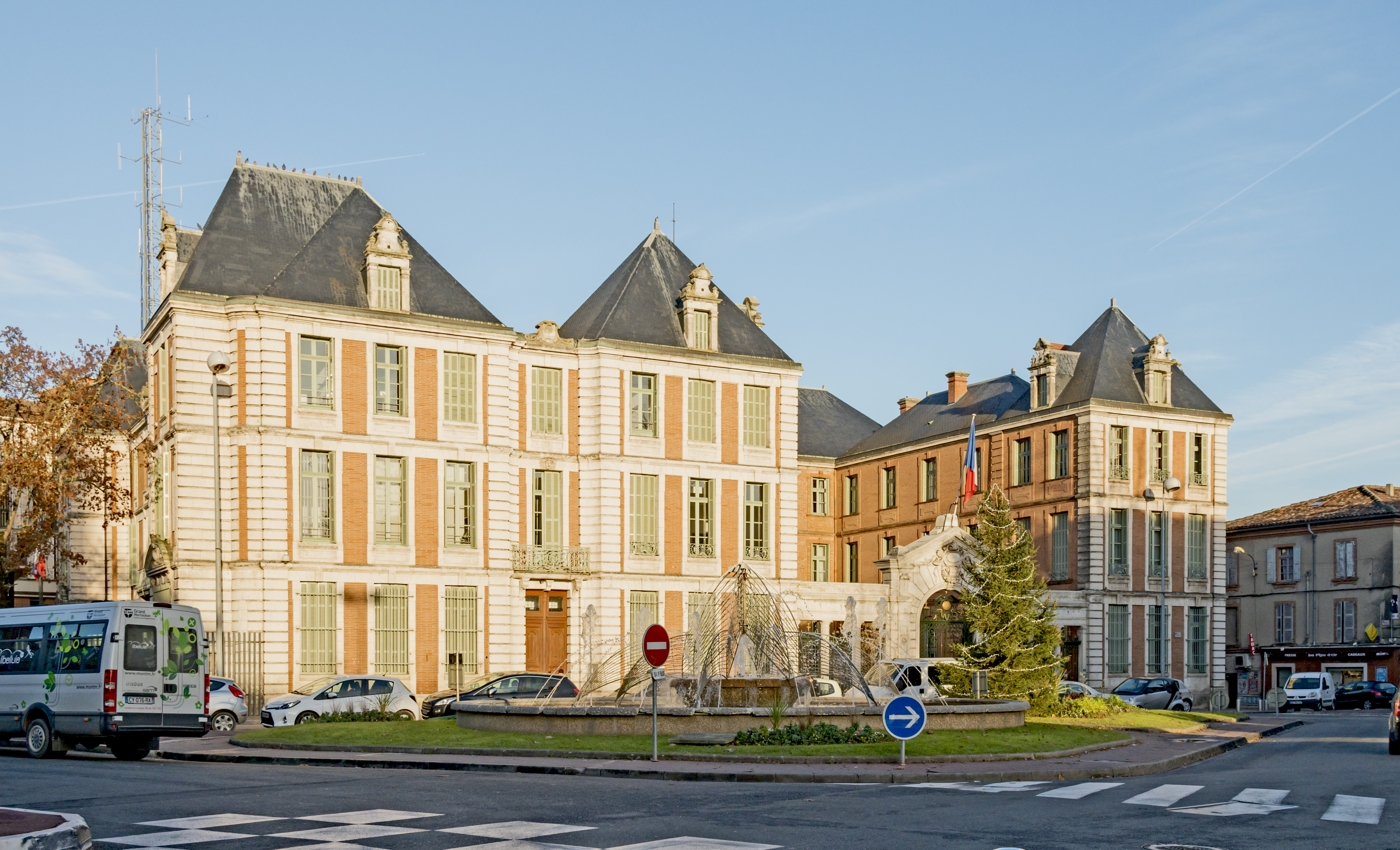
La préfecture.

### Rattachements administratifs et électoraux
La commune fait partie de la première circonscription de Tarn-et-Garonne, du Grand Montauban et est chef-lieu de trois cantons : Montauban-1, Montauban-2 et Montauban-3.

### Liste des maires
| Période          | Période          | Identité           | Étiquette            | Qualité |
| ---------------- | ---------------- | ------------------ | -------------------- | --- |
| 1983             | 1994             | Hubert Gouze       | PS                   | Ancien député |
| 1994             | 2001             | Roland Garrigues   | PS                   | Député de 1997 à 2002                                                                                                |
| 2001             | 11 février 2021  | Brigitte Barèges   | RPR puis UMP puis LR | Député de 2002 à 2012. (Condamnée à cinq ans d'inéligibilité, pour détournement de fonds publics le 9 février 2021). |
| 11 février 2021  | 22 décembre 2021 | Axel de Labriolle  | DVD                  | Ancien premier adjoint et cardiologue                                                                                |
| 22 décembre 2021 | 19 août 2024     | Brigitte Barèges   | LR puis UDR          | Maire de 2001 à 2021. Élue députée en 2024.                                                                          |
| 19 août 2024     | En cours         | Marie-Claude Berly | LR puis UDR          | Première adjointe de 2021 à 2024.                                                                                    |

### Finances locales
Cette sous-section présente la situation des finances communales de Montauban.
Pour l'exercice 2013, le compte administratif du budget municipal de Montauban s'établit à 88 228 000 € en dépenses et 91 878 000 € en recettes :
En 2013, la section de fonctionnement se répartit en 65 844 000 € de charges (1 135 € par habitant) pour 70 985 000 € de produits (1 224 € par habitant), soit un solde de 5 141 000 € (89 € par habitant), :
- le principal pôle de dépenses de fonctionnement est celui des charges de personnels[Note 13] pour une valeur totale de 34 352 000 € (52 %), soit 592 € par habitant, ratio inférieur de 23 % à la valeur moyenne pour les communes de la même strate (772 € par habitant). En partant de 2009 et jusqu'à 2013, ce ratio fluctue et présente un minimum de 562 € par habitant en 2010 et un maximum de 592 € par habitant en 2013 ;
- la plus grande part des recettes est constituée des impôts locaux[Note 14] pour 28 327 000 € (40 %), soit 488 € par habitant, ratio inférieur de 12 % à la valeur moyenne pour les communes de la même strate (553 € par habitant). Depuis 5 ans, ce ratio augmente de façon continue de 419 € à 488 € par habitant.

Les taux des taxes ci-dessous sont votés par la municipalité de Montauban. Ils ont varié de la façon suivante par rapport à 2012 :
- la taxe d'habitation sans variation 12,86 % ;
- la taxe foncière sur le bâti sans variation 28,28 % ;
- celle sur le non bâti égale 88,29 %.

La section investissement se répartit en emplois et ressources. Pour 2013, les emplois comprennent par ordre d'importance :
- des dépenses d'équipement[Note 16] pour une valeur de 14 449 000 € (65 %), soit 249 € par habitant, ratio inférieur de 39 % à la valeur moyenne pour les communes de la même strate (406 € par habitant). Sur la période 2009 - 2013, ce ratio fluctue et présente un minimum de 224 € par habitant en 2012 et un maximum de 325 € par habitant en 2011 ;
- des remboursements d'emprunts[Note 17] pour une valeur totale de 6 296 000 € (28 %), soit 109 € par habitant, ratio voisin de la valeur moyenne de la strate.

Les ressources en investissement de Montauban se répartissent principalement en :
- nouvelles dettes pour une valeur de 2 500 000 € (12 %), soit 43 € par habitant, ratio inférieur de 71 % à la valeur moyenne pour les communes de la même strate (149 € par habitant). Depuis 5 ans, ce ratio fluctue et présente un minimum de 43 € par habitant en 2013 et un maximum de 106 € par habitant en 2012 ;
- subventions reçues pour une valeur de 1 951 000 € (9 %), soit 34 € par habitant, ratio inférieur de 53 % à la valeur moyenne pour les communes de la même strate (73 € par habitant).

L'endettement de Montauban au 31 décembre 2013 peut s'évaluer à partir de trois critères : l'encours de la dette, l'annuité de la dette et sa capacité de désendettement :
- l'encours de la dette pour un montant de 48 022 000 €, soit 828 € par habitant, ratio inférieur de 35 % à la valeur moyenne pour les communes de la même strate (1 282 € par habitant). Sur les 5 dernières années, ce ratio fluctue et présente un minimum de 758 € par habitant en 2010 et un maximum de 828 € par habitant en 2013[A2 5] ;
- l'annuité de la dette pour une valeur de 7 265 000 €, soit 125 € par habitant, ratio inférieur de 21 % à la valeur moyenne pour les communes de la même strate (158 € par habitant). Depuis 5 ans, ce ratio fluctue et présente un minimum de 108 € par habitant en 2011 et un maximum de 125 € par habitant en 2013[A2 5] ;
- la capacité d'autofinancement (CAF) pour un montant de 8 037 000 €, soit 139 € par habitant, ratio inférieur de 16 % à la valeur moyenne pour les communes de la même strate (166 € par habitant). Sur les 5 dernières années, ce ratio fluctue et présente un minimum de 113 € par habitant en 2009 et un maximum de 179 € par habitant en 2010[A2 6]. La capacité de désendettement est d'environ 5 années en 2013. Sur une période de 14 années, ce ratio présente un minimum d'environ 4 années en 2012 et un maximum d'environ 13 années en 2001.

### Jumelages
- Gourbeyre (Guadeloupe)
- Pawhuska (États-Unis)
- Yoqneam (Israël)
- Khémisset (Maroc)
- Kozarac (Bosnie-Herzégovine)
- Avola (Italie)

## Population et société

### Démographie
L'évolution du nombre d'habitants est connue à travers les recensements de la population effectués dans la commune depuis 1793. Pour les communes de plus de 10 000 habitants les recensements ont lieu chaque année à la suite d'une enquête par sondage auprès d'un échantillon d'adresses représentant 8 % de leurs logements, contrairement aux autres communes qui ont un recensement réel tous les cinq ans,.

En 2022, la commune comptait 62 487 habitants, en évolution de +3,38 % par rapport à 2016 (Tarn-et-Garonne : +3,12 %, France hors Mayotte : +2,11 %).
| 1793   | 1800   | 1806   | 1821   | 1831   | 1836   | 1841   | 1846   | 1851   |
| ------ | ------ | ------ | ------ | ------ | ------ | ------ | ------ | ------ |
| 26 160 | 21 950 | 23 973 | 25 357 | 24 660 | 23 865 | 23 561 | 25 102 | 24 726 |

| 1856   | 1861   | 1866   | 1872   | 1876   | 1881   | 1886   | 1891   | 1896   |
| ------ | ------ | ------ | ------ | ------ | ------ | ------ | ------ | ------ |
| 25 095 | 27 054 | 25 991 | 25 624 | 26 952 | 28 335 | 29 863 | 30 388 | 29 470 |

| 1901   | 1906   | 1911   | 1921   | 1926   | 1931   | 1936   | 1946   | 1954   |
| ------ | ------ | ------ | ------ | ------ | ------ | ------ | ------ | ------ |
| 30 506 | 28 688 | 29 778 | 26 094 | 28 829 | 29 981 | 32 025 | 36 281 | 38 321 |

| 1962   | 1968   | 1975   | 1982   | 1990   | 1999   | 2006   | 2011   | 2016   |
| ------ | ------ | ------ | ------ | ------ | ------ | ------ | ------ | ------ |
| 41 002 | 45 872 | 48 028 | 50 682 | 51 224 | 51 855 | 53 941 | 56 536 | 60 444 |

| 2021   | 2022   | - | - | - | - | - | - | - |
| ------ | ------ | - | - | - | - | - | - | - |
| 61 919 | 62 487 | - | - | - | - | - | - | - |

### Enseignement
Montauban compte de nombreux établissements d'enseignement, dont des antennes des trois universités de Toulouse.
Universités et écoles supérieures :
- Université de Montauban, antenne de l'Université Toulouse - Capitole (Toulouse I) Sciences sociales
- Université de Montauban, antenne de l'Université Toulouse - Jean Jaurès (Toulouse II) Arts appliqués
- Université de Montauban, antenne de l'Université Toulouse - Jean Jaurès (Toulouse II) Département Archives et Médiathèque (DAM)
- Université de Montauban, antenne de l'Université Toulouse III - Paul Sabatier Licences Professionnelles "Instrumentation et Systèmes Innovants pour une Agriculture Eco-responsable".
- École de commerce et de gestion de Montauban (EGC)

Lycées :
- Lycée Pierre-Marie-Théas (privé)
- Lycée professionnel privé Skhole d'art (coiffure, esthétique)
- Lycée Jules-Michelet
- Lycée général et technologique Antoine-Bourdelle (plus gros établissement de l'académie de Toulouse)
- Lycée professionnel Antoine-Bourdelle
- Lycée agricole de Capou, spécialité arboriculture/horticulture

Collèges :
- Collège Institut familial (privé)
- Collège Saint-Théodard (privé)
- Collège Notre-Dame (privé)
- Collège Olympe-de-Gouges (Montplaisir), triple champion de France de rugby (public)
- Collège Jean-Jaurès (Villebourbon)
- Collège Ingres
- Collège Manuel-Azaña

### Santé
Montauban compte un centre hospitalier, situé rue Léon-Cladel. Cet hôpital accueille un Institut de Formation en Soins Infirmiers (IFSI), qui forme infirmiers et aides-soignants. Trois cliniques privées se situent également à Montauban : la clinique Cave, la clinique croix Saint-Michel du Dr Boyé et la clinique du Pont de Chaume.

### Médias

#### Presse locale et régionale
La presse locale est dominée par La Dépêche du Midi, principal groupe médiatique en Occitanie, qui compte une édition locale dans le Tarn-et-Garonne. Les journaux Le Réveil du Tarn-et-Garonne (jusqu'à sa fermeture en 2017) et Le Petit-Journal, tri-hebdomadaire implanté dans 11 départements du Sud-Ouest dont le Tarn-et-Garonne où il est basé, complètent ce paysage médiatique.
Les Nouvelles de Tarn-et-Garonne, qui est un bimensuel communiste du Tarn-et-Garonne, publie également une édition à Montauban.

#### Radios locales
France Bleu Occitanie (97.2 FM) est la principale radio locale émettant à Montauban. Elle est membre du réseau de Radio France, qui émet dans le Tarn-et-Garonne depuis 2018. Ses studios sont à Toulouse.
D'autres radios émettent aussi à Montauban :
- Radio sentinelle (89.4 FM) : radio associative de l'Église Evangélique[112].
- Phare FM Montauban (ex-Espoir 82) (92.0 FM) : radio associative adhérente au réseau Phare FM[113].
- Radio Présence (93.3 FM) : radio locale chrétienne du Midi-Pyrénées et des Hautes-Pyrénées[114]. Ses studios sont à Toulouse.
- Radio d'Oc (94.2 FM) : radio associative de Moissac (88.5 FM).
- Totem (94.6 FM) : radio locale commerciale ayant une couverture allant du sud-ouest de l'Auvergne à une partie du Languedoc-Roussillon en passant par le Midi-Pyrénées. Son bureau local du Tarn-et-Garonne se trouve à Bressols[115].
- Nostalgie Quercy-Gascogne (97.6 FM) : Antenne locale de Nostalgie pour Montauban mais aussi Auch (101.6 FM), Valence d'Agen (101.6 FM) et Cahors (102.3 FM, depuis 2016). Elle propose des décrochages locaux depuis des studios montalbanais[116].
- CFM radio (101.2 FM) : radio associative du nord Midi-Pyrénées orientée sur la musique rock. Elle émet des décrochages locaux sur Montauban[117].
- 100 % Radio (103.7 FM) : radio régionale dont les studios se trouvent près de Mazamet, à Aussillon. Elle émet des Pyrénées-Atlantiques aux Pyrénées-Orientales en passant par le haut du Midi-Pyrénées[118].
- Sud Radio (104.7 FM) : grande radio régionale du Sud. Elle est aussi recevable sur 102.0 FM depuis le site du Pic du Midi.

#### Télévision locale
France 3 Midi-Pyrénées est recevable dans Montauban grâce au site d'émission du Pic du Midi comme les autres chaînes de la TNT. Une webtélé locale montalbanaise, appelée TvLocale, existe également.

### Manifestations culturelles et festivités
- La ville accueillait chaque année le festival Alors… Chante! qui s'installe à partir de 2016 à Castelsarrasin sans trouver le succès escompté et disparaît en cette année.
- Elle accueillait aussi tous les mois de juillet un festival de jazz, le Jazz à Montauban et en Tarn-et-Garonne.
- Depuis 1991, le Festival de littérature Lettres d'Automne, à la mi-novembre, accueille un écrivain pendant deux semaines.
- Depuis 1994, chaque deuxième week-end du mois de septembre, les 400 coups s'installe à Montauban. Elle est la plus importante de la région et la 5e plus grande fête de France avec plus de 200 manèges et réunissant plus de 50 000 personnes. Durant les 3 jours de fêtes on peut y retrouver des manèges à sensation, des concerts, des défilés, des cavalcades, des bandas, un feu d'artifice, etc.
- Depuis 2009, le festival International de Magie se produit à Montauban dans la salle Eurythmie.
- Depuis 2015, le festival Montauban en Scènes créé par la ville de Montauban propose tout l'été une programmation équilibrée et diversifiée d’une quarantaine d’événements mêlant musique, danse, humour, spectacles pour enfants, arts de la rue, ateliers découverte, etc.
- Depuis 2019, le Festival Mars en Danse se produit au théâtre Olympe-de-Gouges.
- Depuis 2015, la ConspiraSon asso organise une soirée de musique électronique, les 21 juin, au square Picard
- Depuis 2019, un festival de Gwoka se déroule le deuxième samedi d'août "Place au Gwoka"

Événements :
- 2 août 1995 : Intervilles, le jeu télévisé phare de l'été en France des années 1990 - 2000 s'est installé dans le centre-ville de Montauban pour affronter la ville de Tarbes. Montauban remporte la victoire avec un score de 8 - 5.
- 19 juillet 1998 : Montauban accueille la 8e étape du Tour de France que le français Jacky Durand remporte, après 190,5 km depuis Brive.
- 7 juillet 2016 : Montauban accueille la 6e étape du Tour de France. C'est le britannique Mark Cavendish qui remporte cette étape, après 190,5 km depuis Arpajon-sur-Cère.
- 2-3 décembre 2016 : Montauban est désignée comme Ville ambassadrice pour la 30e édition du Téléthon. Durant ces deux jours la ville a organisé des défis ainsi que des animations diffusés en direct de la Place Nationale sur France Télévisions.

### Sports
Montauban a été ville étape de la Route du Sud (voir son palmarès et statistiques) et ville étape du Tour de France 1998, elle a aussi accueilli le Trophée de France des Jeunes Cyclistes 2018. Au niveau des infrastructures, la ville possède le Stade Sapiac d'une capacité de 11 000 places, le Stade de la Fobio de 5 000 places, un complexe aquatique de 2 700 m2, 2 golfs, l'hippodrome des Allègres ainsi que de nombreux terrains et gymnases.
- Club USM Omnisports :
  - US Montauban, club de rugby à XV champion de France en 1967, dont la section professionnelle est le MTG XV (Montauban Tarn-et-Garonne XV) rugby à XV évoluant en Championnat de France de rugby de Top 14 en 2025-26. Champion de France de deuxième division en 2001 et 2006. Le club évolue au stade Sapiac. Le club du MTG XV a été rétrogradé et redevient amateur avec toujours les mêmes couleurs, le vert et noir. Désormais, la fédération a interdit de nommer le club MTG XV mais USM. Le club retrouve le monde professionnel et évolue en Pro D2 depuis l'exercice 2014-2015, puis en Top 14 à partir de la saison 2025-2026.Stade du Rugby Sapiac USM à Montauban.

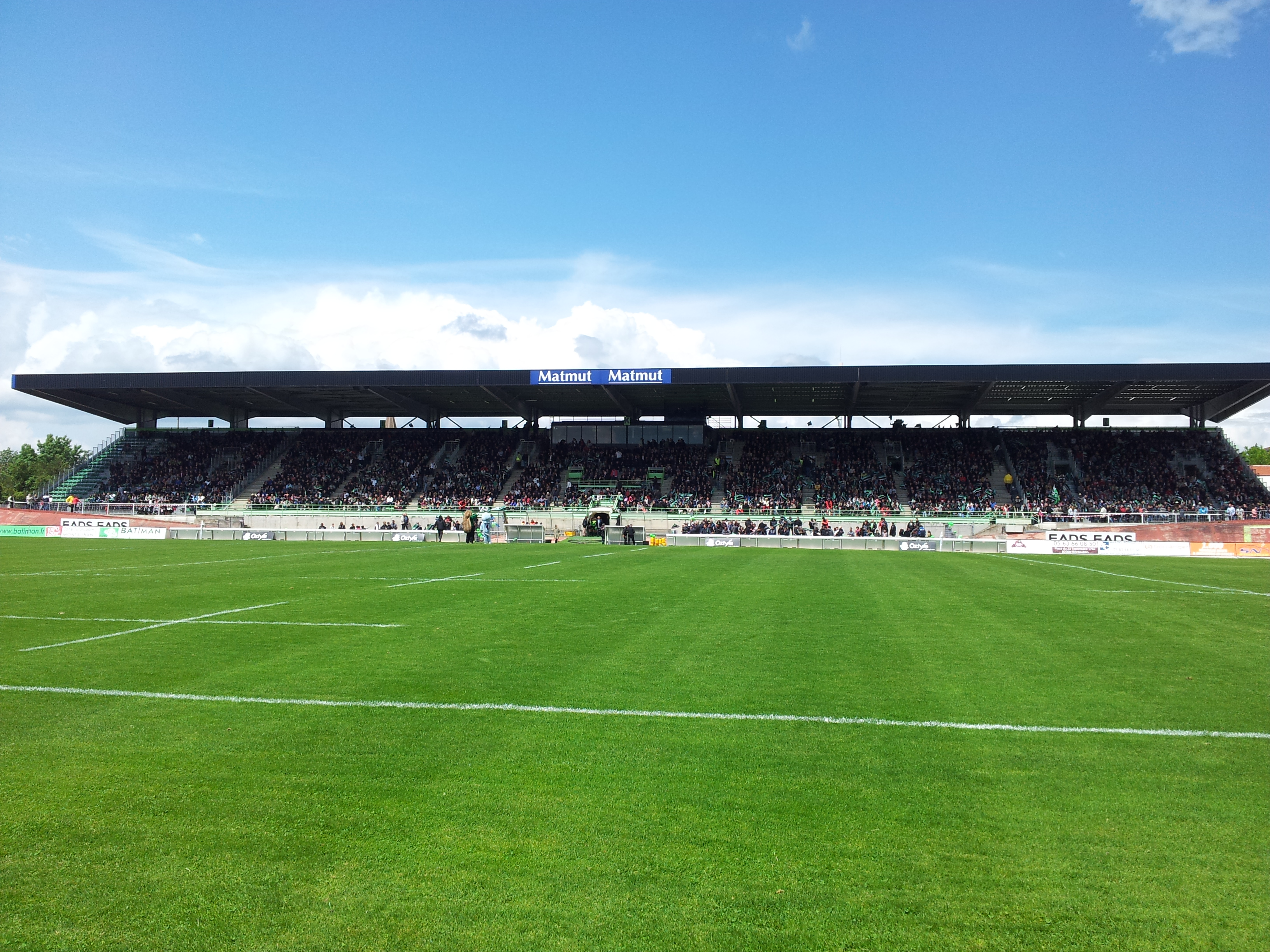
Stade du Rugby Sapiac USM à Montauban.

  - L'US Montauban Cyclisme 82, évoluant au niveau élite, champion de France amateurs 1997 et club formateur de nombreux coureurs professionnels. Organisateur du Tour de Tarn-et-Garonne.
  - L'USM Tennis de Table avec plusieurs joueurs dans le top français et une équipe évoluant en Pré-nationale.
  - L'USM Boxe
  - Le Montauban Escrime Club et sa filiale l'USM Escrime
  - L'USM Handball
  - L'USM Rugby à XV féminin
  - L'USM Boule Lyonnaise
  - L'USM Pétanque
  - L'USM Équitation
  - L'USM Golf
  - L'USM Volley-ball
  - L'USM Pom-pom girl qui anime les mi-temps des rencontres à domicile de l'USM Rugby
- Le Racing club montalbanais l'autre club de rugby à XV, fondé en 1968, qui évolue en fédérale 2 depuis 2012[120].
- Kin-ball Montalbanais
- Montauban Football Club, club de football évoluant en DHR. Le club évolue au stade Georges-Pompidou anciennement nommé stade de la Fobio.
- Les « Gerfauts de Montauban », club de football américain.
- Le Montauban athlétisme.
- Le club de plongée CANOM, spécialisé dans la plongée enfants
- Le MBC (basket-ball) évoluant en Nationale 3 Masculine.
- L'Association tennis Montauban, organisateur d'un tournoi Future.
- Les Jeunes Espoirs montalbanais (JEM) : école de football, créée en 1986 et réputée pour sa formation des jeunes (n'avait pas d'équipe seniors jusqu'en 2018) .
- Le Baseball Club montalbanais (Les « Orioles de Montauban »)
- L'Union nautique montalbanaise, club d'aviron.
- Le Dojo montalbanais, un club majeur de la région en judo.
- L'Association montalbanaise de sauvetage et secourisme : natation sportive, sauvetage, formation BNSSA
- Le MN82, un des plus grands clubs de natation de France, avec 1 142 licenciés en 2011. Né de la fusion des deux principaux clubs tarn-et-garonnais, le Cercle des Nageurs Montalbanais et les Dauphins Montalbanais, Montauban Natation 82 a vu le jour le 12 juin 2007.
- ULM 82, le plus grand club ulm du Tarn-et-Garonne à Albefeuille-Lagarde, école de pilotage et baptême de l'air.
- Player's Montauban: Club de pétanque de la cité d'Ingres, créé en 1991, avec un titre de champion de France de Jeu provençal, dès 1992.

Montauban est également une ville qui possède un club de Handisport : le Montauban Handisport qui comprend, notamment, une section de rugby à XIII fauteuil : Les Pandas . Ceux-ci disputent le championnat Élite 1 (première division) à la fin des années 2010.

### Cultes
Culte catholique
- Cathédrale Notre-Dame-de-l'Assomption de Montauban, place Franklin-Roosevelt.
- Église Notre-Dame-de-la-Paix, rue Louis-Braille.
- Église Saint-Étienne, place du 22 septembre.
- Église Saint-Jacques de Montauban, place Victor-Hugo.
- Église Saint-Jean-Baptiste de Villenouvelle, rue Pierre-Bayle.
- Église Saint-Joseph, rue du Collège (ancien collège des Jésuites).
- Église Saint-Orens de Montauban, place Saint-Orens.
- Église Sainte-Thérèse-de-l'Enfant-Jésus, avenue De Gaulle.
- Église Sainte-Madeleine, chemin de Aiguillons de Falguières. Notice no IA82100029, sur la plateforme ouverte du patrimoine, base Mérimée, ministère français de la Culture
- Église Saint-François-d'Assise, chemin de l'Église de Fonneuve.
- Église de la Nativité-de-Notre-Dame, rue de l'Abbé-Justin Mercadier de Gasseras.
- Église de la Nativité-de-Notre-Dame, route de Fau de le Fau.
- Église Saint-Symphorien, route de Léojac.
- Vestiges de l'église Sainte-Thérèse-de-l'Enfant-Jésus, chemin Portal de Léojac.
- Église Saint-Hilaire, route de Bordeaux de Saint-Hilaire.
- Église Saint-Martial, chemin des Lebrats de Saint-Martial.
- Chapelle Notre-Dame-de-l'Immaculée-Conception, faubourg de Moustier.
- Chapelle de l’hôpital de Montauban, rue du Docteur-Alibert.
- Chapelle de la Sainte-Famille, grand-rue Sapiac.
- Chapelle du collège Ingres, rue François-Aragon (petite).
- Chapelle du collège Ingres, rue Balat-Biel (grande).
- Chapelle du collège Saint-Théodard, quai de Verdun, (ancien petit séminaire).
- Chapelle Notre-Dame-du-Rosaire de Birac.
- Chapelle Notre-Dame-de-Lourdes de Péfourqué.
- Chapelle Saint-Jean-Baptiste, route de Auch de Verlhaguet.
- Chapelle du collège Notre-Dame, avenue Gambetta.
- Chapelle de l'école Notre-Dame, rue du Lycée.
- Chapelle du couvent des Sœurs de l'Ange Gardien, impasse Maurice-Bayrou.
- Chapelle de la maison d'accueil Louis Ormières, impasse Maurice-Bayrou.
- Chapelle, quai de Verdun (ancien grand séminaire).
- Chapelle des Augustins, rue des Augustins.
- Chapelle de l'Instit Familiale, allée Mortarieu.
- Chapelle de la Charité de Sapiac.

Culte protestant et évangélique
- Église protestante unie de France
  - Temple le Fau, chemin du Carreyrat de Poulidets.
  - Temple des Carmes, grand-rue Sapiac[121].
- Église protestante réformée évangélique Temple de la Faculté, quai Montmurat[122].
- Église réformée évangélique, Temple Saint-Martial de Chaussous, chemin Saint-Martial[123].
- Temple le Fau, chemin du Carreyrat de Poulidets.
- Église baptiste, chemin Saint-Martial.
- Église évangélique protestante, rue du Pré.
- Église évangélique chrétienne, route d'Auch[124].
- Assemblée de Dieu de Montauban[125] (rue du Chateauvieux)
- Église évangélique, boulevard Gustave Garrisson.

Culte musulman
- La mosquée As-Salam de Montauban

Autres cultes
- Salle du royaume des témoins de Jéhovah, chemin du Long.
- Église de Jésus-Christ des saints des derniers jours, rue de la Mandoune.

### Cimetière
- Cimetière Urbain
- Cimetière du Pont du Chaume
- Cimetière du Fau
- Cimetière de Saint-Martial
- Cimetière de Falguières
- Cimetière de Fonneuve
- Cimetière de Gasseras
- Cimetière de Pouty
- Cimetière de la Molle

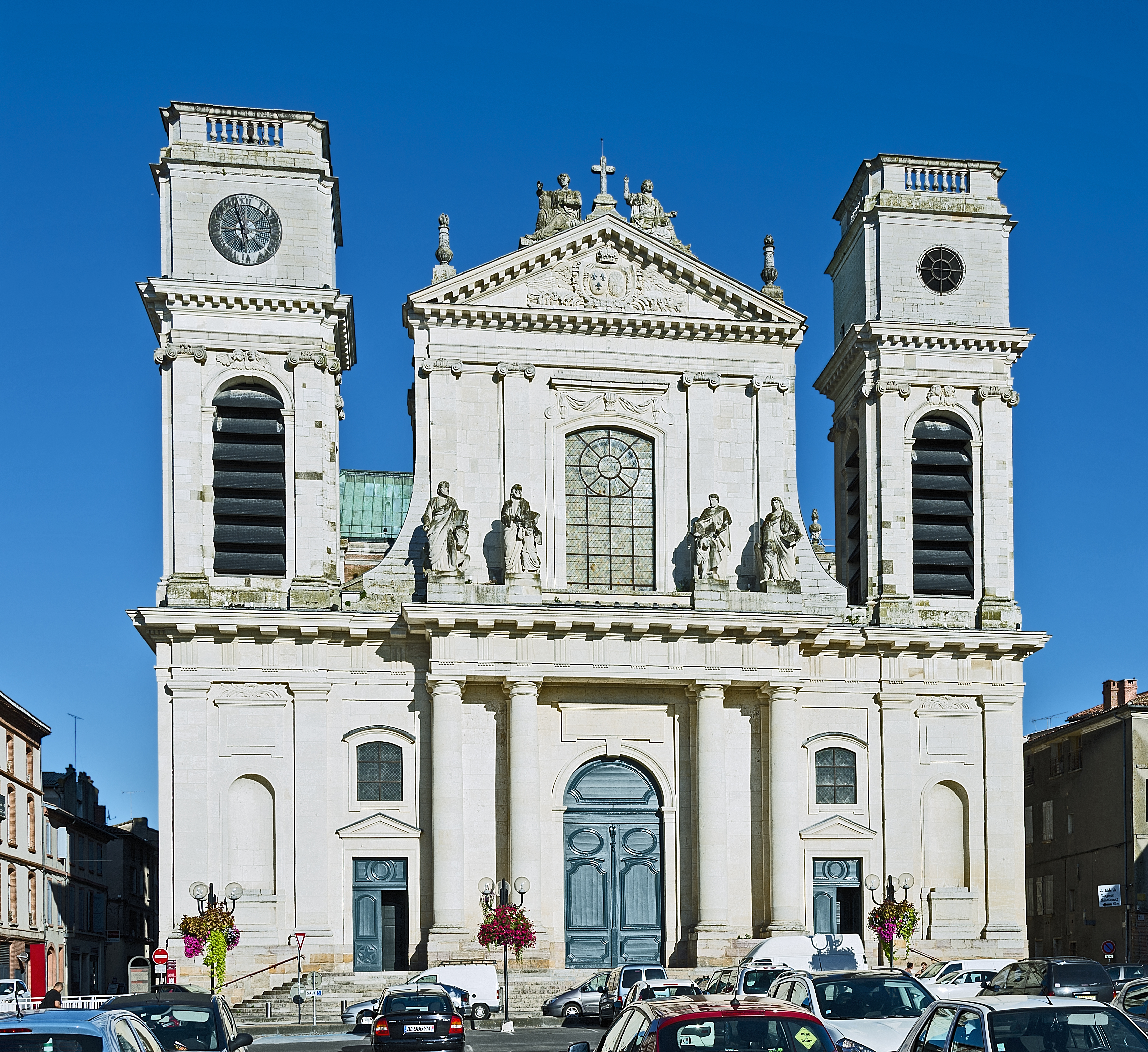
La façade de la cathédrale Notre-Dame-de-l'Assomption.
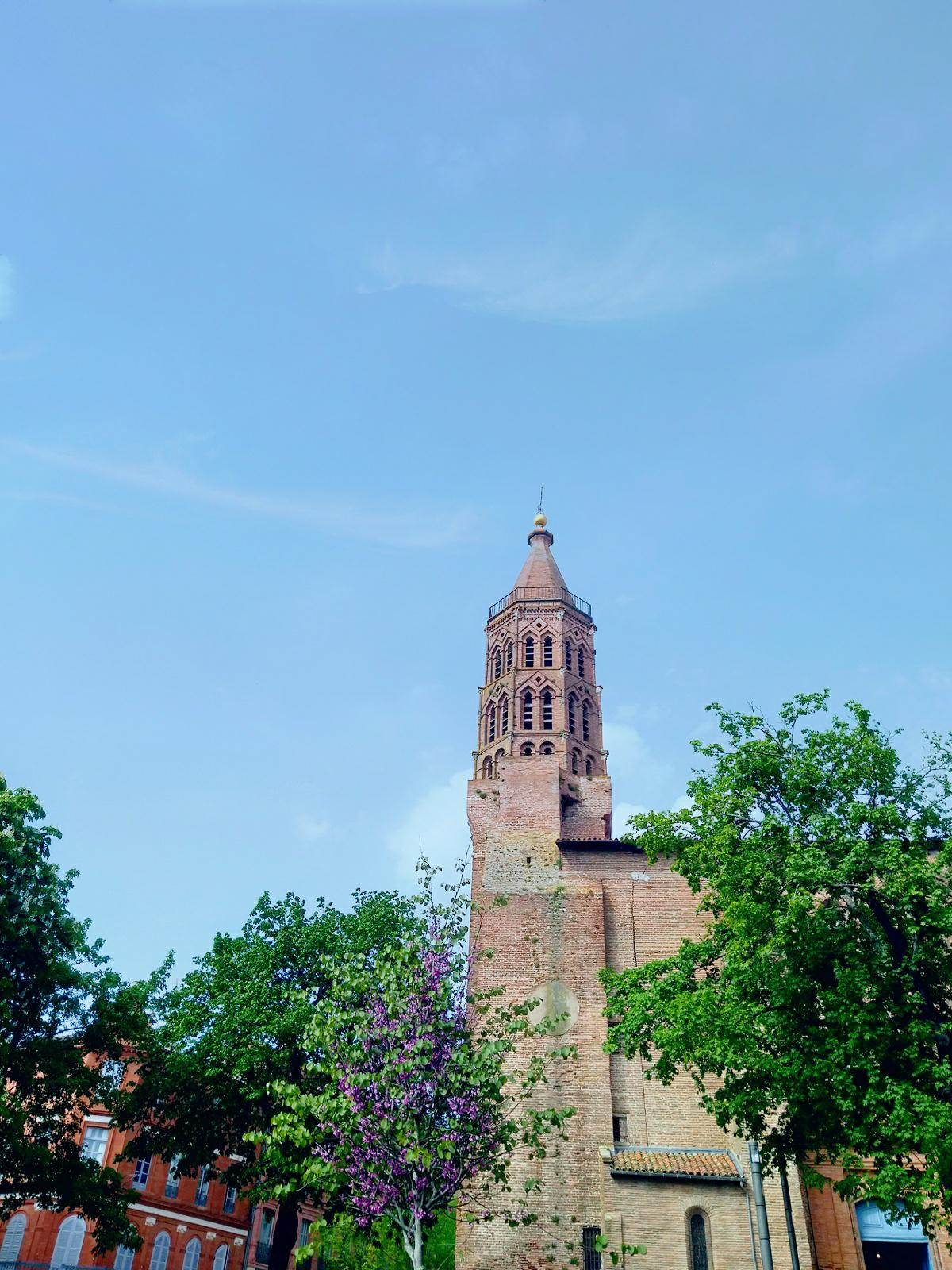
Église Saint-Jacques de Montauban.
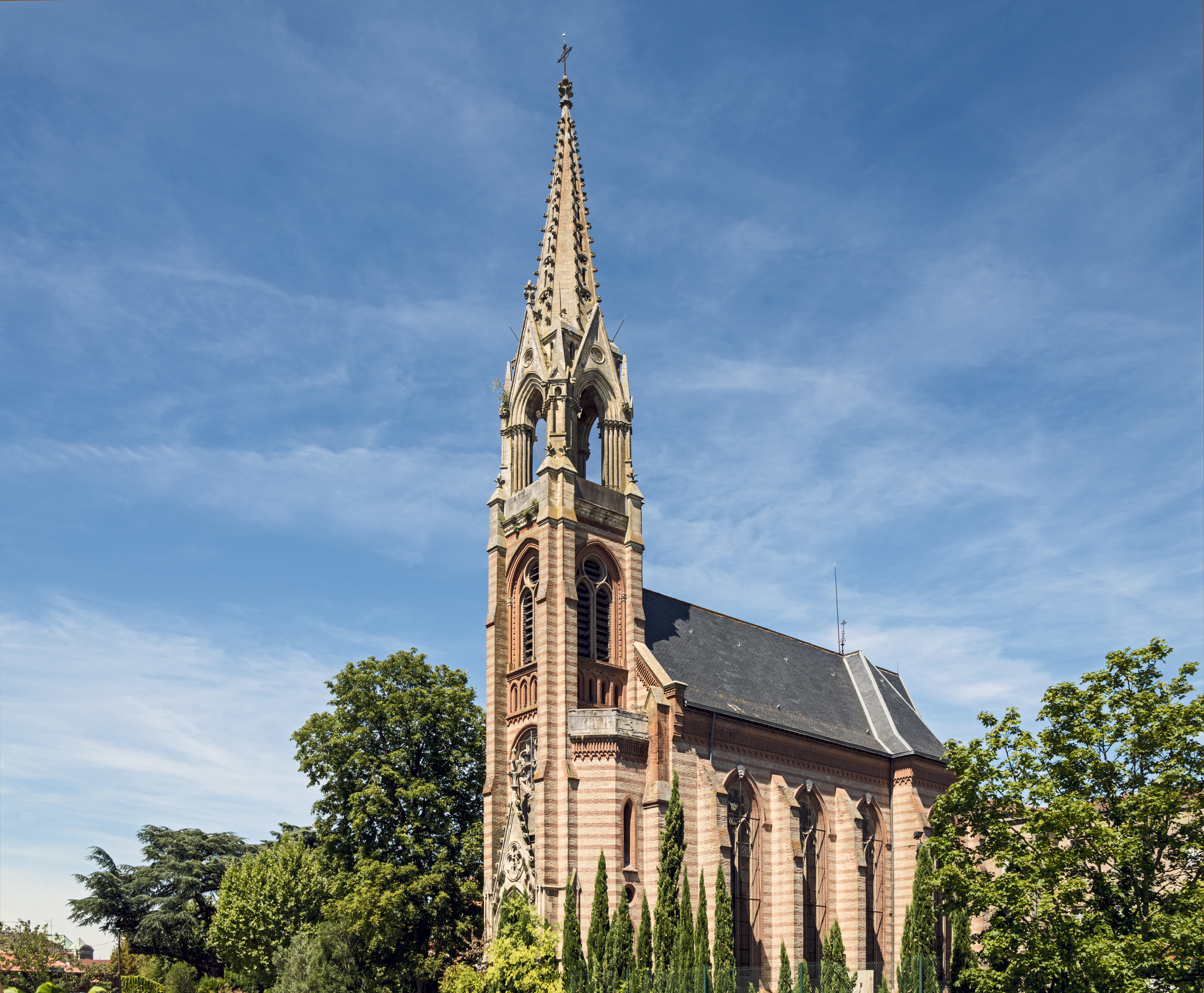
Chapelle de l'Immaculée Conception.
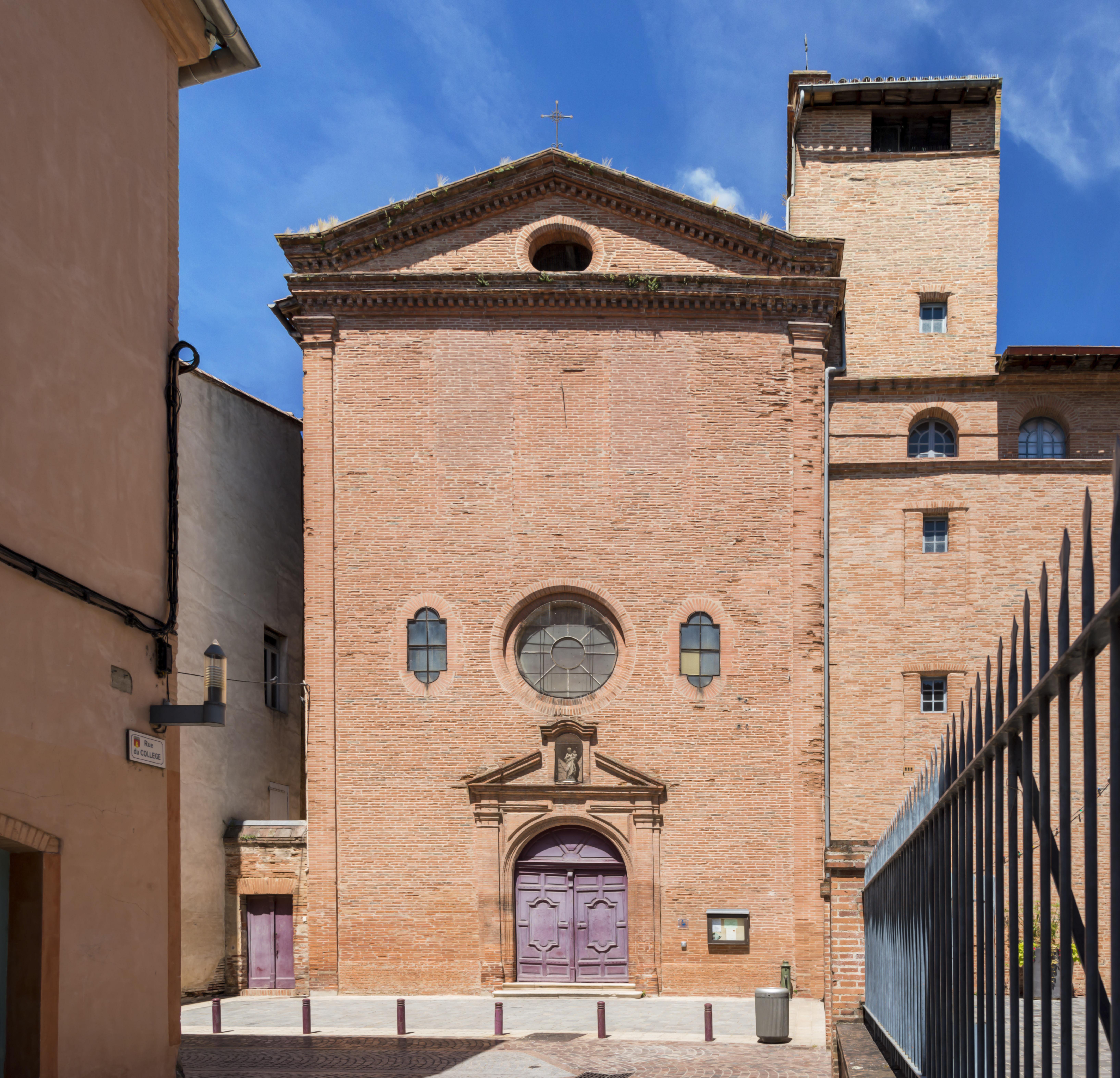
Église Saint-Joseph.
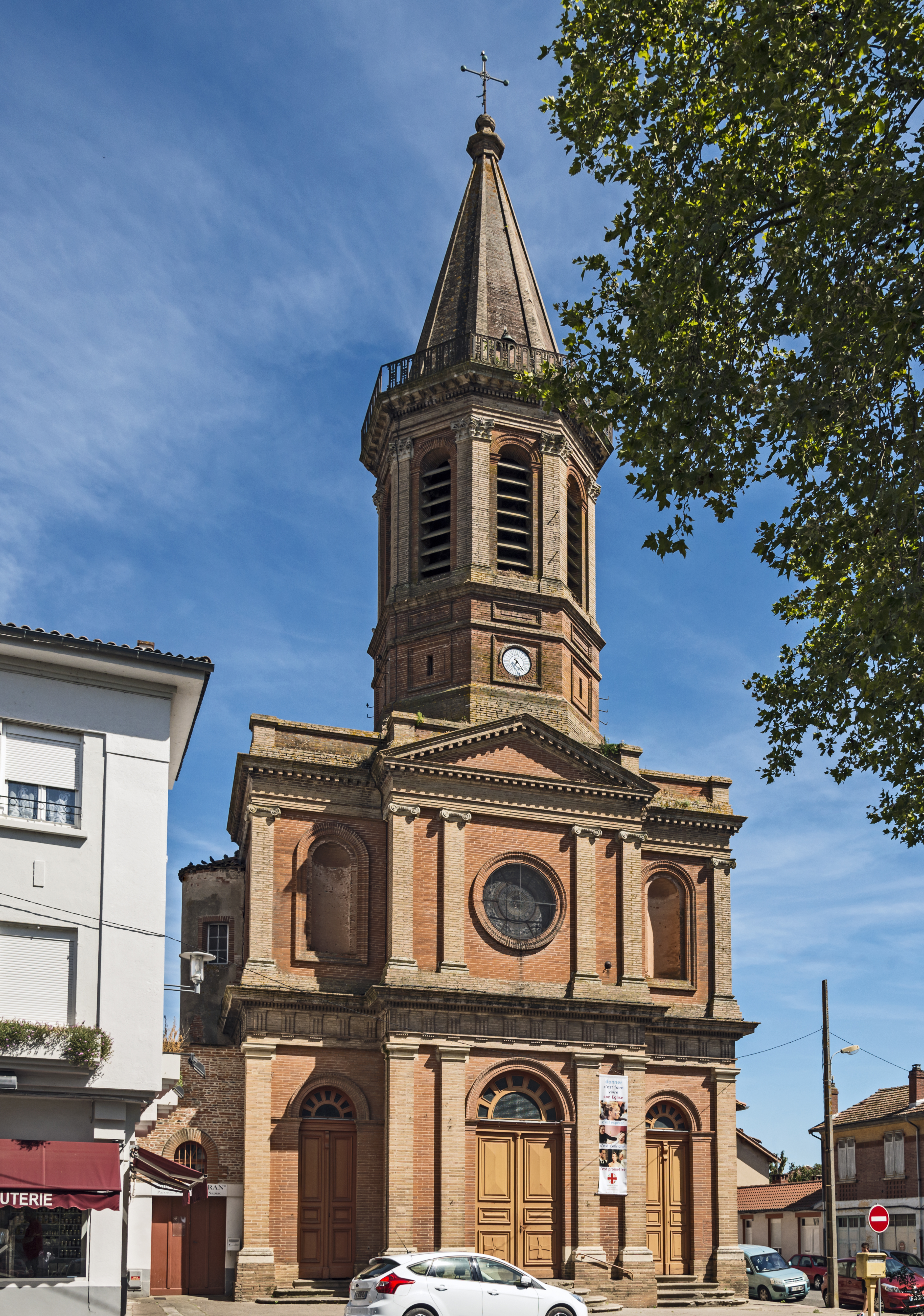
L'église Saint-Étienne de Sapiac.
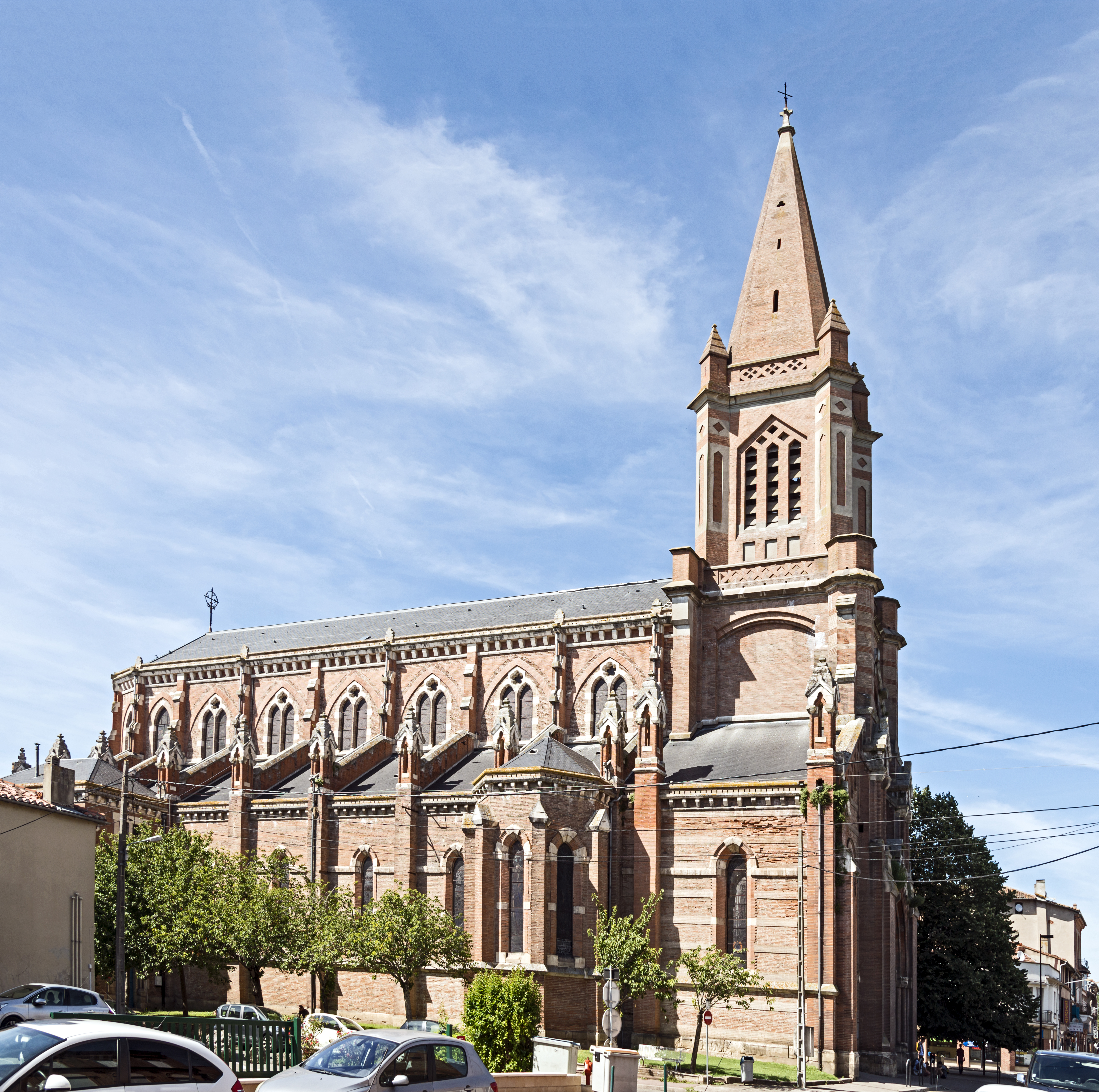
Église Saint-Orens de Montauban
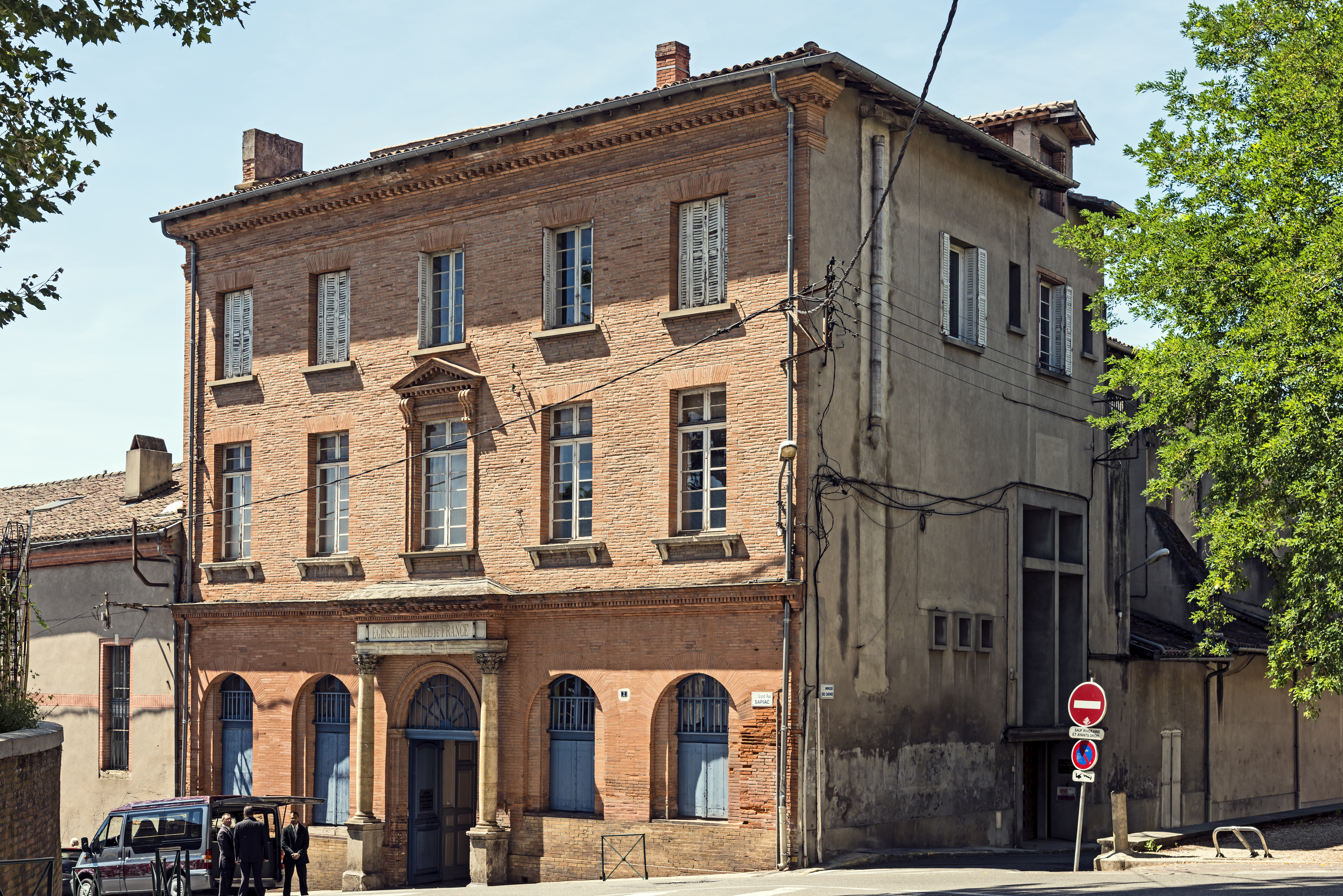
Temple des Carmes.

## Économie

### Revenus de la population et fiscalité
En 2011, le revenu fiscal médian par ménage était de 24 609 €, ce qui plaçait Montauban au 25 470e rang parmi les 31 886 communes de plus de 49 ménages en métropole.
En 2009, 50,9 % des foyers fiscaux n'étaient pas imposables.

### Emploi
En 2009, la population âgée de 15 à 64 ans s'élevait à 35 990 personnes, parmi lesquelles on comptait 70,5 % d'actifs dont 61,2 % ayant un emploi et 9,3 % de chômeurs.
On comptait 34 409 emplois dans la zone d'emploi, contre 28 756 en 1999. Le nombre d'actifs ayant un emploi résidant dans la zone d'emploi étant de 22 213, l'indicateur de concentration d'emploi est de 154,9 %, ce qui signifie que la zone d'emploi offre trois emplois pour deux habitants actifs.

### Entreprises et commerces
Au 31 décembre 2010, Montauban comptait 6 186 établissements : 343 dans l’agriculture-sylviculture-pêche, 343 dans l'industrie, 501 dans la construction, 3 958 dans le commerce-transports-services divers et 1 041 étaient relatifs au secteur administratif.
En 2011, 668 entreprises ont été créées à Montauban, dont 363 par des autoentrepreneurs.
Le centre-ville et Villebourbon comprennent près de 3 958 entreprises.[réf. nécessaire]
À noter également que Montauban est située à seulement une dizaine de kilomètres de la zone « Grand Sud Logistique », réalisée par le conseil général de Tarn-et-Garonne (450 ha - 2 000 emplois à terme), sur le territoire des communes de Campsas, Labastide-Saint-Pierre et Montbartier.
Montauban est le siège :
- de la chambre de commerce et d'industrie de Montauban et de Tarn-et-Garonne ;
- de la biscuiterie Poult ;
- de la société d'équipements électro-acoustiques Bouyer ;
- de l'entreprise de sécurité et d'authentification Prooftag ;
- de l'un des trois sites français de la société APEM, leader en interfaces homme-machine, spécialisée dans la production des claviers professionnels ;
- des luminaires Delmas ;
- de la société d'agro-alimentaire Les Fils de A. Doumenge ;
- de l'entreprise Nature Bijoux, création, vente et importateur de bijoux de pierre naturelle à l'international ;
- du quotidien départemental d'informations locales Le Petit Journal, édité à Montauban et comprenant douze éditions (Tarn-et-Garonne, Aude, Aveyron, Lot, Lot-et-Garonne, Gers, Pyrénées-Orientales, Hérault, Midi-Toulousain, Comminges, Hautes-Pyrénées, Ariège) ;
- de la société Dragées Pécou, entreprise de dragées ;
- du syndicat patronal CGPME Midi-Pyrénées ;
- du quotidien d'information régional La Dépêche du Midi édition Tarn-et-Garonne, dont le siège est à Toulouse ;
- de la société Guéry Motos Sport, importateur des cyclomoteurs et motos espagnols Rieju pour la France ;
- de la Compagnie Funéraire d'Occitanie ( PF82 )
- de la caisse primaire d'assurance maladie.

Zone Industrielle de Montauban
À Montauban il existe trois zones industrielles :
- Zone industrielle d'Albanord (ou d'Aussonne) : cette zone d'activité est la plus étendue de la ville. Elle regroupe plus de 400 entreprises et environ 4 000 emplois. D'autres projets existent, tels que la création de la ZAC "Les Prades" sur 25 hectares dans la continuité d'Albanord. Ce projet a pour but de rassembler des concessions automobiles et des entreprises artisanales[128]. Les travaux de VRD se sont achevés en septembre 2016. Renault, Volvo, Citroën, Midi-Pyrénées Électricité se sont déjà installés. De plus, Leroy-Merlin a ouvert un magasin de plus de 11 000 m2 fin 2016 sur Albanord. Enfin, un retail park surnommé "Les Portes de Montauban" sera livré fin 2016. Plusieurs dizaines d'enseignes devraient s'installer[129]. Un pôle artisanal porté par le promoteur Chambéry Transaction Investissement projette 3 600 m2 de surfaces commerciales. De son côte, la mairie envisage de réaliser un pole consacré à l'habitat durable.
- Zone Industrielle de Sapiac : Cette zone d'activité est plus petite que celle d'Albanord. Elle regroupe 131 entreprises et emploie 1 280 salariés.
- Zone Industrielle d'Albasud : ce site compte 230 entreprises et 3 700 emplois.

## Culture locale et patrimoine
Montauban est classée ville d'art et d'histoire.

### Lieux et monuments

#### Matériaux de construction de la ville

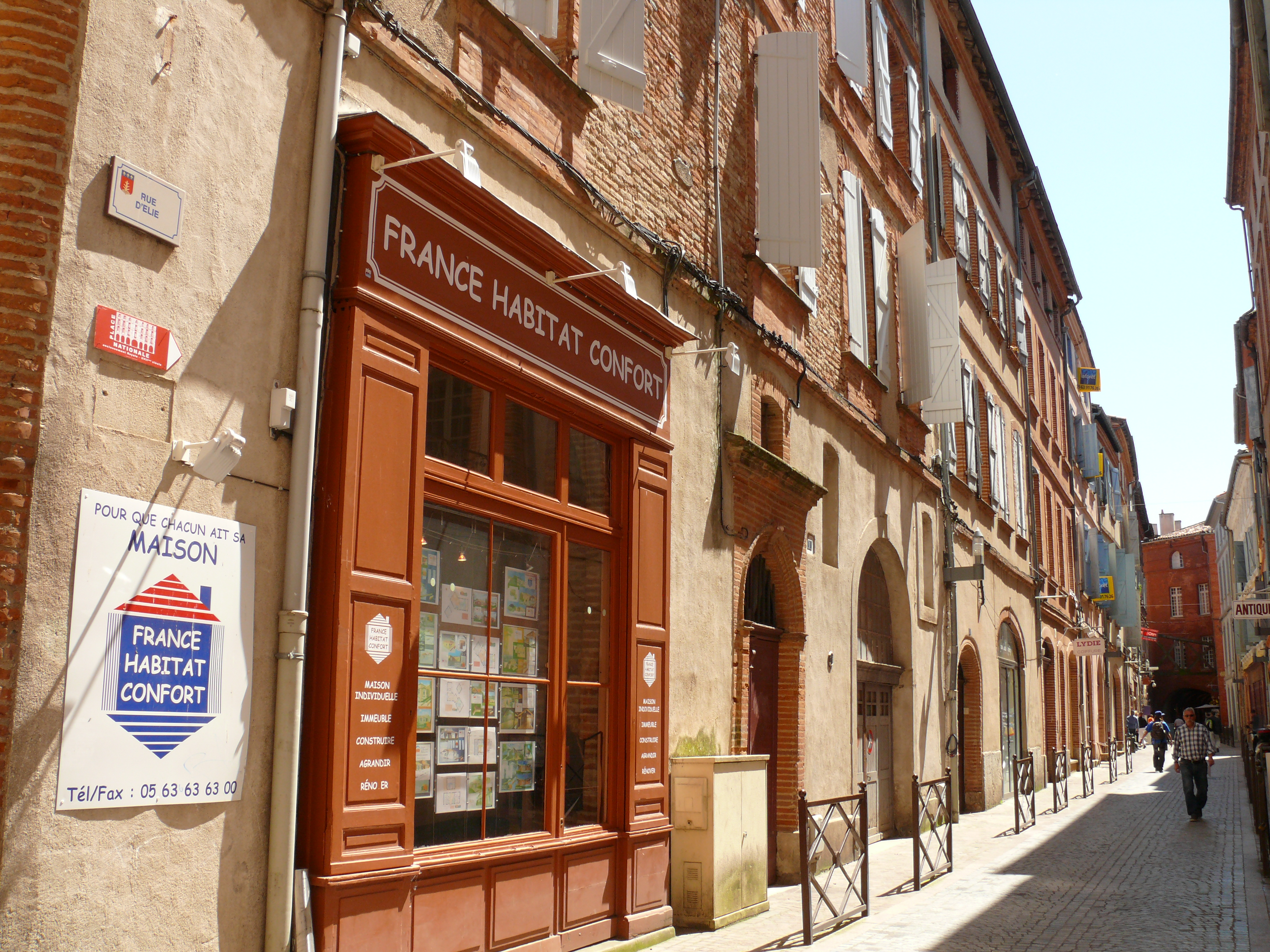
Une rue de Montauban.

La ville constitue une curiosité architecturale caractéristique des bastides de la région.
Fondée en 1144 par le comte de Toulouse, comme de nombreuses petites villes du Sud-Ouest, elle répond à certaines caractéristiques : ses rues se coupent toutes en angles droits et définissent une place centrale rectangulaire (plus justement trapézoïdale). Le centre ancien est très homogène et aucun bâtiment moderne ne vient rompre l'harmonie des façades de brique rose généralement édifiées aux XVIIe et XVIIIe siècles, et qui font de la cité, avec Albi et Toulouse, une de ces « villes roses » du Sud-Ouest de la France, son syndicat d'initiative lui décernant le titre de la plus rose des villes roses du Sud-Ouest,.
Aujourd'hui, la brique est mise en valeur comme un symbole de la ville. Cependant, dans les constructions modernes, elle n'est utilisée que comme parement décoratif.

#### Bâtiments et lieux publics remarquables
La commune compte 43 monuments répertoriés à l'inventaire des monuments historiques et 140 lieux et aucun monument ou lieu répertorié à l'inventaire général du patrimoine culturel.
Par ailleurs, elle compte 606 objets répertoriés à l'inventaire des monuments historiques et un objet répertorié à l'inventaire général du patrimoine culturel.
Certains bâtiments et complexes architecturaux se distinguent :

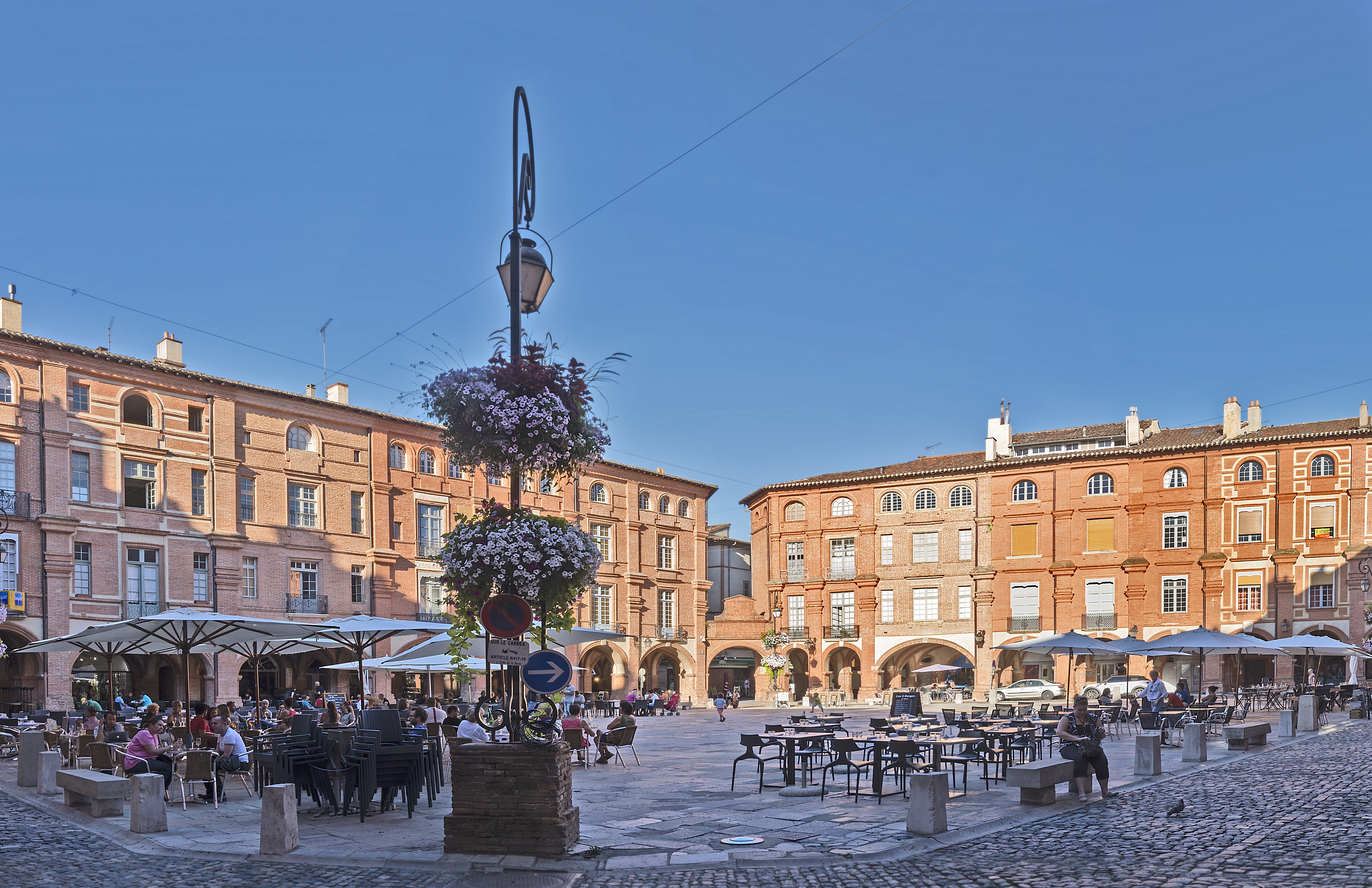
Place Nationale
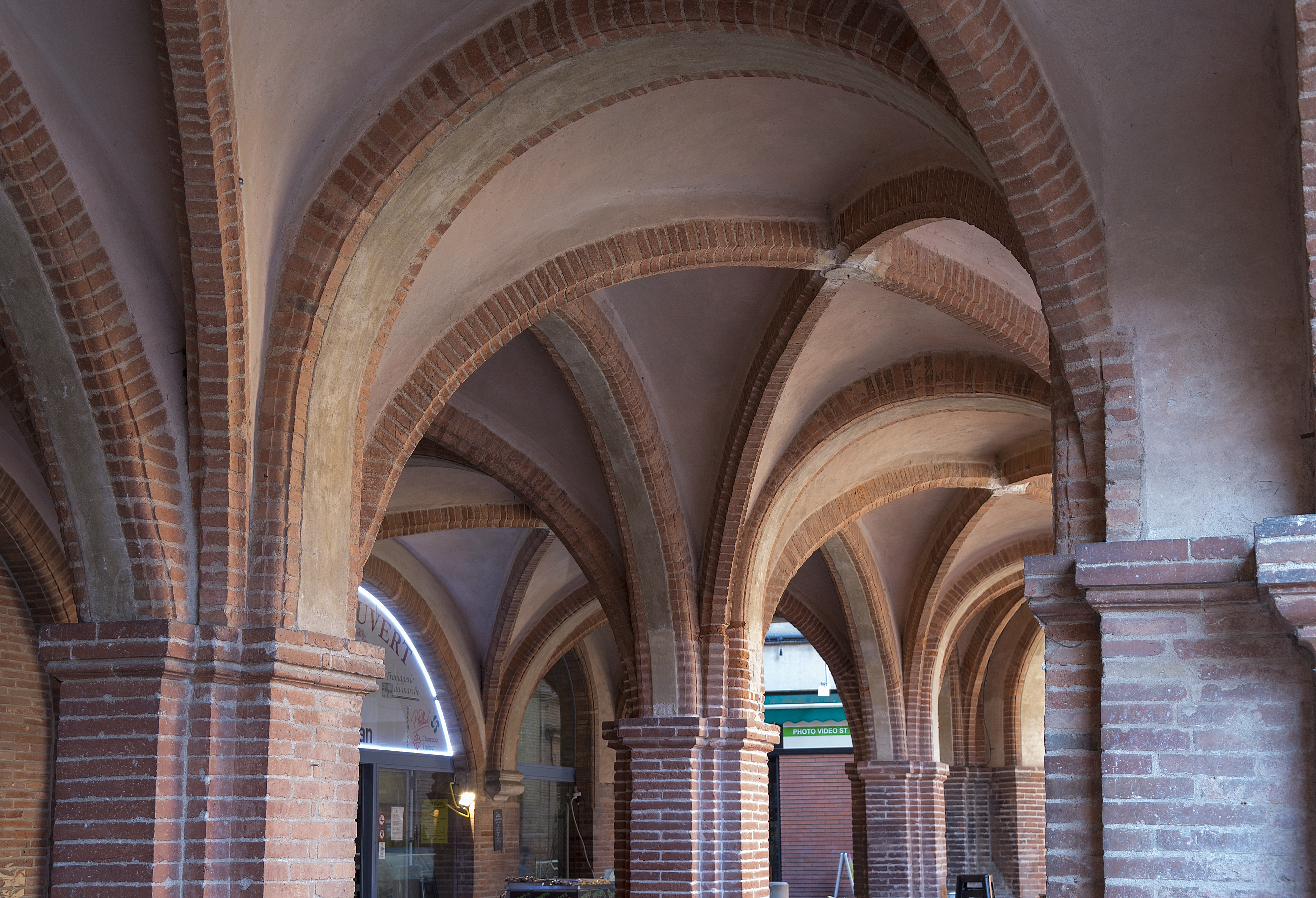
Arcades de la place Nationale
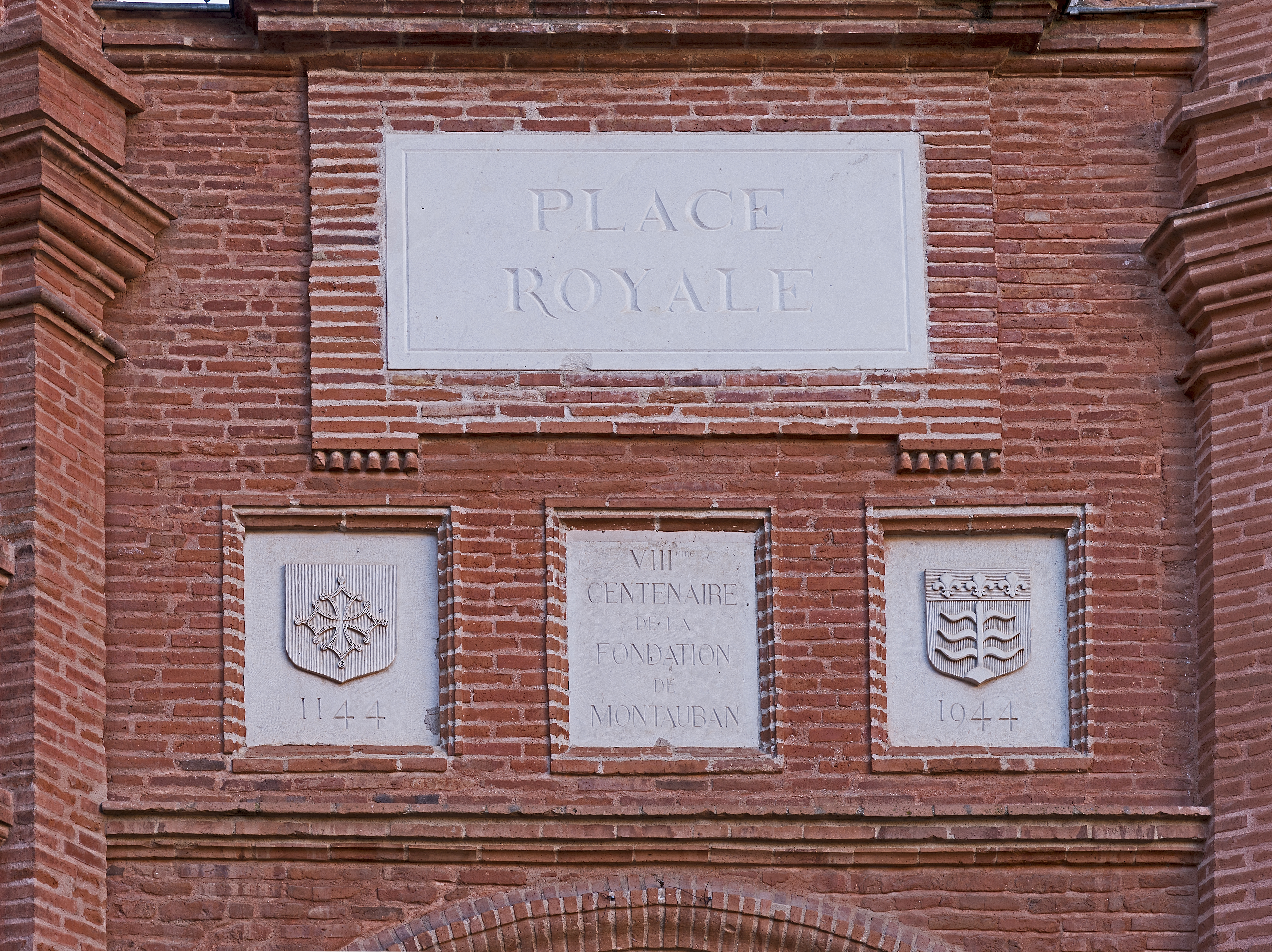
Plaque commémorative du 800e anniversaire de la fondation de Montauban
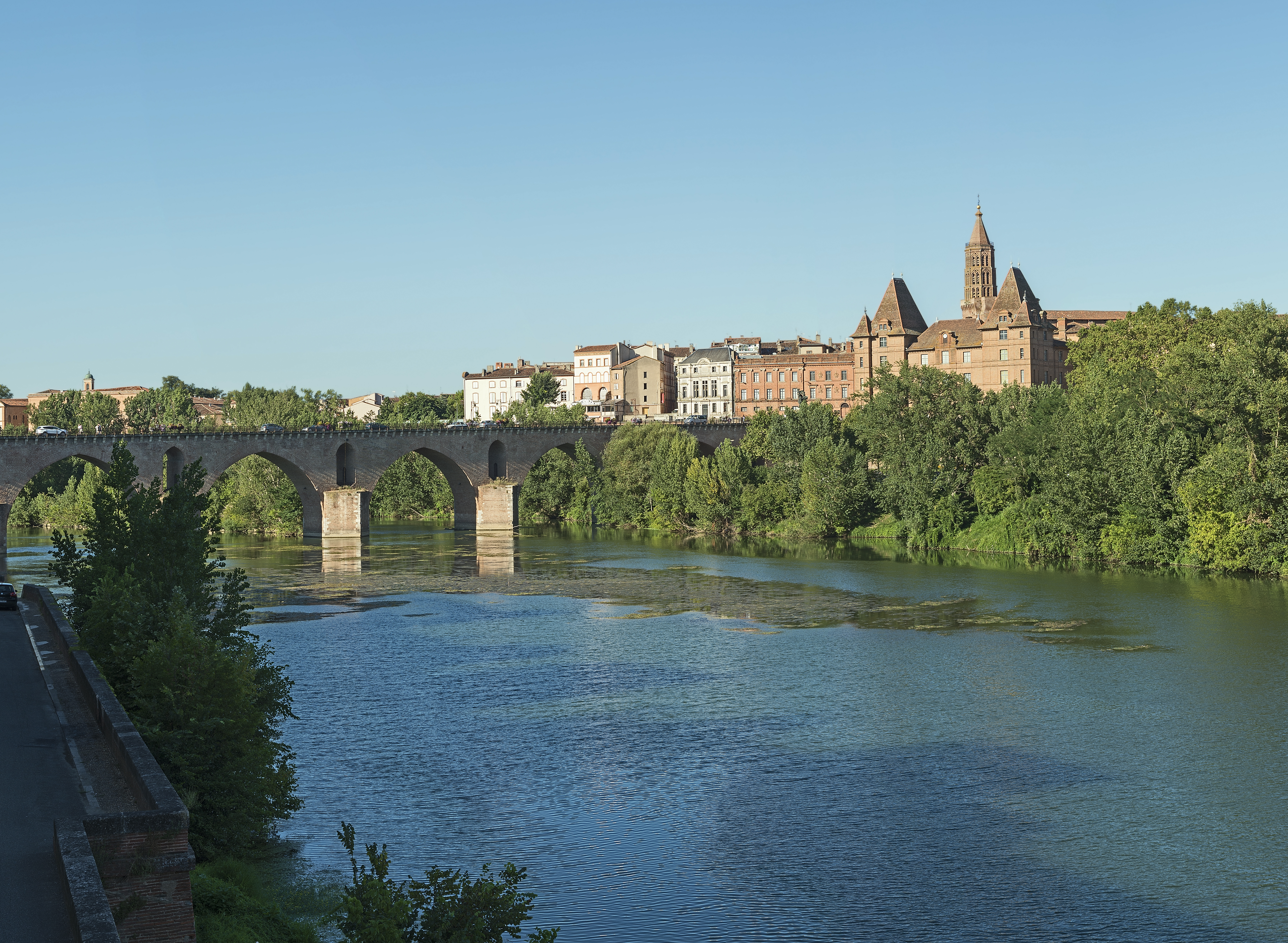
Pont vieux
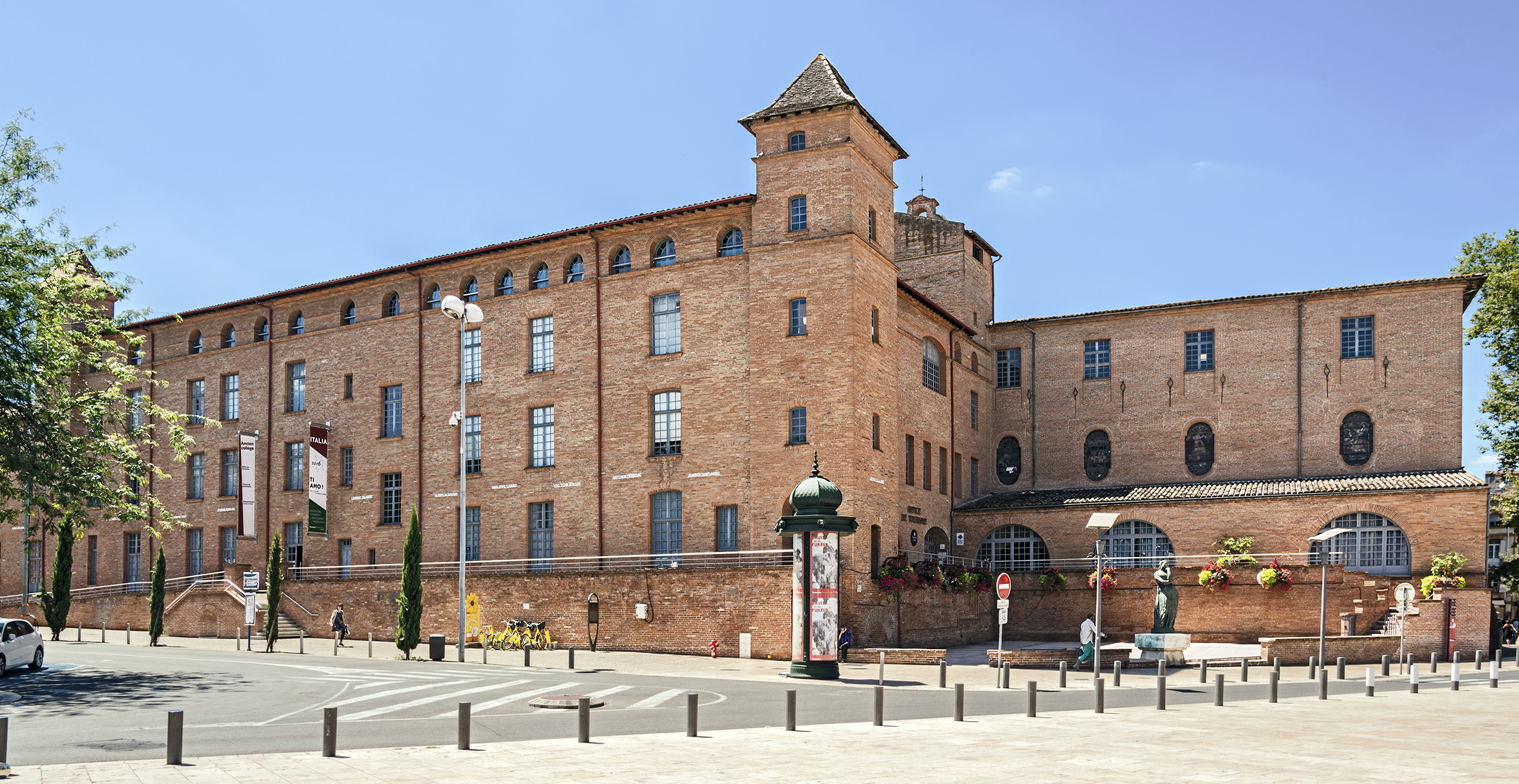
Ancien collège des Jésuites
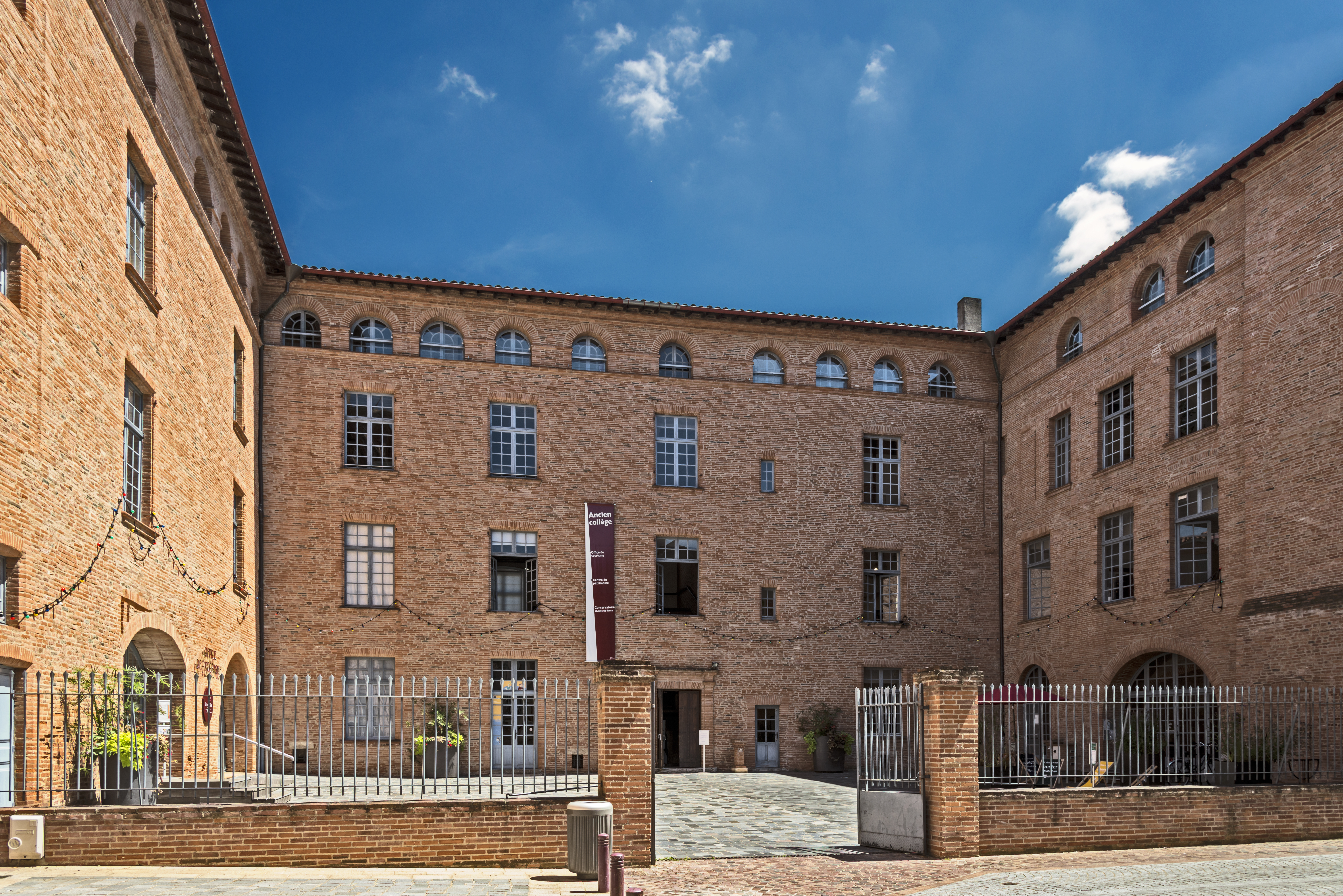
Cour de l'ancien collège des Jésuites
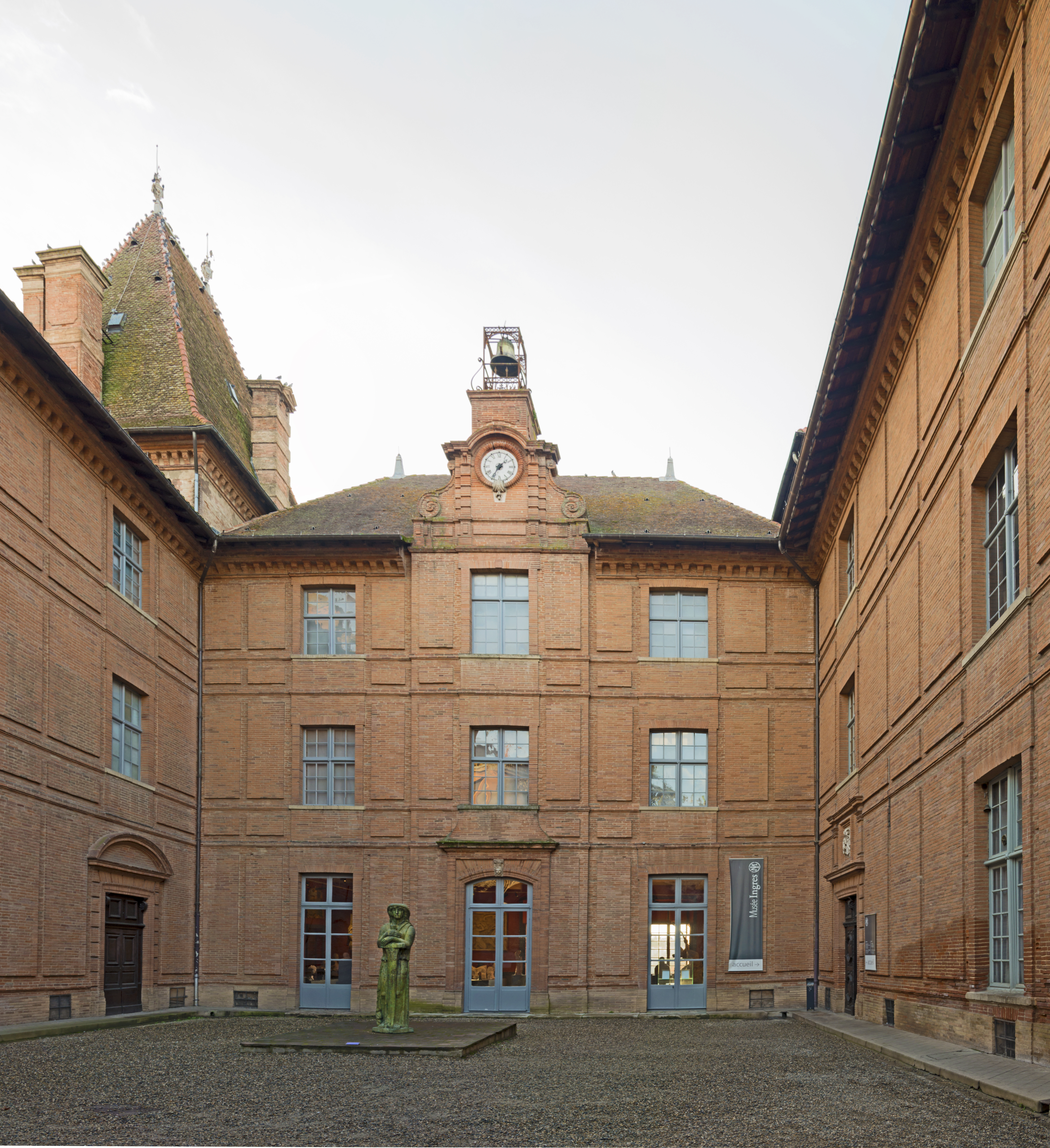
Cour intérieure du musée Ingres
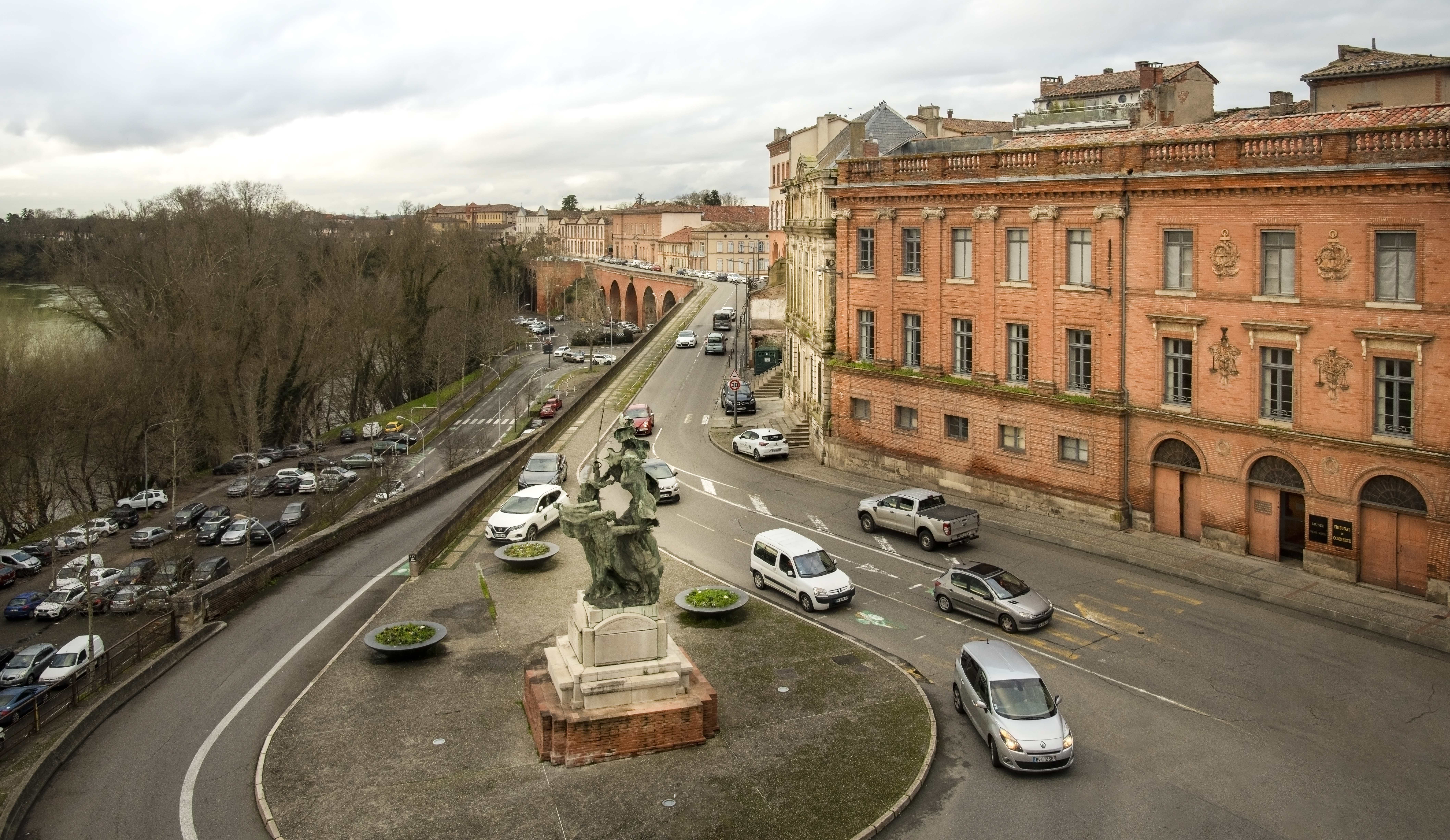
Place Antoine-Bourdelle

- Le musée Ingres-Bourdelle est l'ancien hôtel de ville et un palais épiscopal construit en 1664 à l’initiative de Pierre de Bertier sur les restes du palais que le Prince Noir occupait pendant la guerre de Cent Ans. Certaines des salles de ce dernier, aux sous-sols, sont ouvertes aux visiteurs. Le bâtiment abrite des œuvres de deux anciens habitants : Jean-Auguste Dominique Ingres et Émile Antoine Bourdelle. Il a également servi un temps à cacher la Joconde pendant la Seconde Guerre mondiale[136].
- La place Nationale et sa double rangée d'arcades voûtées sur croisées d'ogives furent reconstruites au XVIIe siècle à la suite des incendies de 1614 et 1649 et de la volonté de l'intendant Legendre, au début du XVIIIe siècle, de supprimer les dernières maisons à façade en torchis, afin d'assurer "l'embellissement et entière perfection de la place publique"[137].
- Le pont Vieux fut construit par les architectes Étienne de Ferrières et Mathieu de Verdun sur les ordres de Philippe le Bel, au début du XIVe siècle.
- L'église fortifiée Saint-Jacques. Elle est, avec le pont Vieux, le seul vestige médiéval de la ville. De la seconde église construite au XIIIe siècle, il ne subsiste que le clocher de type toulousain et une partie de la nef. Au XIVe siècle, le chevet plat est remplacé par une abside polygonale, alors que la ville traverse une période de prospérité et que l’église devient le siège d’une paroisse. Transformée en tour de guet (clocher), atelier de fabrication du salpêtre (nef) et fortin (chœur) durant les guerres de Religion, Saint-Jacques porte encore en façade les traces des boulets de canons du siège de 1621. Après la reconquête catholique (1629), Richelieu ordonne la reconstruction à l'identique de l'église. Un temps cathédrale (1629-1739) elle est pourvue au XVIIIe siècle de nouveaux portails latéraux et d'une tribune. En façade, le portail néo-roman surmonté d'une mosaïque date du XIXe siècle[138].
- La cathédrale Notre-Dame est atypique, de par sa construction en pierre dans un paysage architectural dominé par la brique rouge. Sa construction a été ordonnée par Louis XIV, pour marquer la présence du pouvoir royal et du catholicisme dans une ville traditionnellement protestante. Son autel a été réalisé par les ébénistes d'art Onéglio et Irène Fasan.
- L'ancien collège des Jésuites. Arrivés en 1629 dans le sillage de Richelieu, les Jésuites acquièrent en 1676 un hôtel particulier sur la limite nord-est de la ville, pour y installer leur collège et leur chapelle (actuelle église Saint-Joseph). Modifié puis agrandi à plusieurs reprises, le bâtiment à l’architecture austère s’organise autour de deux cours, auxquelles répondaient des jardins aujourd’hui disparus. Le bâtiment sert de fonderie de canons pendant la Révolution, puis redevient collège jusqu’en 1961. Il abrite aujourd’hui la Direction des affaires culturelles, le conservatoire de danse, l’Office de tourisme et le Centre d'interprétation de l'architecture et du patrimoine. Ouvert en 2008, ce nouvel espace présente un portrait historique, architectural et sensible de la ville[138].
- En parcourant le centre-ville, on peut voir plusieurs statues réalisées par Antoine Bourdelle[139].

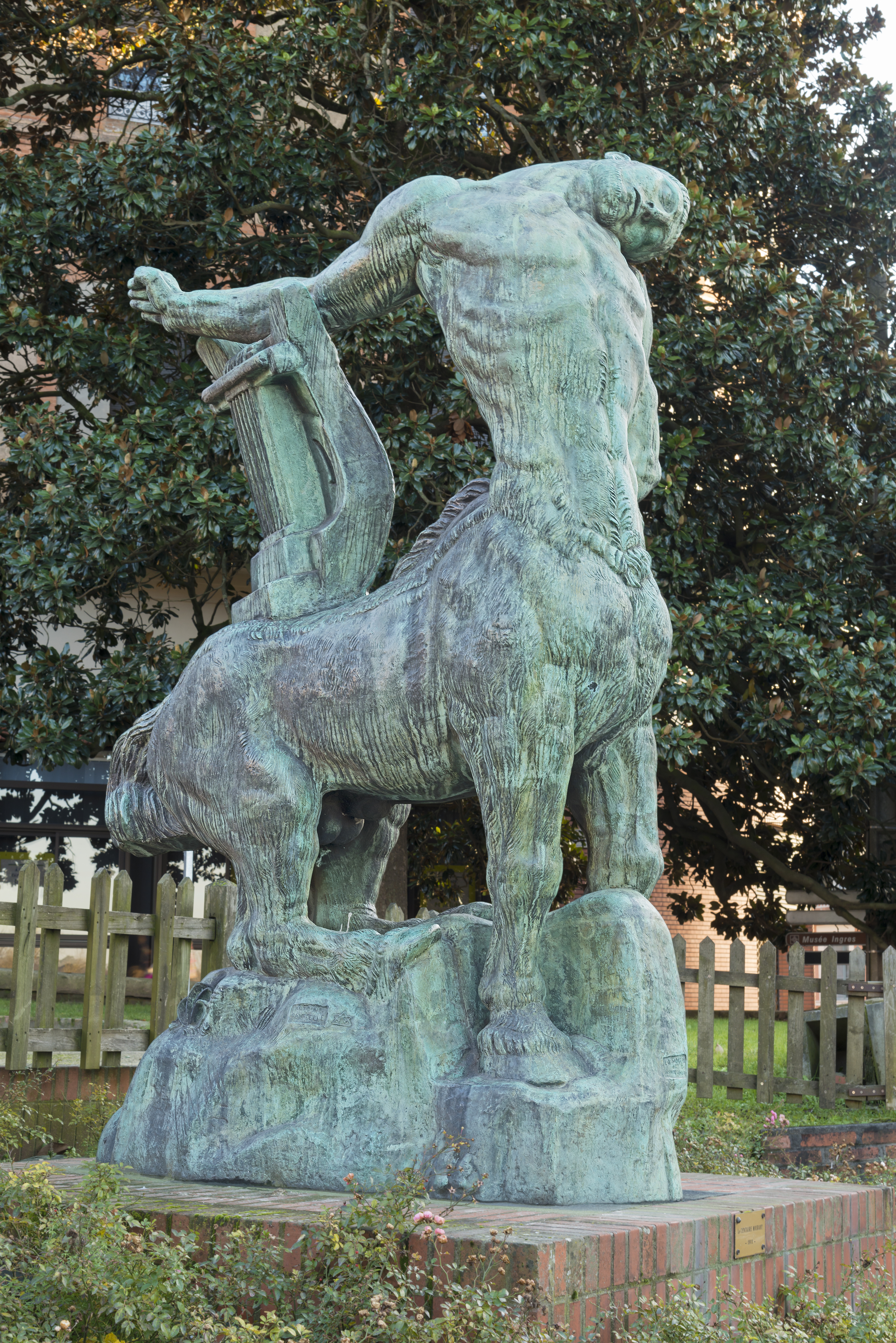
La mort du dernier centaure.
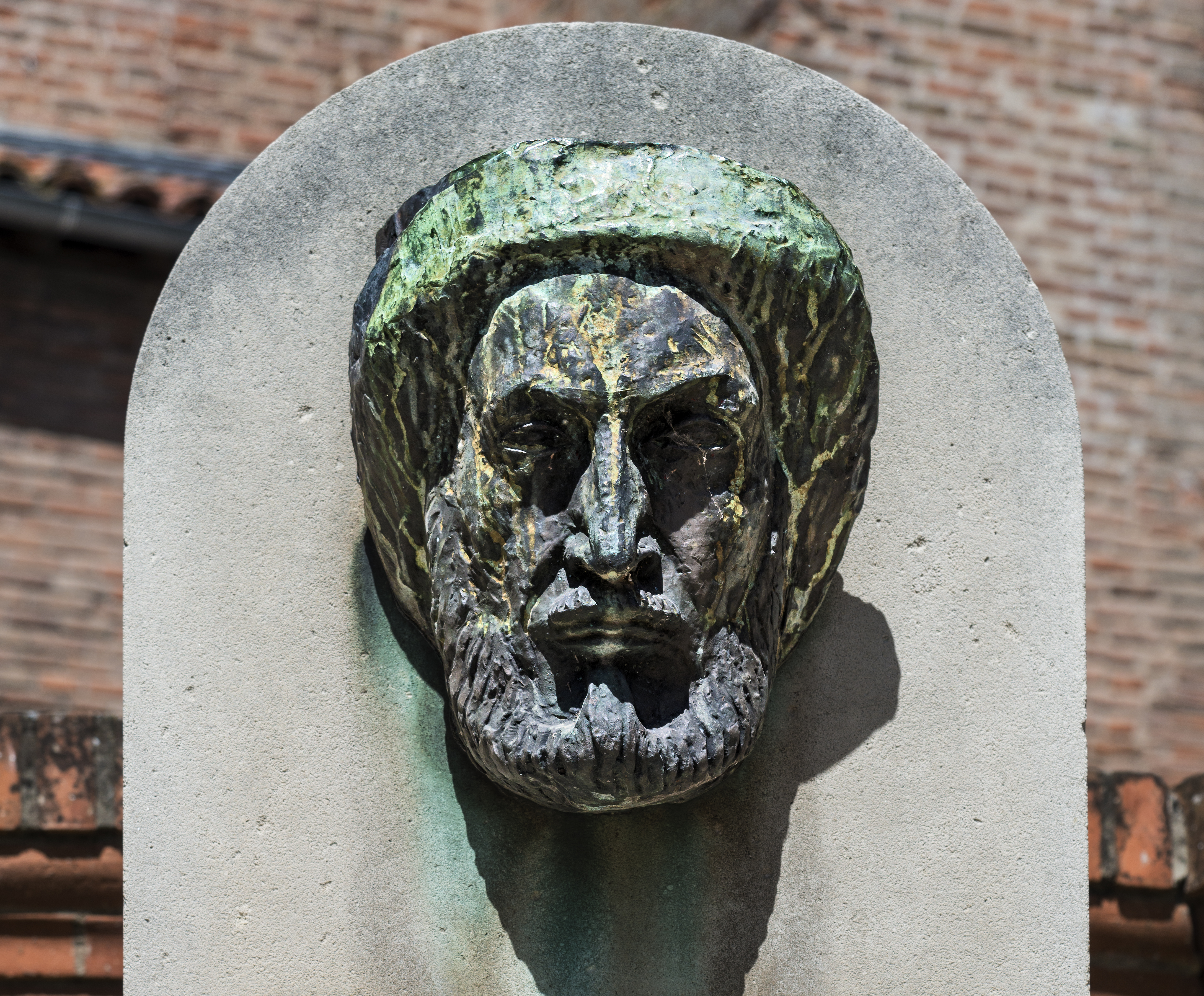
Masque (1925).
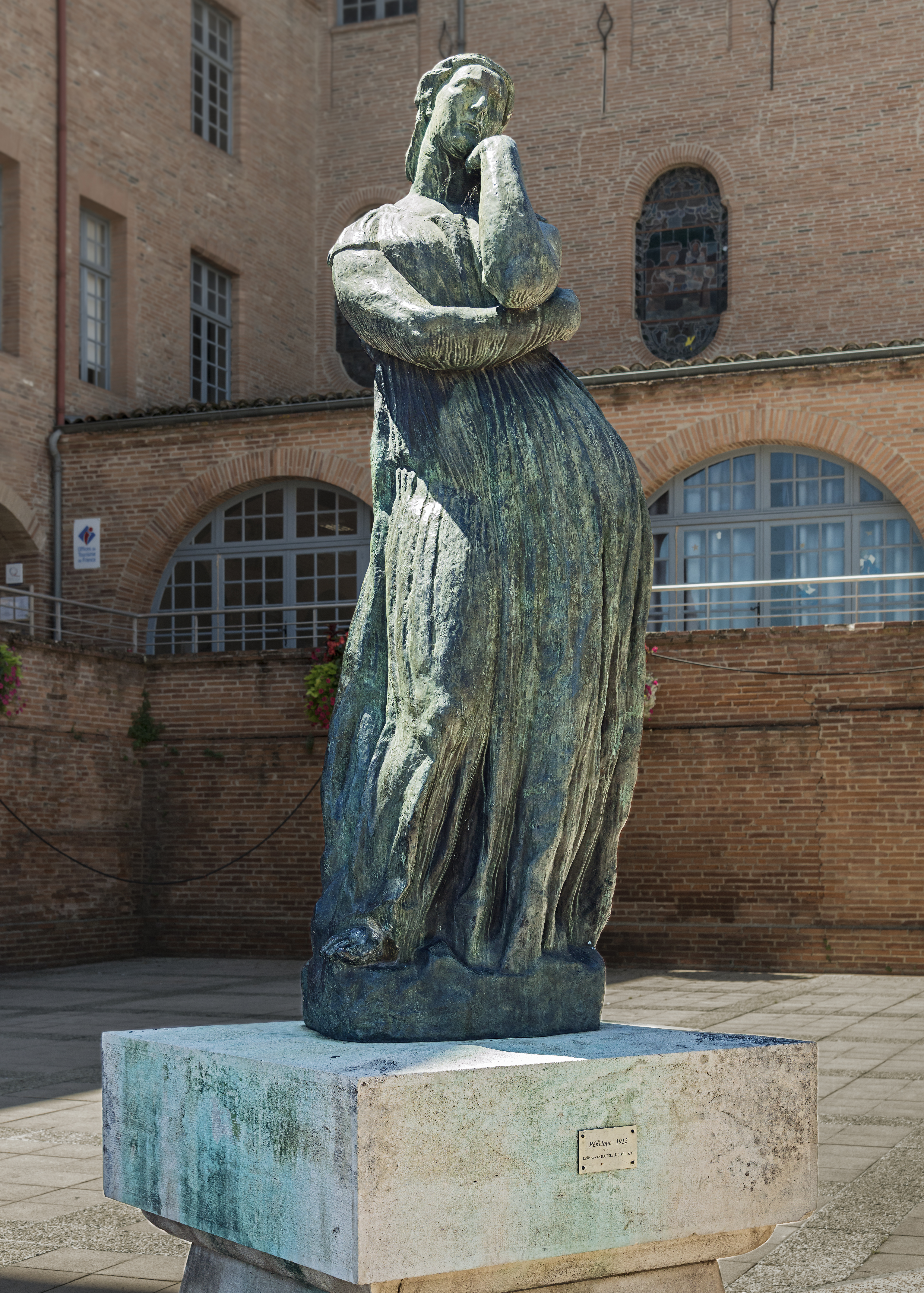
Pénélope (1912).
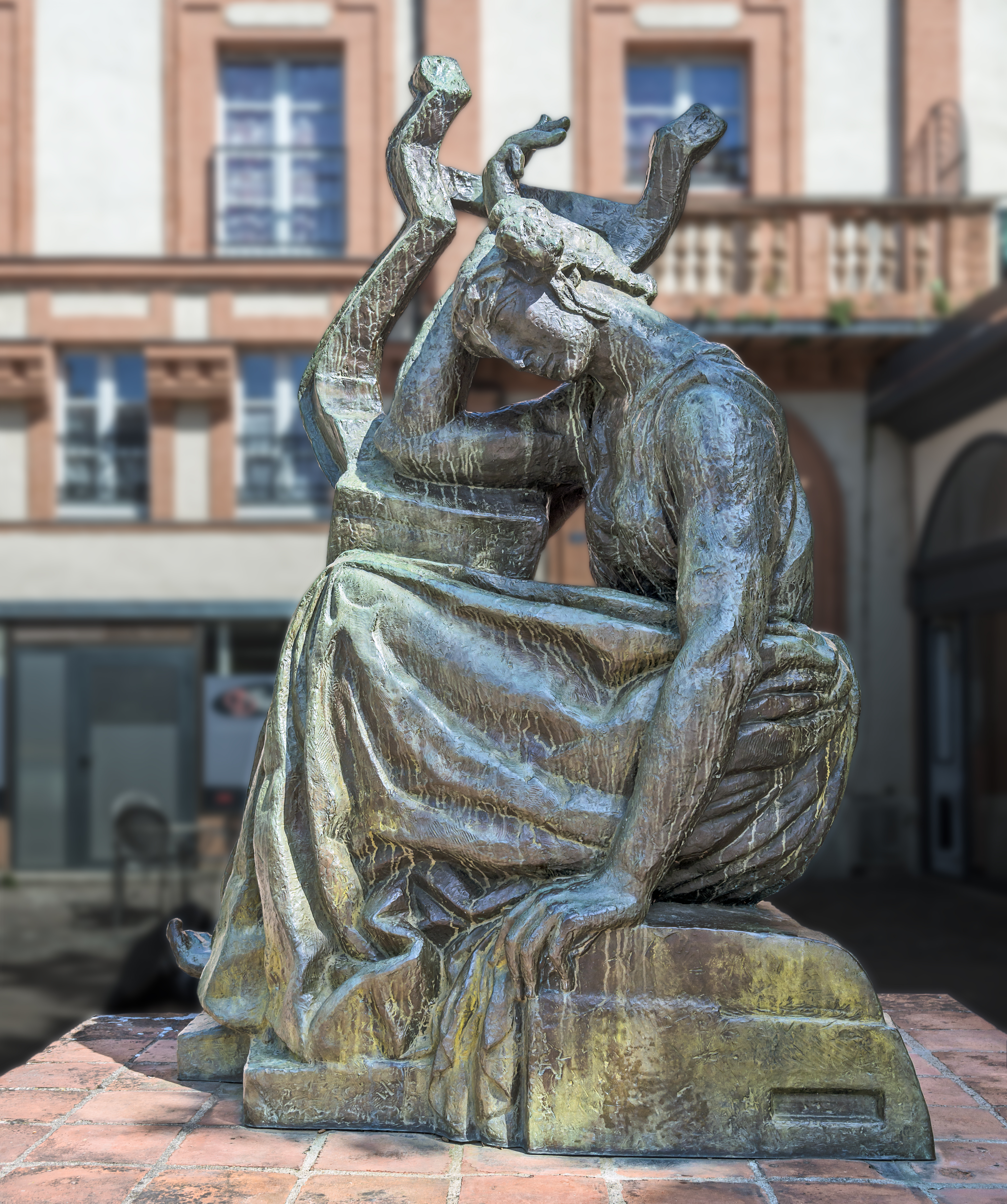
Sapho (1925).
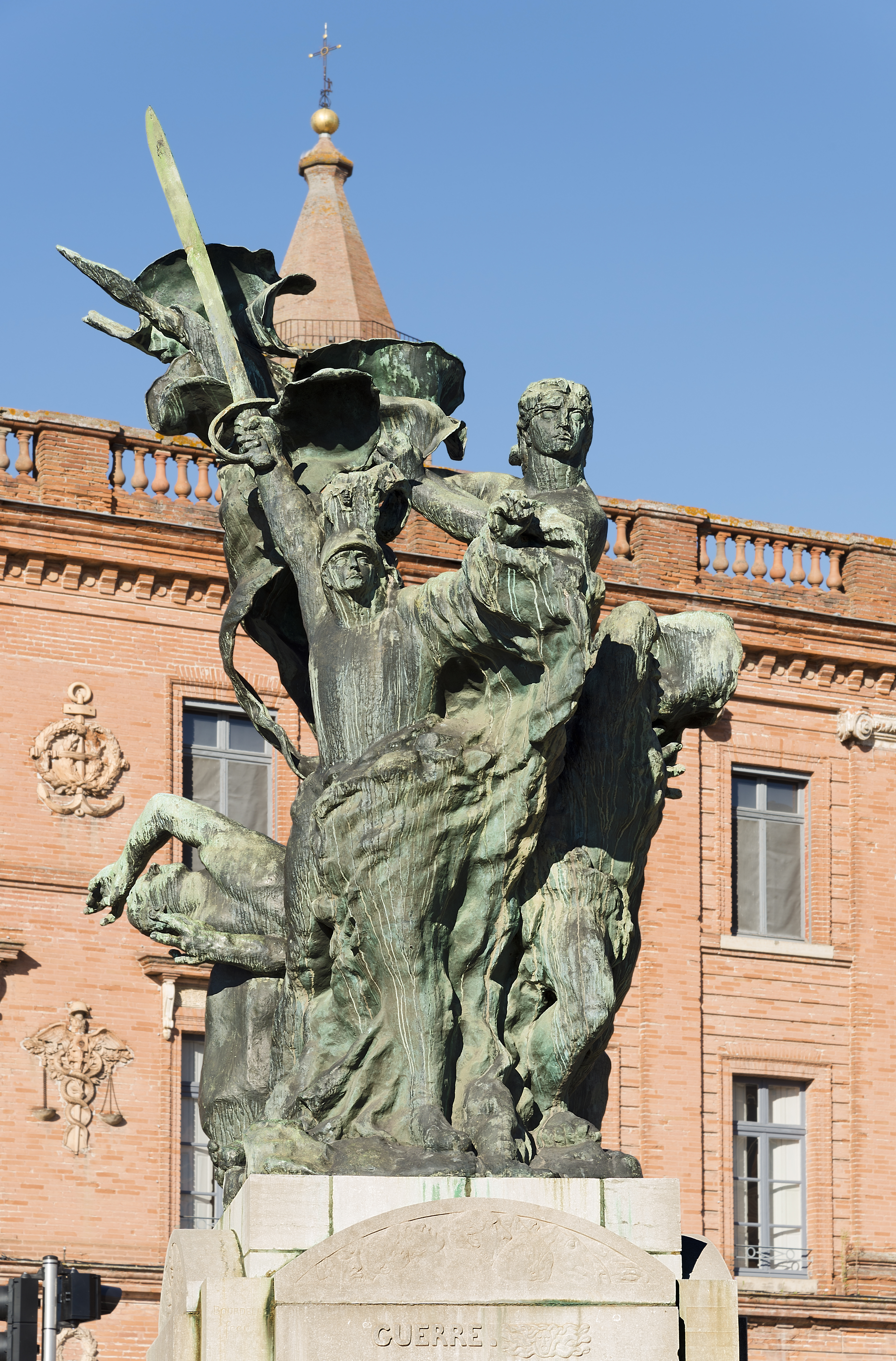
Monument aux morts de 1870.

### Parcs et espaces verts
Montauban dispose de nombreux espaces verts elle dispose d’ailleurs de trois fleurs du label de ville fleurie :

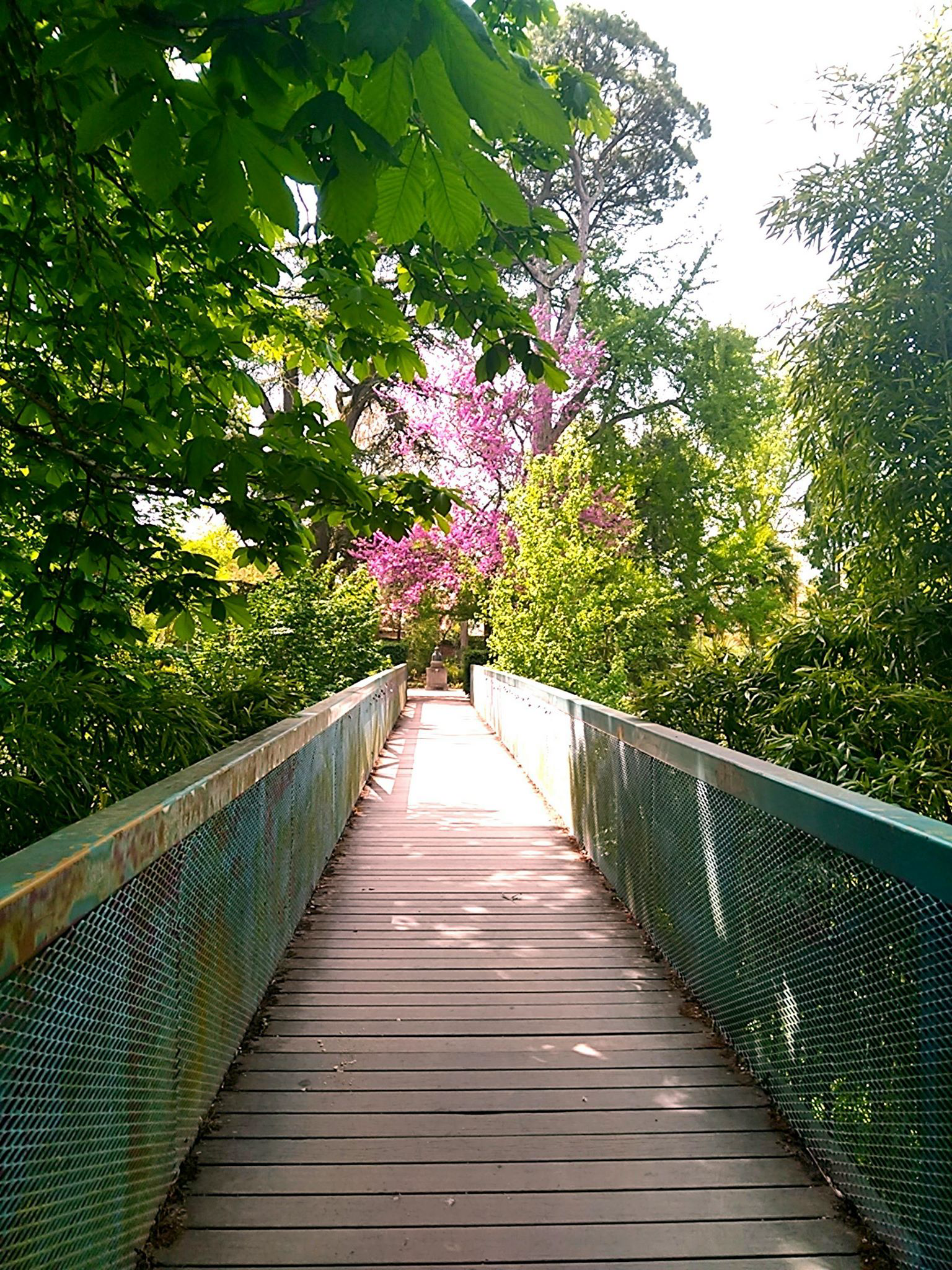
Pont du Jardin des plantes.

- Le Jardin des plantes : la nature dans le centre-ville de Montauban s’illustre particulièrement à travers le jardin des Plantes situé de part et d’autre du Tescou sur une surface d’environ 3 hectares. Cet arboretum, ouvert au public dès 1861, rassemble un grand nombre d’espèces végétales du monde entier : cèdres, tulipiers de Virginie, ginkos biloba[140]…
- La roseraie François-Mitterrand : située au cœur des quartiers Est de la ville, cette roseraie inaugurée en 1983, est l’une des plus importantes d’Europe. Elle compte près de 12 000 rosiers répartis en 1 100 variétés, notamment des hybrides à grandes fleurs.
- Le parc Itzhak Rabin : situé à Beausoleil bas au sud du centre-ville, il s’agit d’une surface boisée s’étendant sur 3 600 m2[141].
- Le cours Foucault : il s’étend sur près de 5 hectares surplombant le Tarn, est une promenade très arborée[142].
- Le parc du Treil et l’île de la Pissote : ce parc de 13 000 m2 permet une découverte du Tarn et de ses berges, dans le quartier de Villebourbon. Il permet l’observation de l’île de la Pissote, située sur le Tarn au niveau du centre-ville, véritable havre de paix pour de nombreuses espèces d’oiseaux. Des points d’observation depuis les berges du Tarn sont proposés, de même qu’un itinéraire reliant ces différents points[142].
- Les alignements de platanes : ces alignements bordent certaines voies de communication (grandes départementales) ainsi que le canal de Montech. L’intérêt de ces platanes est principalement lié à l’âge et la taille des individus[142].

### Musées
- Le musée Ingres-Bourdelle héberge des œuvres de deux Montalbanais célèbres, Jean Auguste Dominique Ingres et Antoine Bourdelle.
- Le muséum d'histoire naturelle Victor Brun[143], ouvert en 1854 à l'initiative de naturalistes amateurs de la Société des sciences, agriculture et belles-lettres du Tarn-et-Garonne qui souhaitaient montrer à leurs concitoyens leurs collections d'oiseaux et de mammifères.
- Le musée de la Résistance et de la Déportation.
- Le musée des jouets de Montauban (depuis 2016)
- Mini Musée (depuis 2017)

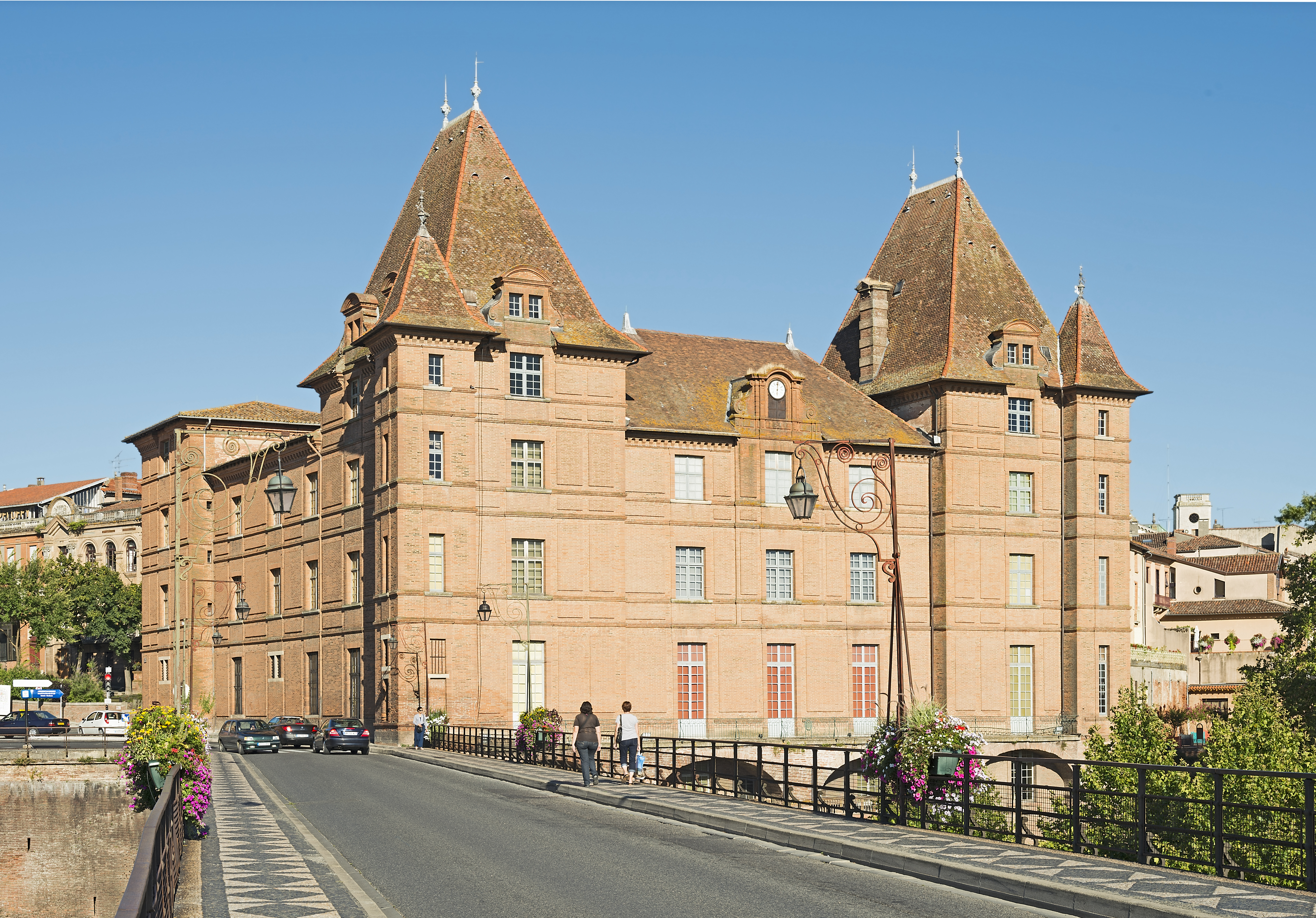
Musée Ingres.
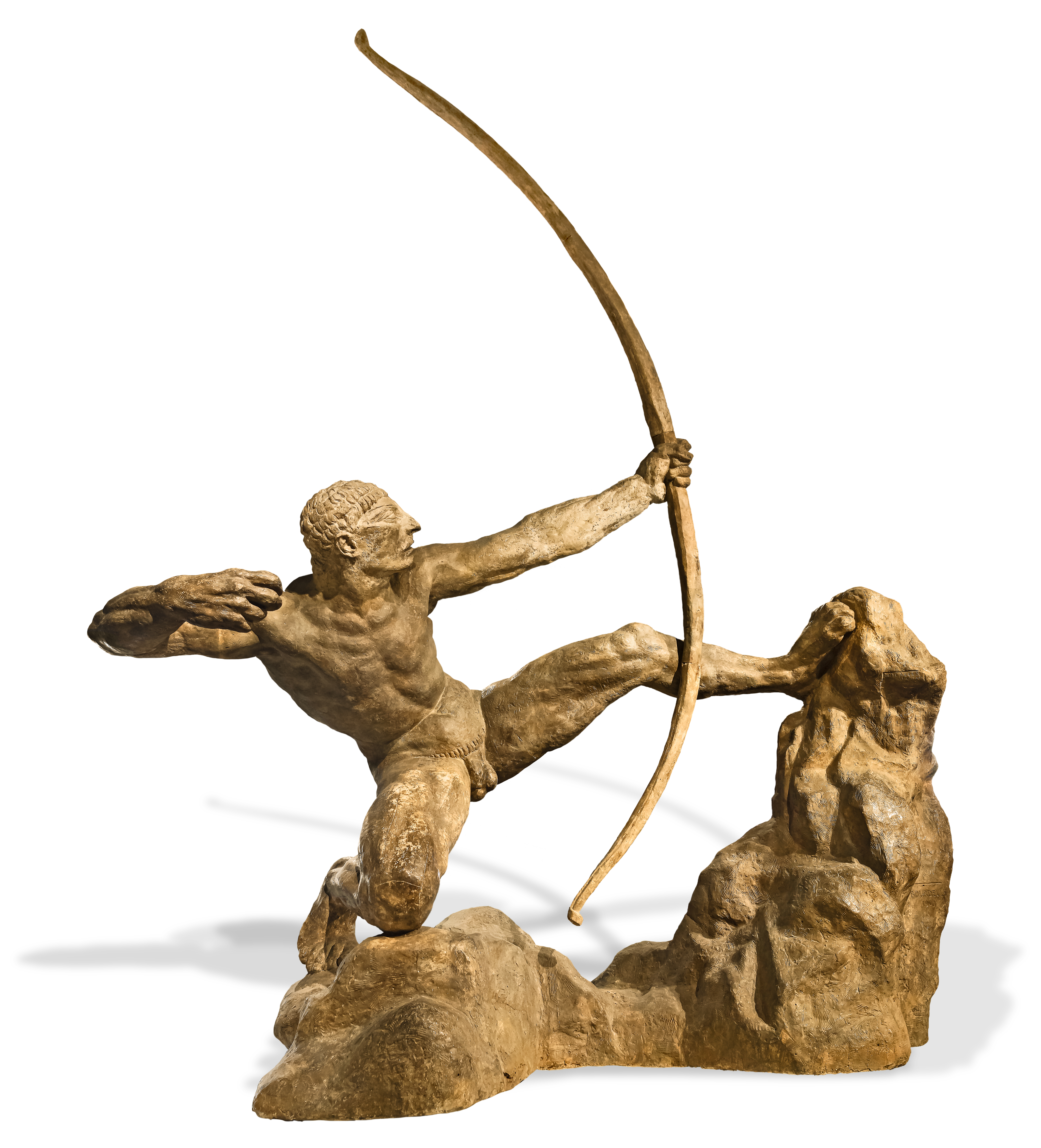
Musée Ingres : Héraklès par Antoine Bourdelle, 1909.
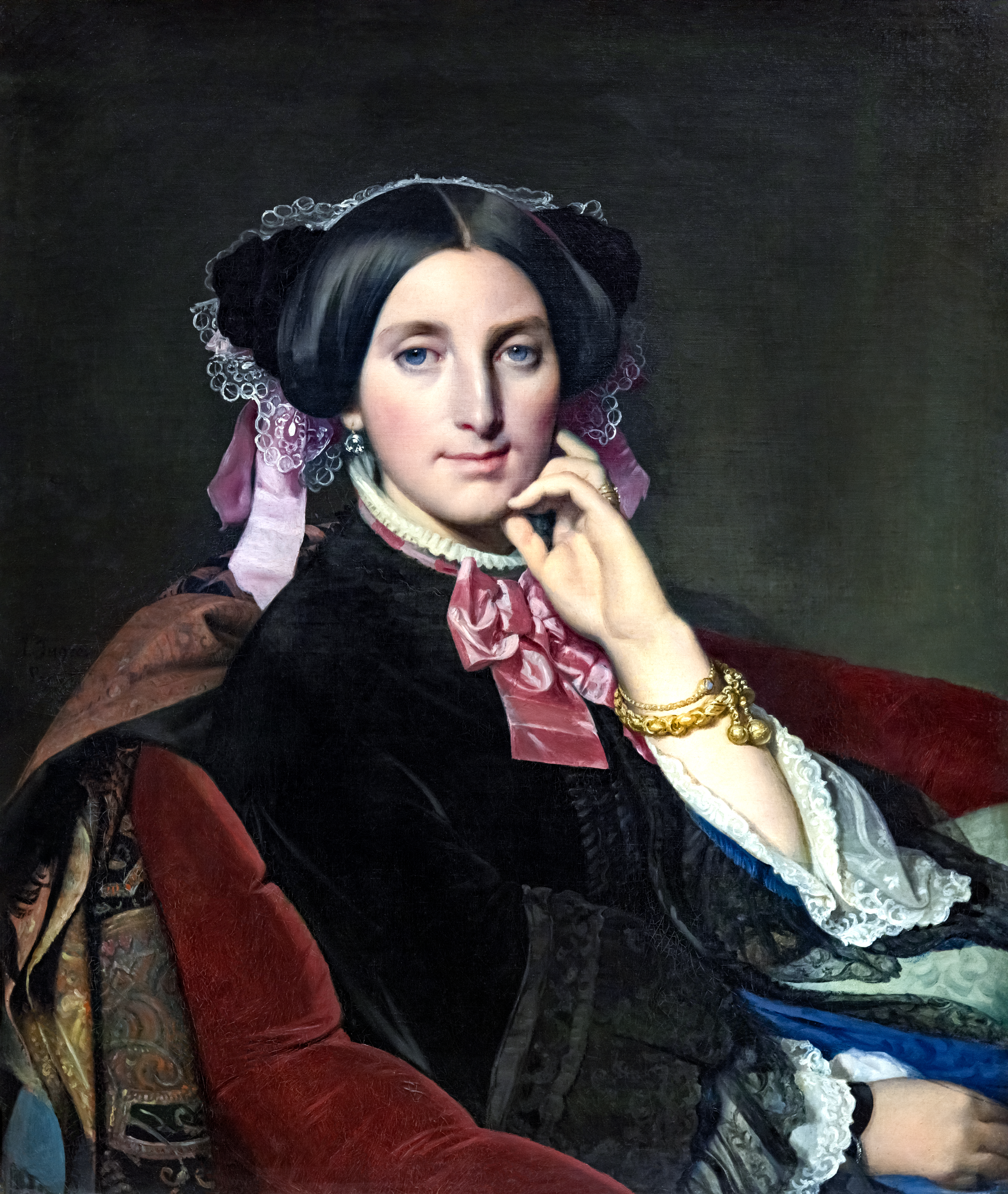
Portrait de Madame Gonse, 1852.
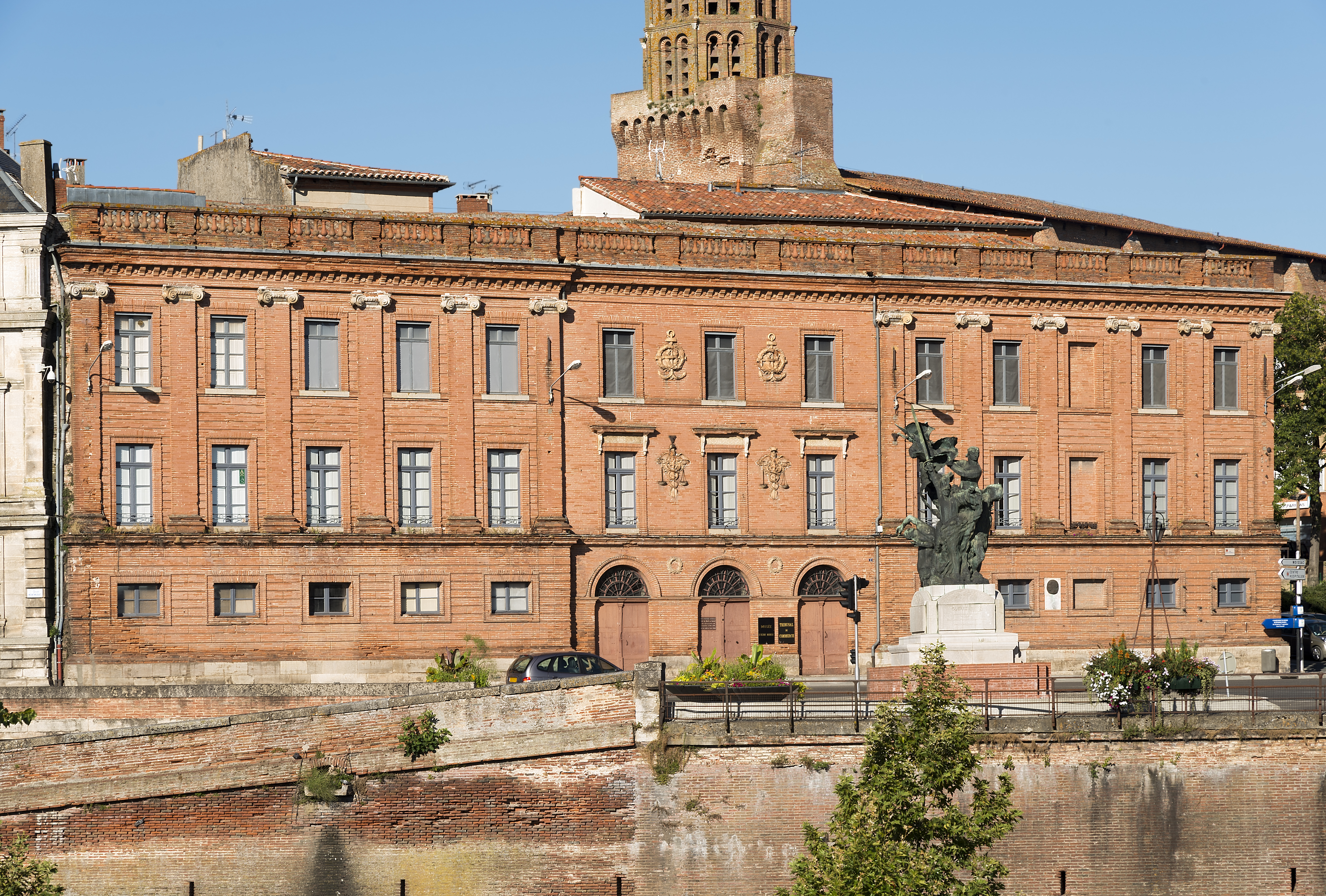
Muséum d'histoire naturelle de Montauban.
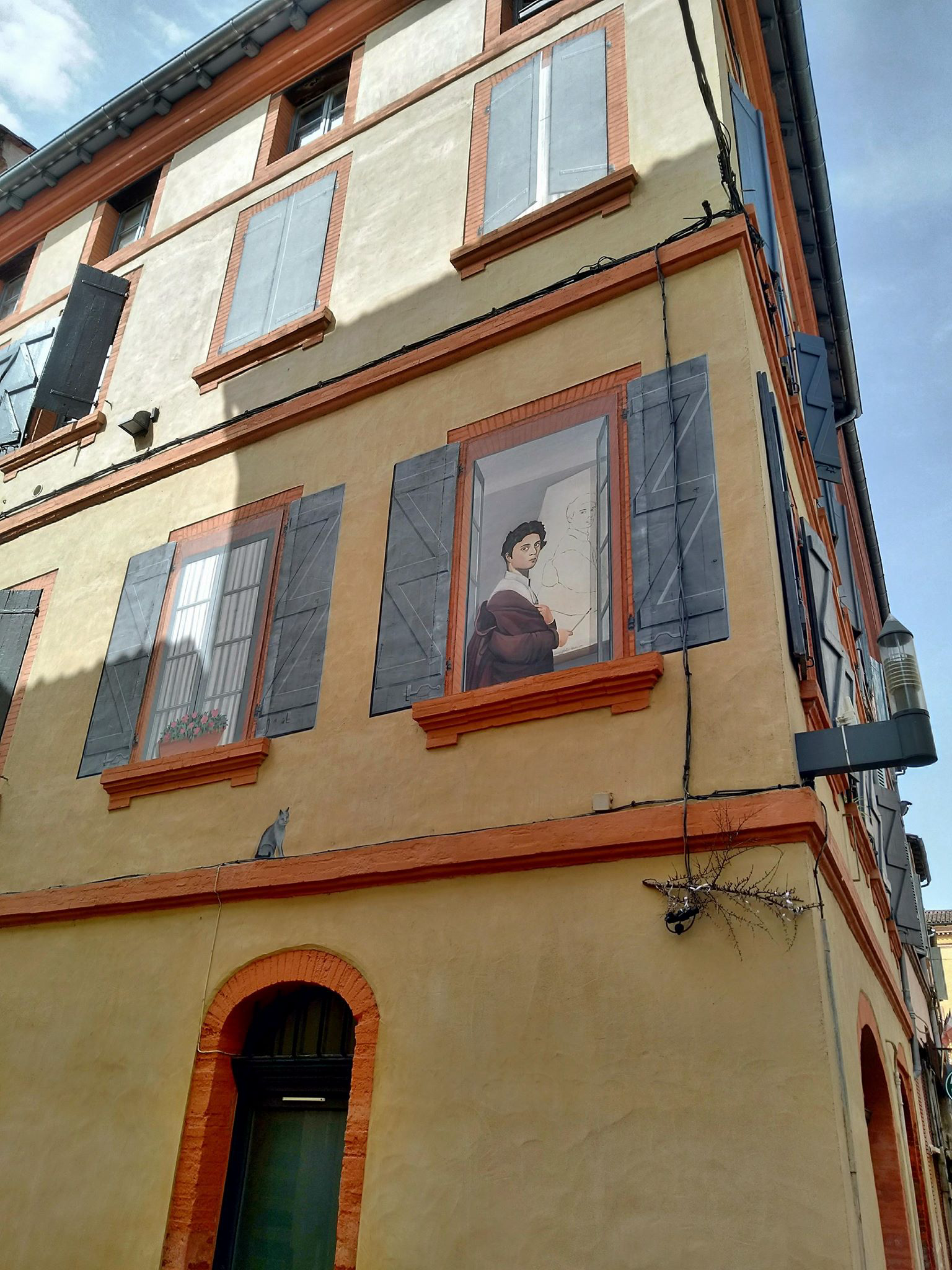
Trompe-l'œil dans une rue de Montauban.

### Équipements culturels
- Médiathèque Memo, située dans le quartier des Chaumes, inaugurée en 2013.
- Cinémas : la ville possède un multiplexe, ainsi qu'une salle orientée Art et Essai : le « Paris ». Il existe également une association de cinéphiles, Eidos. Plusieurs associations de langues et cultures organisent chaque année une semaine du cinéma dans leurs langues d'étude (cinéma russe par l'association Pouchkine, cinéma italien par l'association Dante Alighiéri).
- L'Académie de Montauban : elle a été fondée en 1730 par Jean-Jacques Lefranc de Pompignan sous la forme d'une société littéraire. Cette académie a poursuivi ses travaux sous différents noms. Elle a aujourd'hui son siège à l'Ancien Collège (au no 4 rue du Collège).
- Durant les années 1598 à 1685 (où l'édit de Nantes était en vigueur), l'Académie de Montauban, université protestante, formait les pasteurs[144].
- Le Conservatoire à rayonnement départemental (musique et danse).
- La salle de concert et de spectacles de la ville, la salle Eurythmie, inaugurée en 2000.
- La salle Le Rio Grande[145].
- Orchestre baroque « Les Passions »[146].
- Théâtres : le théâtre Olympe-de-Gouges. La ville accueille plusieurs troupes de théâtre amateurs, dont théâtre de l'Embellie[147].

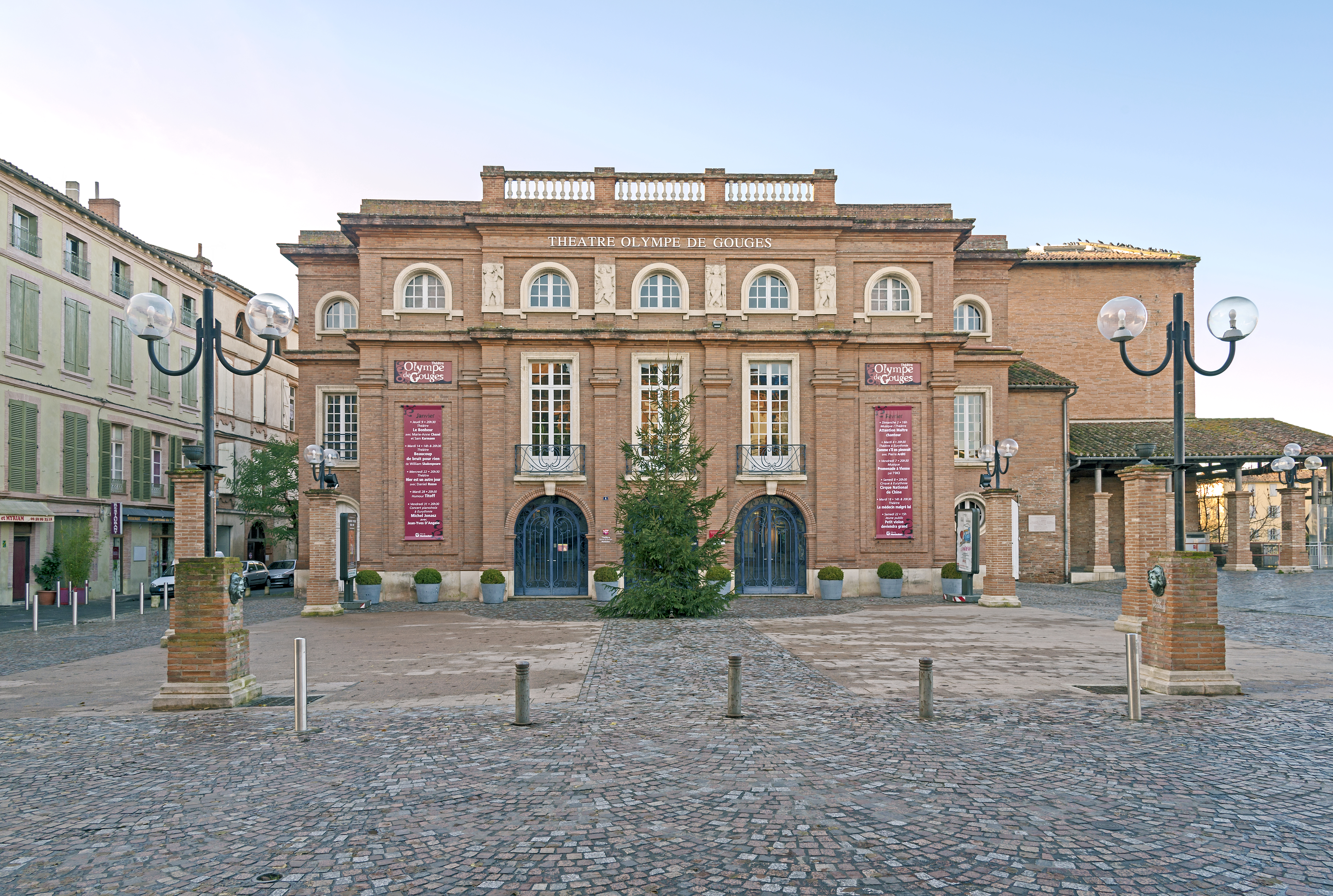
Le théâtre Olympe de Gouges.
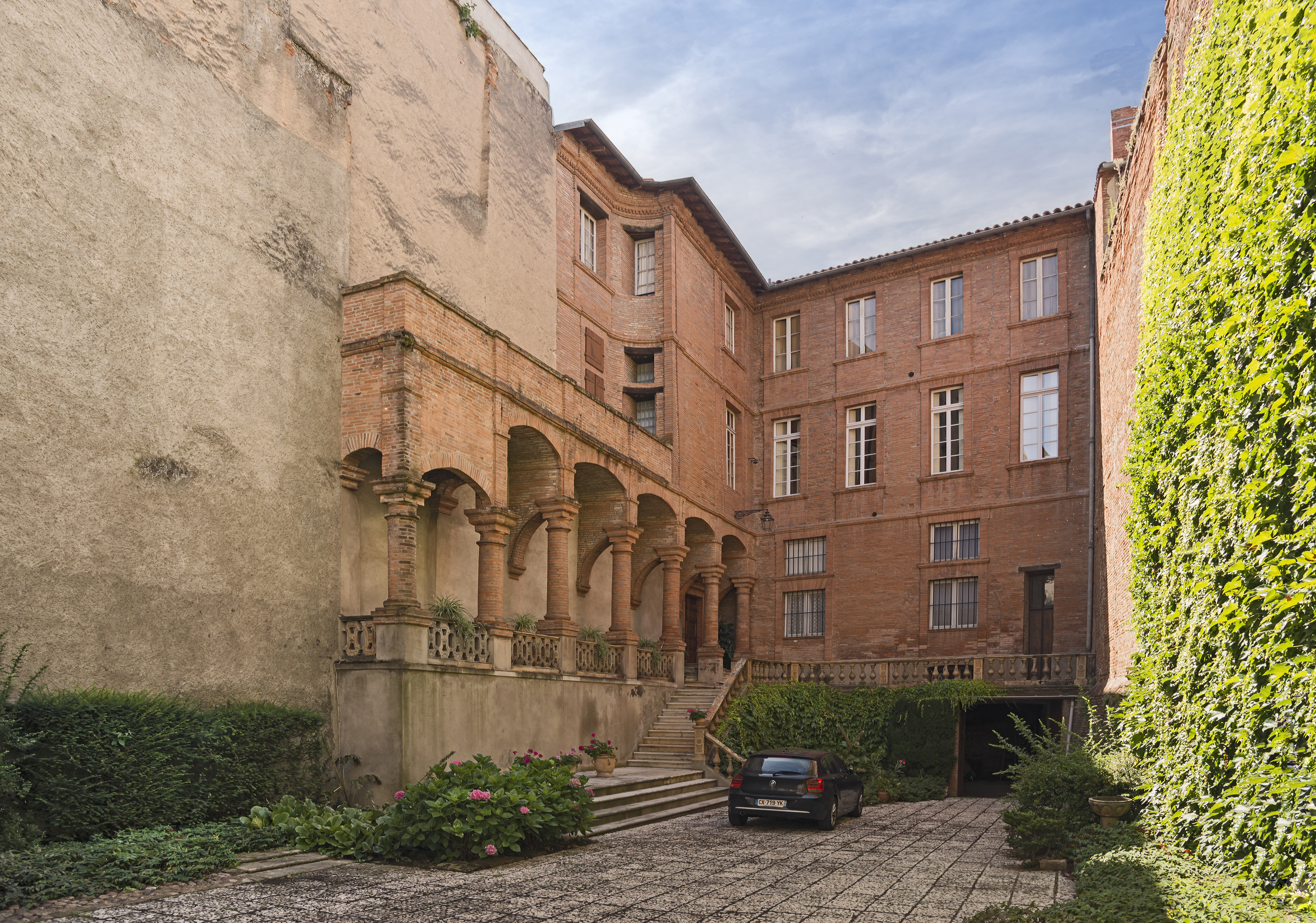
« Hôtel Mila de Cabarieu » rue des Carmes.
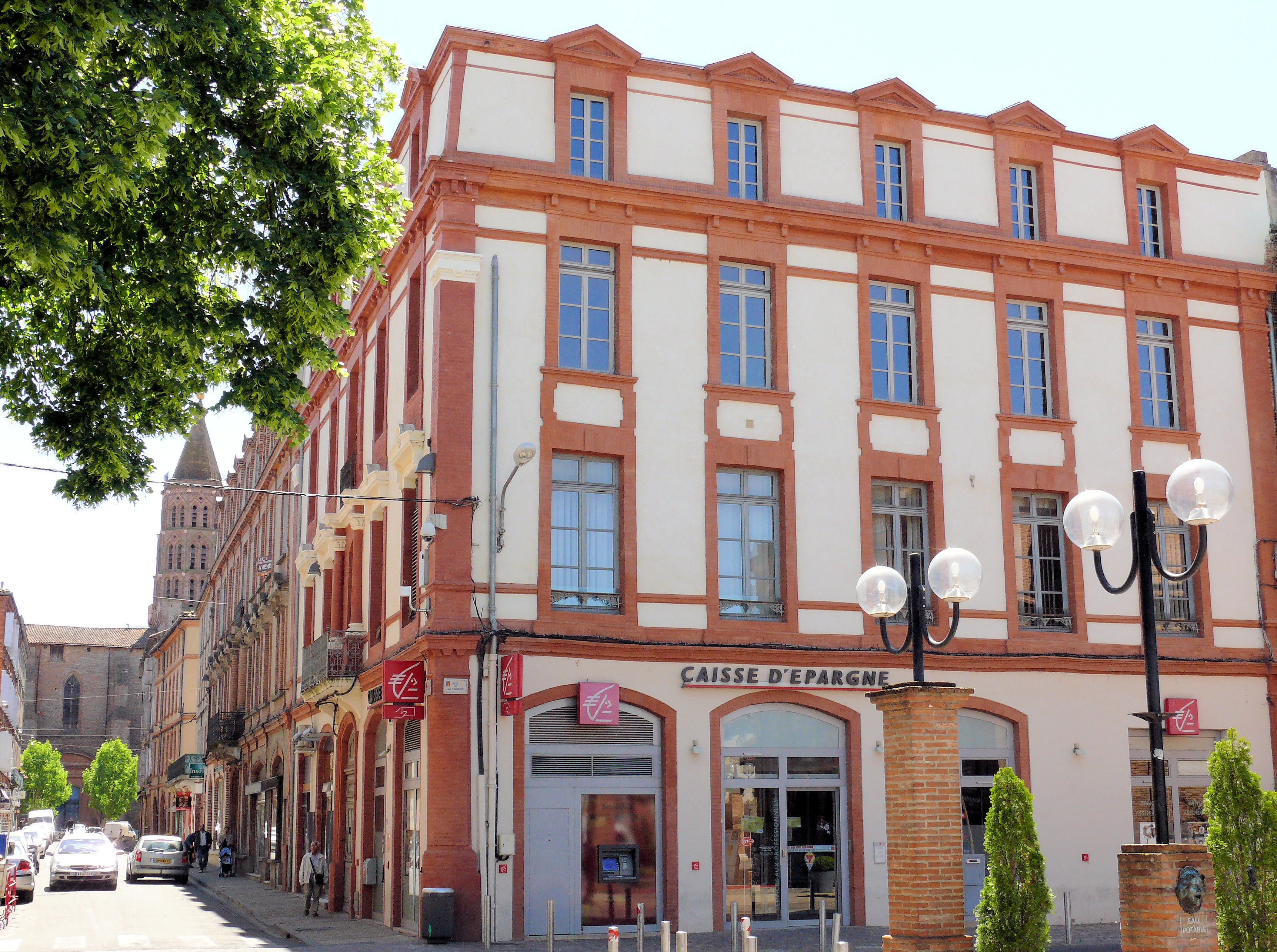
Immeuble de la Rue de la Comédie typique de Montauban.
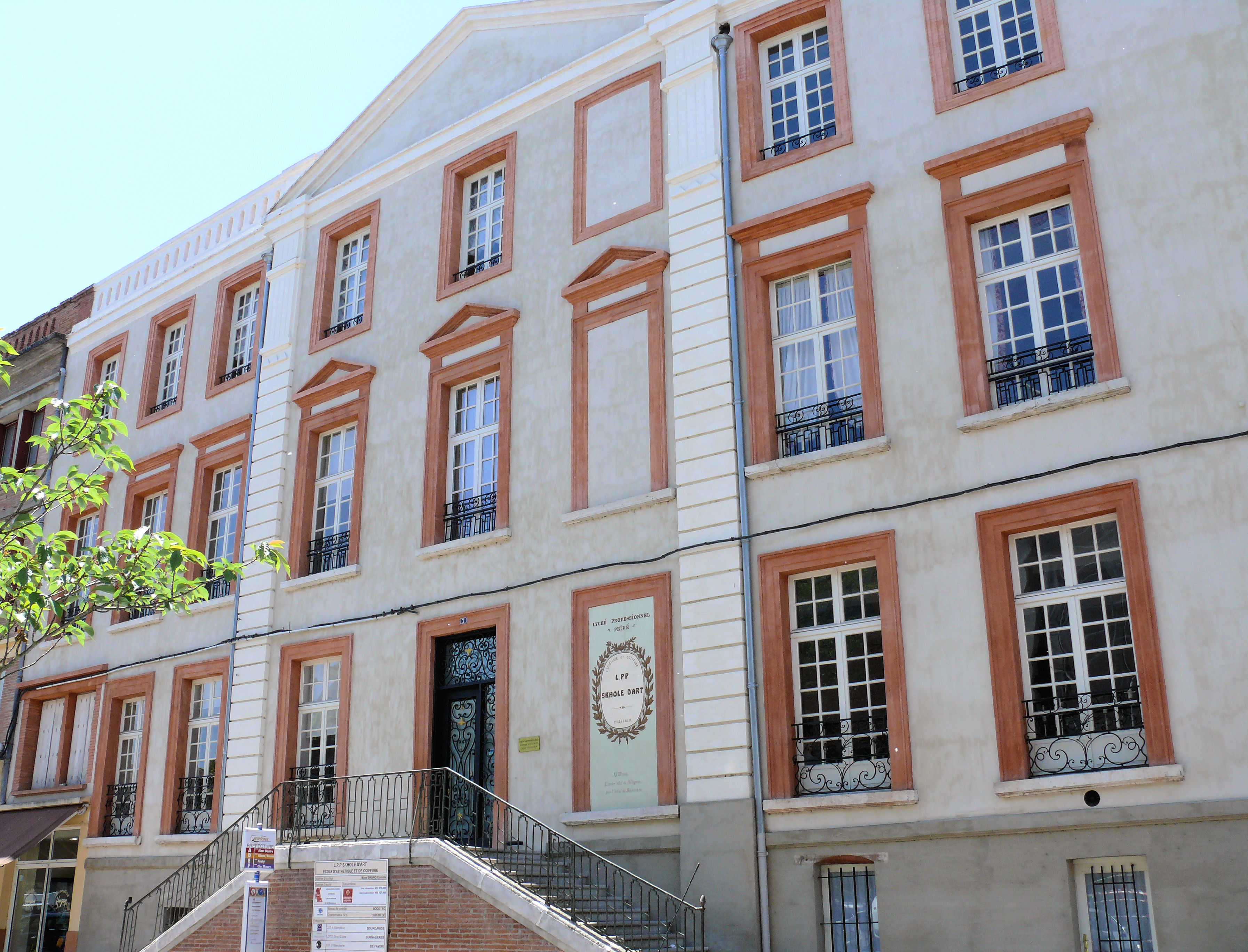
Ancien hôtel de Pullignieu à Montauban.
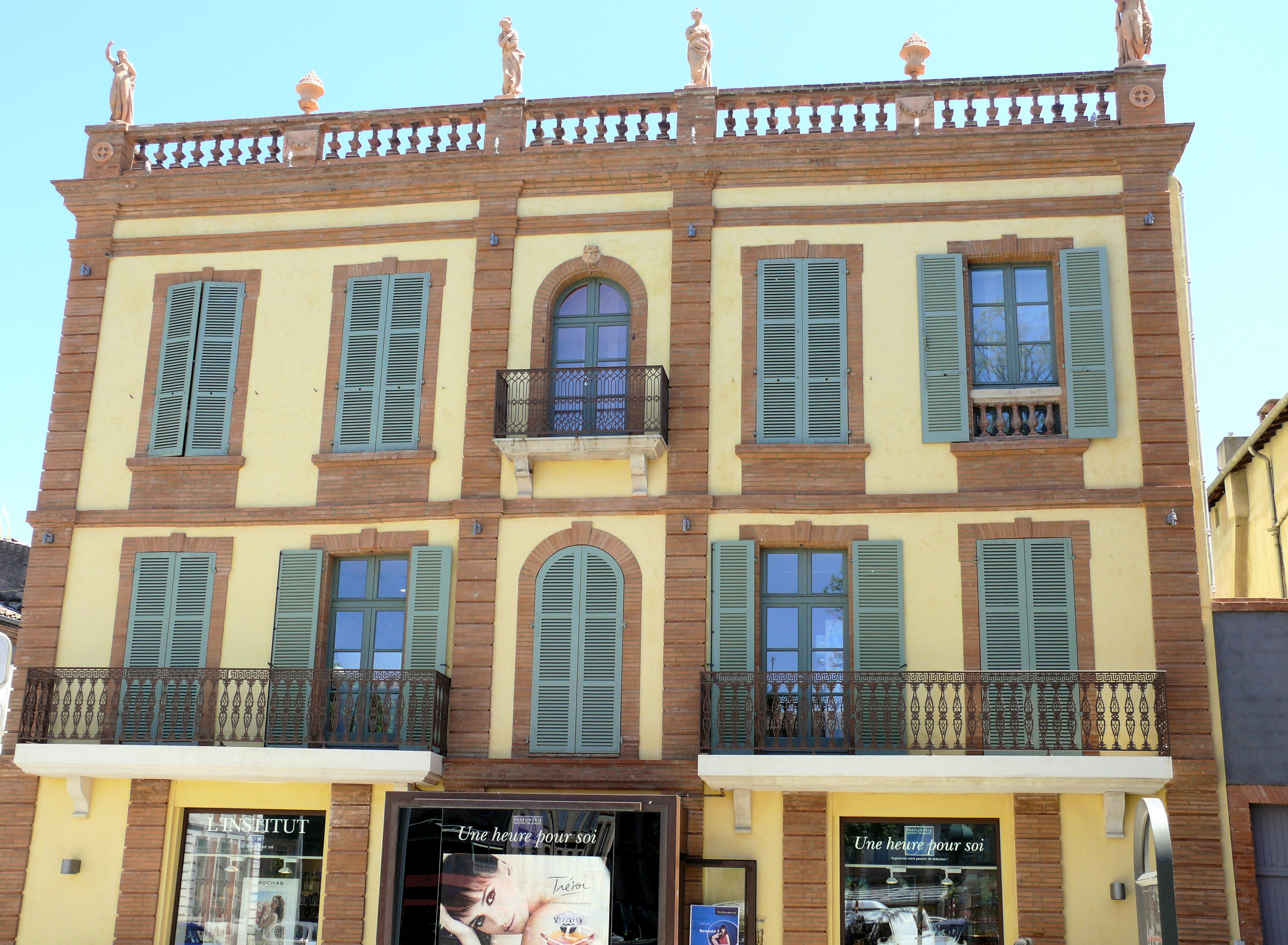
Immeuble typique de Montauban de la Place Maréchal-Foch.
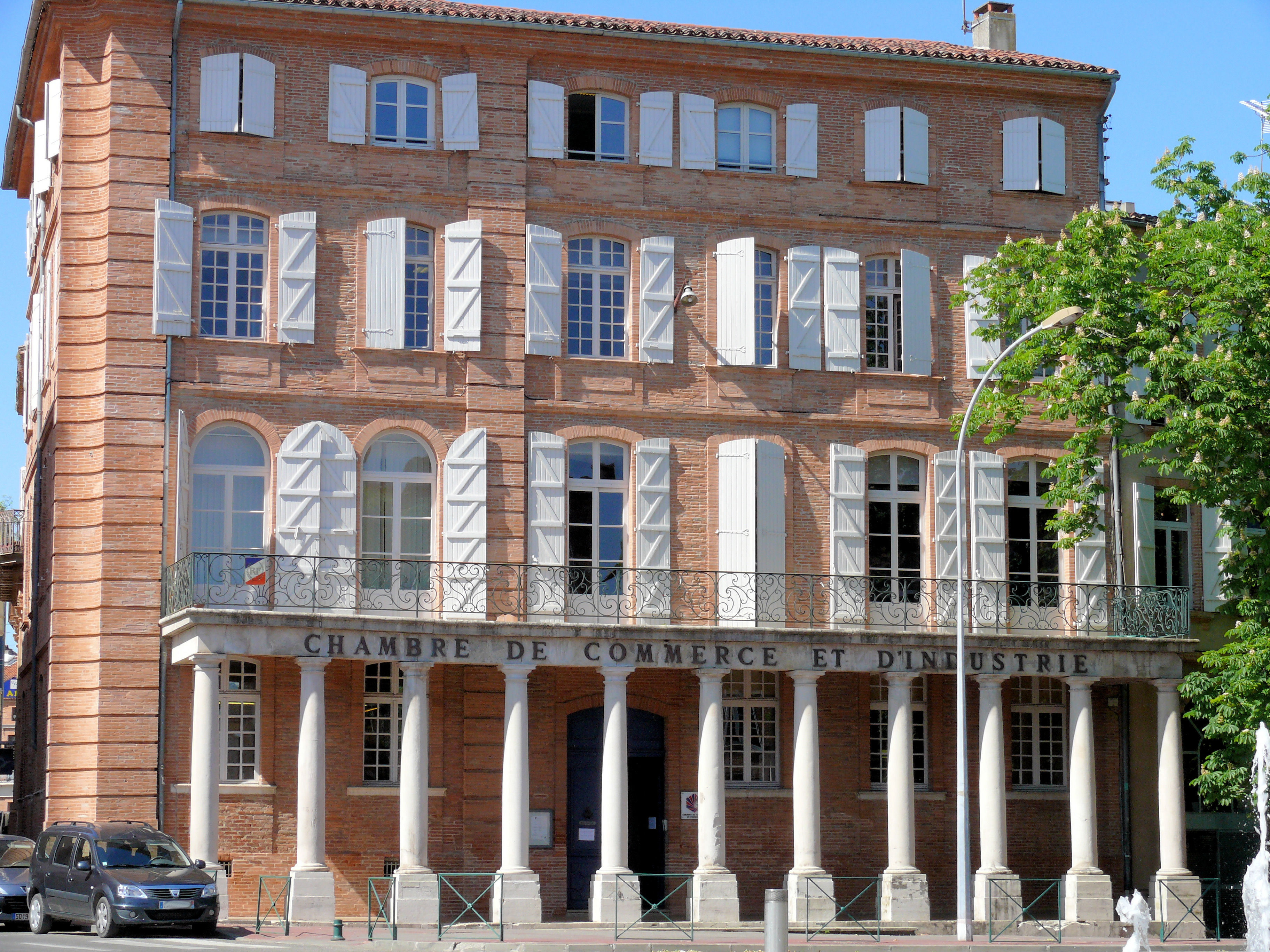
Chambre des commerces et de l'industrie de Montauban.
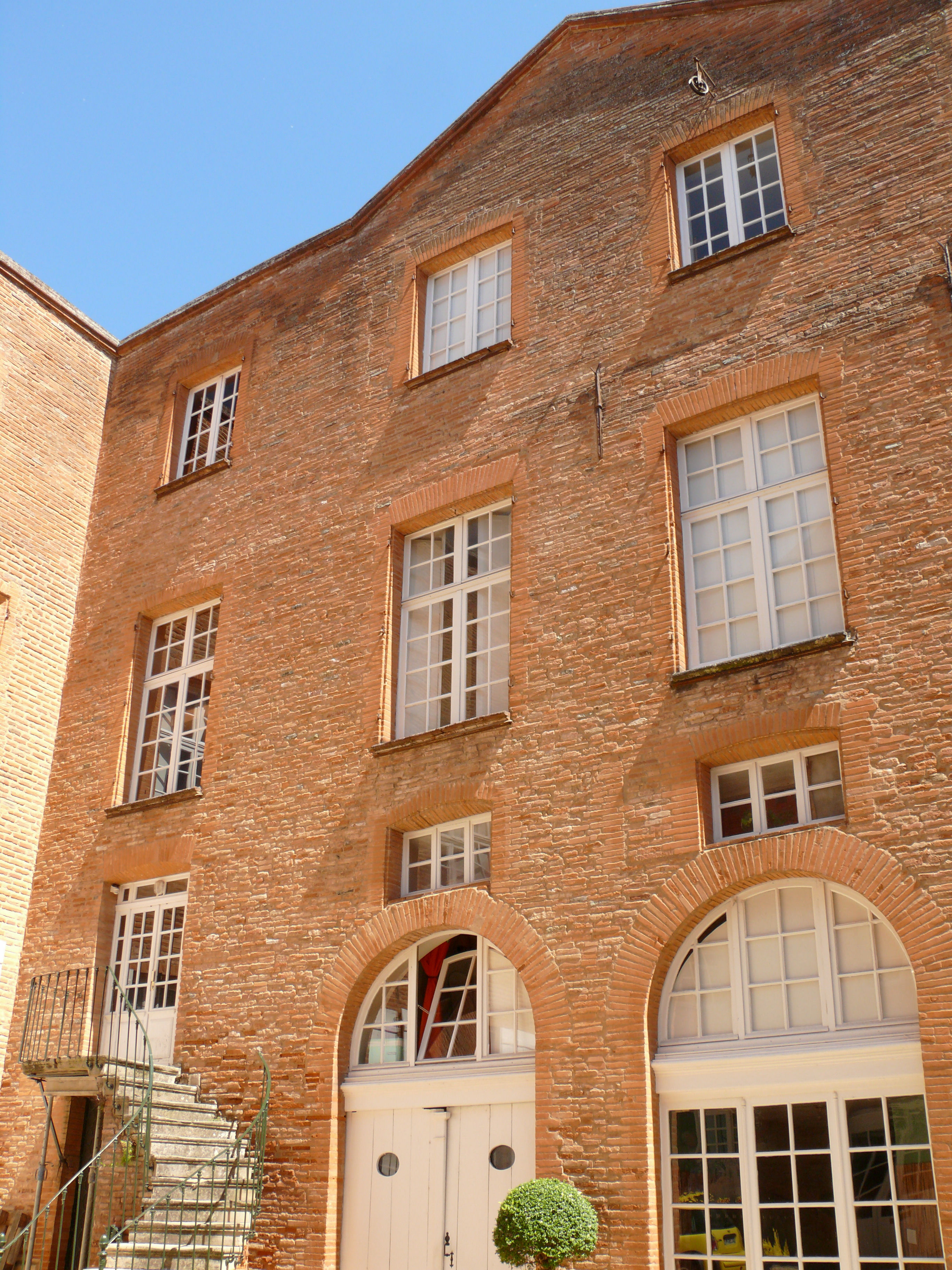
Hôtel Le Franc de Pompignan à Montauban.

### Ville occitane

Drapeau occitan.

Avant même la création de la ville, de nombreux sites avaient été ou étaient habités. On peut en effet relever plusieurs toponymes (noms de lieux) occitans d'origine gallo-romaine, tels que Sapiac, Escorsac, Birac, Verlhaguet, Gasseras, Ardus qui font encore partie de Montauban, ou, plus loin, Léojac, Loubéjac, Verlhac, Albias, etc

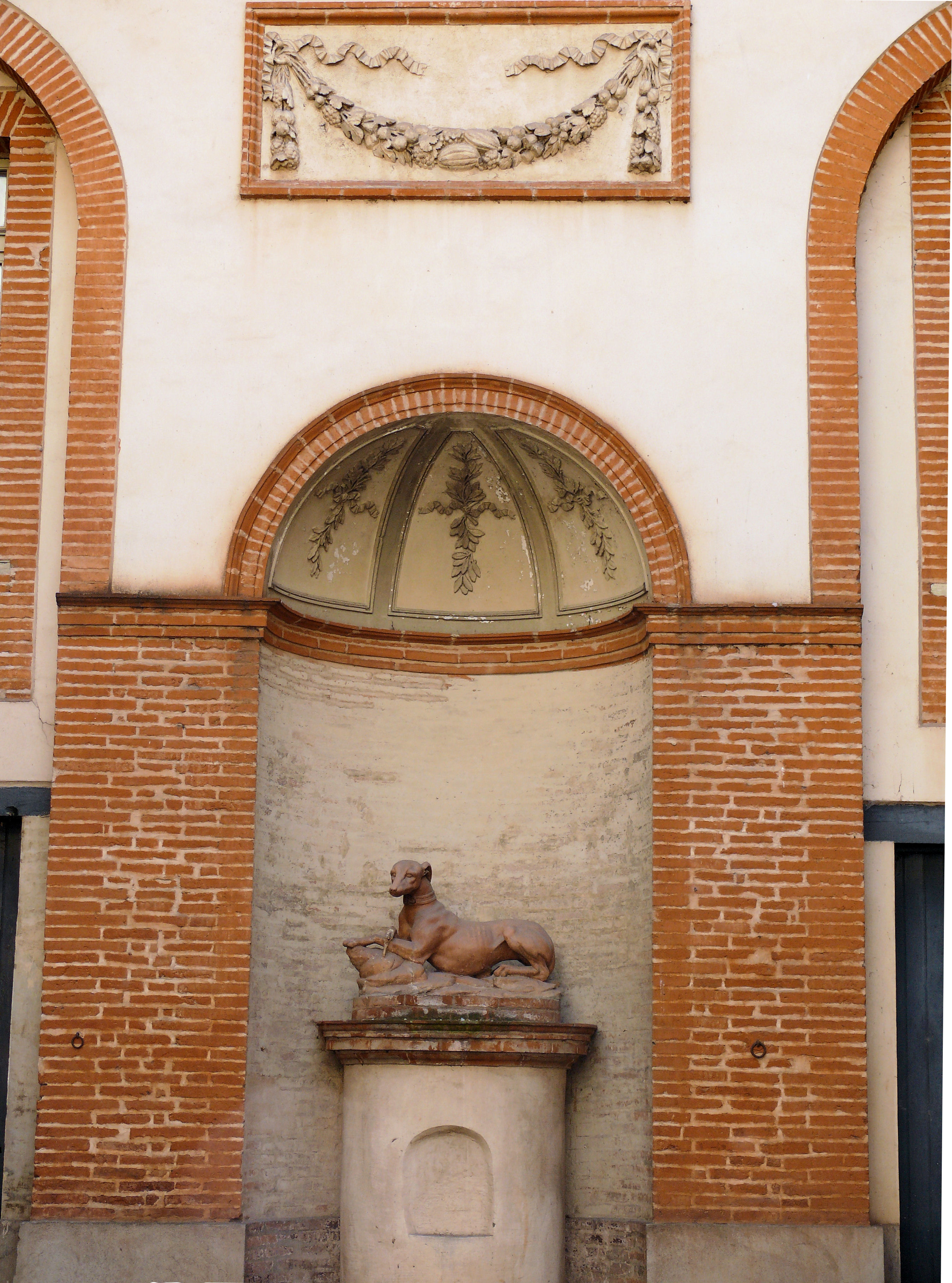
Rébus de Cahors illustré en occitan par un chien à Montauban.

Lors de la création de Montauban par le comte de Toulouse, Anfós Jordan (Alphonse Jourdain), en 1144, on peut donc affirmer que la totalité de la population locale emploie essentiellement l'occitan (variante quercynole), et que les intellectuels se servent aussi du latin, langue internationale de l'époque, utilisée notamment dans le clergé et pour les actes officiels. C'est donc le nom de Montalban ("mont blanc", du latin "montem albanum") qui a été choisi pour le nom de cette nouvelle cité. L'origine de ce mot a fait l'objet de plusieurs autres hypothèses, dont celle d'un "mont des saules" (en occitan "albar"), ce qui explique la présence de cet arbre sur le blason.

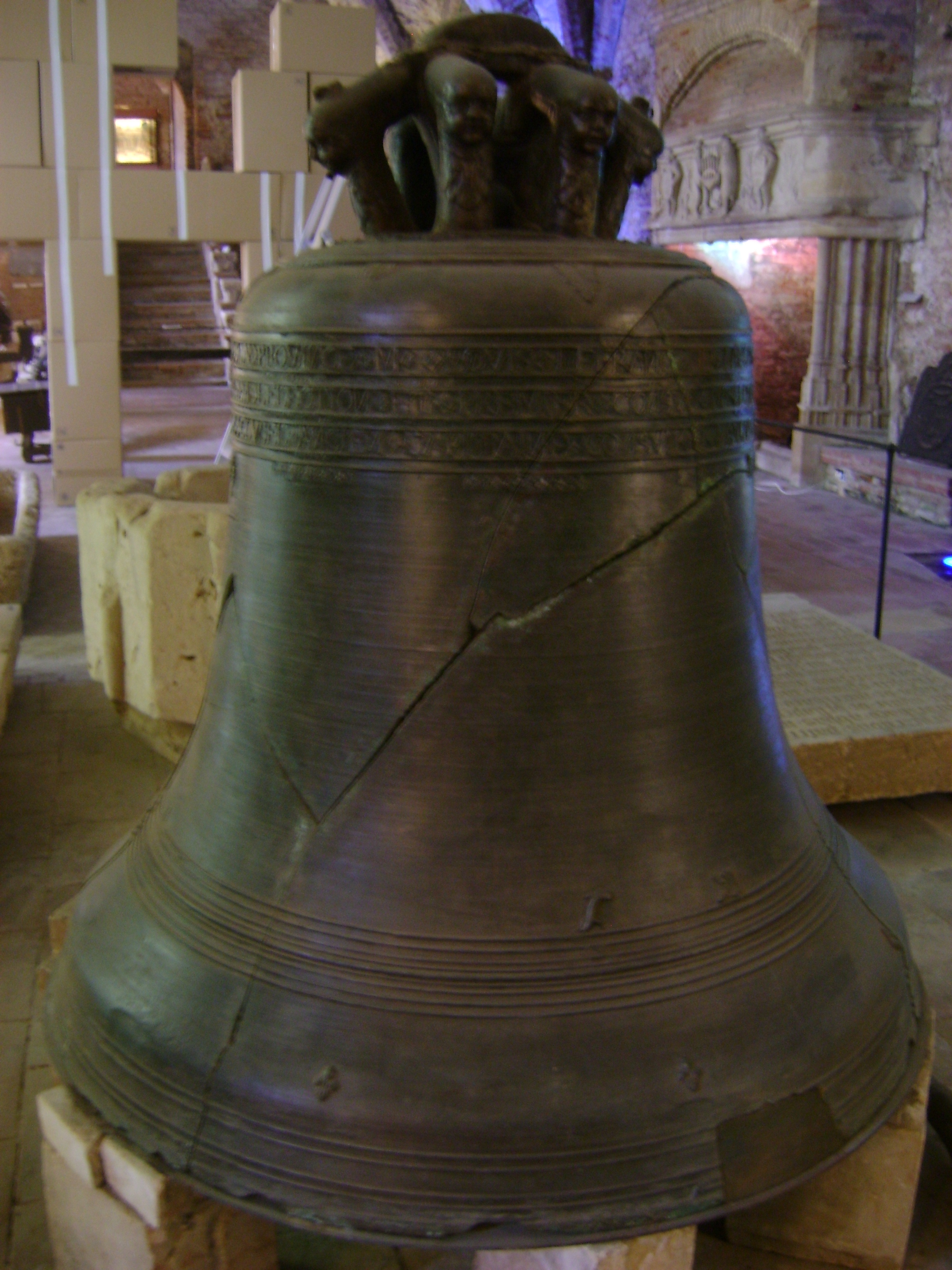
La Berlòca (vieille cloche) situé au Musée Ingres à Montauban.

Aujourd'hui quelques vestiges utilisant l'écrit nous rappellent ce passé occitan. On peut voir au Musée Ingres une vieille thériaque où figure l'inscription "faz" (pour "fait"), deux cheminées où figure le rébus de Cahors illustré en occitan par un chien ("can") et un ours ("ors"), la vieille cloche "La Berlòca", quelques pierres tombales, le cadran solaire situé sur l'église Saint-Jacques avec son inscription "tard o d'ora vendrà l'ora". Mais c'est surtout dans la toponymie (les noms de lieux) comme les noms des quartiers : la Fòvia (la "Fobio" = le ravin), la Capèla (Faubourg Lacapelle), lo Mostièr (Le Moustier), la Mandona, l'Oleta, lo Toron, Mòrta-rieu, Mont-auriòl, Mont- alban, Mont-murat, las Albarèdas, lo Fau, la Landa, Font-nòva, Bona-font, la Mòla, Io Carreirat, las Farguetas, la Pissòta, lo Ramièr, Vinharnaud, la Vitarela, etc.
Les noms des rues ont été changés au cours des années comme la rue des fabricants d'aiguilles (carrièra de la gulharià) qui est devenue "rue de la Comédie"; la rue du four du comte (carrièra del forn del comte) qui a pris le nom de "Gillaque", la rue des Juifs (carrièra dels josieus) célèbre aujourd'hui Mary-Lafon, Michelet a remplacé les barbiers (carrièra de la Barberià), la rue de la Forge (carrièra de la Fauriá) a fini après plusieurs dénominations par rappeler le souvenir de la Résistance, etc..

### Culture populaire
Cinéma
- Dans Les Tontons flingueurs, le classique de Georges Lautner, réalisé et sorti en 1963, Fernand Naudin (Lino Ventura), est propriétaire d'une entreprise de vente d'engins agricoles à Montauban. Appelé à Paris pour une affaire personnelle, il y est qualifié par Raoul Volfoni (Bernard Blier) de « gugusse de Montauban ». Le « gugusse » aura ensuite cette réplique : « On devrait jamais quitter Montauban ! ».
- Le Vieux Fusil, film de Robert Enrico sorti en 1975 avec Philippe Noiret, Romy Schneider et Jean Bouise, a été tourné en partie à Montauban et à Bruniquel. Il s'agit du premier film à avoir reçu le César du meilleur film, en 1976, puis il reçut le César des Césars en 1985.
- Le film Du goudron et des plumes, réalisé par Pascal Rabaté, sorti en juillet 2014, est tourné en grande partie à Montauban[149]. Les principaux acteurs sont Isabelle Carré, Sami Bouajila et Daniel Prévost.

Chanson
Plusieurs artistes ont rendu hommage à la ville dans une chanson :
- Ricet Barrier dans La demoiselle de Montauban (1958), reprise par Denise Benoit la même année ;
- Hélène Fasan dans La Montalbanaise (Hymne à Montauban) (single en 1994 et cd en 1997) ;
- Jehan Jonas avec De Villeneuve à Montauban (2010) ;
- Le groupe orléanais de rock punk Brigitte Bop, dans Montauban (2016) ;
- Charles Trenet rend hommage à Montauban dans sa chanson "fidèle" je suis resté fidèle au souvenir d'un soir à Montauban ;
- Les Frères Jacques, dans leur chanson "C'est çà l'rugby", mettent en scène avec humour les relations supposées de la ville avec celle de Perpignan par le biais de leurs équipes de rugby respectives.

Divers
À cause d'une affaire des mœurs à la fin des années 1940, Montauban a longtemps été appelée la « ville des pédés ».

### Labels administratifs
- La ville a reçu en 1998 le label d'excellence « Ville d'art et d'histoire » attribué par le ministère de la Culture et de la Communication.
- Montauban a rejoint le dispositif des Grands Sites de Midi-Pyrénées en mai 2015[151].

### Héraldique
|  | De gueules au saule d'or étêté, ayant six branches sans feuilles, trois à dextre, trois à senestre ; au chef cousu d'azur chargé de trois fleurs de lis d'or. |

En 1809, Montauban fit partie des bonnes villes qui remplacèrent, sur leur blason, les fleurs de lys par trois abeilles, symbole de Napoléon.

### Logotype

Logo de la ville de Montauban (2010 - 2019).
Logo de la Ville de Montauban depuis 2019.

## Personnalités liées à la commune

### Nées à Montauban
- Jean Abeilhou (1958-), journaliste spécialisé dans le rugby à XV.
- Caroline Aigle (1974-2007), première française brevetée pilote de chasse.
- Jean-Pierre Alibert (1820-1905), aventurier.
- Samuel Alies (1635-1713), financier.
- Paul-Antoine Alies (1704-1787)
- François Bessières (1755-1825), général, maire de Montauban.
- Louis Blanc (1933 - ), rugbyman.
- Antoine Bourdelle (1861-1929), sculpteur.
- Léon Bourjade (1889-1924), aviateur.
- René Bousquet (1909-1993), haut fonctionnaire.
- Jacques Boyé (1766-1838), général d'Empire.
- Lucien Cadène (1887-1958), peintre.
- Louis de Cahusac (1706-1759), auteur dramatique.
- Léon Cladel (1835-1892), écrivain.
- Daniel Cohn-Bendit (1945- ), homme politique français et allemand.
- Adrien Constans (1873-1932), homme politique, député du Tarn-et-Garonne de 1912 à 1924 et de 1928 à 1932.
- François Constans-Tournier (1783-1865), homme politique, député du Tarn-et-Garonne de 1849 à 1851.
- Christian Constant (1950-), chef cuisinier.
- Hippolyte-Pierre Crosilhes (1807-1864), médecin.
- Bernard Prosper Debia (1791-1876), peintre.
- Bernard de Gironde (1843-1926), peintre.
- Jean Marie Noël Delisle de Falcon de Saint-Geniès (1776-1836), général.
- Alain Delpech (1956-), peintre, sculpteur, dessinateur, graveur et lithographe.
- François Desnoyer (1894-1972), peintre.
- Raymond Dirlès (1941), peintre et sculpteur français.
- Jean-Pierre Doumerc (1767-1847), général.
- Anne Jean Pascal Chrysostome Duc-Lachapelle (1765–1814), astronome, maire de la ville
- Hugues Duffau (1966-), neuro-chirurgien.
- Jean-Daniel Dumas (1721-1794), militaire.
- Phil Fasan (1964-), chanteur.
- Lionel Faure (1977-), rugbyman.
- Audrey Forlani (1991-), joueuse de rugby.
- Louis Gallois (1944-), haut fonctionnaire et dirigeant d'entreprise (SNCF, Airbus, EADS).
- Camille Gardelle (1866-1947), architecte.
- Guilhem Garrigues (1983-), journaliste sportif.
- Gustave Garrisson (1820-1897), homme politique et propriétaire agricole, maire de Montauban en 1878 et 1879 et sénateur du Tarn-et-Garonne de 1882 à 1897.
- Janine Garrisson (1932-2019), historienne, spécialiste du protestantisme français au XVIe siècle.
- Nicolas Giraud alias 100TAUR (1982-), peintre, graveur, sculpteur.
- Jacques-Antoine-Hippolyte de Guibert (1743-1790), stratège militaire qui inspira Napoléon Ier.
- Olympe de Gouges (1748-1793), femme de lettres et révolutionnaire.
- Paul Guiral (1883-1961), magistrat et résistant.
- Stéphane Henon (1966- ), comédien.
- Amandine Hesse (1993- ), joueuse de tennis professionnelle.
- Jean Auguste Dominique Ingres (1780-1867), peintre.
- Philippe Labro (1936-2025), écrivain, journaliste et réalisateur français.
- Pierre-Gérard Langlois (1940-1994), artiste peintre.
- Robert Lapoujade (1921-1993), peintre et réalisateur.
- André La Vernède (1899-1971), peintre.
- Jean-Jacques Lefranc de Pompignan (1709-1784), académicien.
- Jean-Georges Lefranc de Pompignan (1715-1790), prélat et apologiste, député du clergé aux États généraux de 1789.
- Roger Lewinter (1941- ), écrivain et poète.
- Loïc Lorent (1984), écrivain.
- Eugène Maizan (1816-1845), explorateur.
- Lucy Mairot (1991- ), kick-boxeuse.
- Léon de Maleville (1803-1879), né et décédé à Montauban, homme politique, député du Tarn-et-Garonne, ministre de l'Intérieur, puis sénateur.
- Henri Marre (1858-1927), peintre.
- Ambroise-Eulalie de Maurès de Malartic (1737-1796), général et homme politique.
- Anne-Joseph-Hippolyte de Maurès de Malartic (1730-1800), gouverneur et général.
- Louis Hippolyte Joseph de Maurès de Malartic, chef chouan dit Sauvage.
- Ernest Mercadier (1836-1911), polytechnicien et inventeur.
- Clément Michelin (1997-), footballeur.
- Pierre Mirat (1924-2008), acteur français.
- Louis Monziès (1849-1930), peintre et graveur.
- Ernest Montaut (1878-1909), peintre.
- Alexis Palisson (1987- ), rugbyman.
- Siméon Pécontal (1798- 1872), poète.
- Jean-Baptiste Poncet-Delpech (1743-1817), homme politique.
- Émile Pouvillon (1840-1906), littérateur.
- François Jean de Preissac (1778-1852), militaire et homme politique né et décédé à Montauban, député de Tarn-et-Garonne de 1822 à 1831.
- Jean Resseguié (1963-), journaliste.
- François Rigail de Lastours (1855-1885), ingénieur des Mines.
- Étienne Roda-Gil (1941-2004), parolier.
- Didier Rous (1970- ), coureur cycliste.
- Jean Isaac Sabatier (1756-1829), général des armées de la République.
- Jeanbon Saint-André (1749-1813), pasteur et révolutionnaire.
- Pierre-Jacques Saint-Geniès, (1783-1850), militaire.
- Guillaume Louis Joseph Séguy (1782-1841), homme politique, député du Lot de 1827 à 1830.
- Jean-Baptiste Selves (1757-1823), magistrat.
- Marc-Louis Solon dit « Milès » (1835-1913), céramiste.
- Fabrice Soldan (1979- ), rugbyman.
- François Constans-Tournier (1783-1865), homme politique, député de Tarn-et-Garonne de 1849 à 1851.
- Pierre-Joseph Vialètes de Mortarieu (1768-1849), maire de Montauban.
- Hervé Villechaize (1943-1993), acteur.
- Jean-Louis Zanon (1960- ), footballeur.

### Ayant vécu à Montauban
- Jean-Baptiste Poncet-Delpech (1743-1817), homme politique et magistrat.
- Jean-Louis Michel (1785-1865), maître d'armes.
- Marie de la Hire (1878-1925), écrivain.
- Henriette Guiral née Corot (1889-1945), résistante déportée politique, morte pour la France au camp de concentration de Ravensbrück (Allemagne). Une rue de Montauban porte son nom.
- André Chamson (1900-1983), écrivain, résistant, membre de l’Académie française.
- Léonide Chrol (1902-1982), prêtre orthodoxe.
- Hugues Panassié (1912-1974), musicologue et amateur du jazz hot.
- Thomas Merton (1915-1968), écrivain et religieux.
- Félix Castan (1920-2001),enseignant.
- Gérard Barray (1931-), acteur.
- Jean Combes (1923-2012), mathématicien.
- Roland Giraud (1942-), comédien.
- Brigitte Deydier (1958- ), judokate.
- Anne Alassane (1976-), gagnante de Masterchef 2010, meilleure cuisinière amateur de France.
- Mathieu Perget (1984- ), coureur cycliste.
- Jean Speckel (1904-1940), militaire.

### Décédées à Montauban
- La Hire (1390-1443), compagnon de Jeanne d'Arc.
- Daniel Chamier (1564-1621), théologien protestant, tué au cours du siège de la ville.
- Jean Davy du Perron (v. 1565-1621), archevêque de Sens de 1618 à 1621.
- Pierre de Bertier (1606 - 1674), évêque de Montauban, créateur du Palais épiscopal aujourd’hui musée Ingres-Bourdelle.
- Henry Le Bret (1618-1710), mousquetaire, auteur d'une Histoire de Montauban (1668).
- Thomas Goulard (1710-1790), chirurgien et anatomiste français.
- Jean-Baptiste Poncet-Delpech (1743-1817) homme politique et magistrat.
- Jean-Marie-Joseph Ingres (1754-1814), sculpteur et peintre, père de Jean-Auguste-Dominique Ingres.
- Antoine François Andréossy (1761-1828), général, mort à Montauban.
- Adolphe Poult (1895-3 mars 1930), héros local.
- Manuel Azaña (1880-1940), dernier président de la République espagnole.
- Antonin Perbosc (1861-1944), ethnographe, poète occitan.
- Irénée Bonnafous (1865-1947) homme de presse et personnalité politique.
- Amparo López Jean (1885-1942), femme politique féministe républicaine espagnole.
- Emmanuel-Flavia Léopold (1892-1962), poète martiniquais.
- Gaston Icart, (1893-1975),  poète, fondateur de la revue littéraire Le Domaine
- Pierre-Marie Théas (1894-1977), évêque de Montauban (1940-1947), résistant.
- Léonide Chrol (1902-1982), prêtre orthodoxe russe.
- Marc Dautry (1930-2008), graveur, sculpteur et peintre français.
- Robert Ligou (1921-1982), professeur à l'école normale d'instituteurs.
- Roland Cosnard (1933-2011), pasteur évangélique et missionnaire français.

#### Histoire générale de Montauban
- Michel Ferrer et Jean-Claude Fau (dir.), Images et visages de Tarn-et-Garonne, tome V-1 : Le Pays montalbanais aux temps modernes, Compagnie des Écrivains de Tarn-et-Garonne, 2008, pages 35 à 190 ; tome V-2, pages 1 à 124.
- Janine Garrisson (dir.), Montauban ville solaire, Autrement, 1993
- Daniel Ligou (sous la direction de), Histoire de Montauban, Privat, Toulouse, 1984
- Robert de Mentque, Le Vieux Montauban, 1944 ; rééd. par Privat, Toulouse, 2001
- Émerand Forestié Neveu, Notes historiques ou éphémérides montalbanaises, Imprimerie Forestié 1882 (réimpr. 2003)
- François Moulenq, Histoire du Tarn-et-Garonne, tome I, p. 1-109 et tome II p. 79-124, 1879 (réimpr 1991)
- Henri Le Bret, Histoire de Montauban 1668 ; réédité en 1841, en 1976 (Éditions Laffitte Reprints, Marseille) et en 2000 (éditions de la Tour Gile)
- Flottard Perrin de Grandpré, Histoire de Montauban - depuis la fondation de son abbaie par le Roi Pépin jusqu'à l'épiscopat de Pierre de Bertier (987-1674), Manuscrit des années 1680 édité en 2004

#### Montauban au Moyen Âge
- Emmanuel Moureau :
  - Vivre en ville au temps des papes d'Avignon - Montauban (1317-1378), La Louve Éditions, Cahors, 2009
  - Un marchand au Moyen Âge, La Louve Éditions, Cahors, 2012
- Yvan Reverdy, Alphonse Jourdain, comte de Toulouse, fondateur de Montauban, Académie de Montauban - Séance solennelle et publique du 12 décembre 1983

#### La Réforme à Montauban
- J. Monod, « Un Manuscrit Montalbanais protestant du XVIe siècle », Recueil de l'Académie des sciences, belles-lettres et arts de Tarn-et-Garonne, 2e série, t. 4,‎ 1888, p. 193-201 (lire en ligne)
- Robert Garrisson (éd.), Mémoires de Samuel de Pechels 1685 - 1692 , Musée du Désert, 1936
- Henry de France, Les Montalbanais et le refuge, Éditions Le Livre d'Histoire
- Philip Conner, Huguenot Heartland : Montauban and Southern French Calvinism during the Wars of Religion, Aldershot, 2002 (St Andrews Studies in Reformation History).
- Daniel Dessert, Les Daliès de Montauban - Une dynastie protestante de financiers sous Louis XIV, Éditions Perrin, Paris, 2005

#### Histoire
- Émerand Forestié, Un chapitre de l'histoire de l'imprimerie à Montauban : Louis Rabier, imprimeur du roi de Navarre à Montauban, Montauban, Imprimerie Forestié neveu, 1872, 24 p. (lire en ligne)
- Émerand Forestié, « Histoire de l'imprimerie Montalbanaise Biographie de Denis Haultin et de Pierre Coderc », Recueil de l'Académie des sciences, belles-lettres et arts de Tarn-et-Garonne, 2e série, t. 6,‎ 1890, p. 129-160 (lire en ligne)
- Émerand Forestié, Histoire de l'imprimerie et de la librairie à Montauban, 1898 ; rééd. en 2008
- Daniel Ligou, Montauban à la fin de l'Ancien Régime et aux débuts de la Révolution (1787-1794), Paris, M. Rivière, 1958.
- Henri Nicol, Le Jugement de Montauban ou le procès d'un honnête homme, Paris, La pensée universelle, 1979
- (coll.) Académie des Sciences, Belles-Lettres et Art :
  - Dictionnaire des rues de Montauban, 1994
  - La traversée du XXe siècle à Montauban - 34 journées mémorables, 1999
- Jean-Paul Damaggio, Élections municipales à Montauban - une commune laboratoire (1904-2008) Documents, portraits, études, Éditions La Brochure, Angeville, 2013.
- Luc Corlouër - Philippe Bon, Napoléon à Montauban (Essai). Le Cormoran, 2021

#### Urbanisme, architecture et sculpture à Montauban
- Hélène Guicharnaud, Montauban au XVIIe siècle - Urbanisme et architecture, Éditions Picard, 1991
- Roland Chabbert et collab., Architecture et urbanisme à Montauban, 2004
- Philippe Ploquin, Françoise Peuriot, Olivier Miquel :
  - Montauban la secrète, Éditions C.E.D., Nègrepelisse, 2004, 167 p.
  - Montauban dévoilée, Éditions C.E.D., Nègrepelisse, 2010
- Roland Garrigues, Flavio de Faveri - Un destin sculpté, Éditions du Réveil, Montauban, 2011
- Jean Coladon et Guy Astoul, Montauban flamboyante et rebelle Compagnie des Écrivains de Tarn-et-Garonne, 2014 (Aquarelles : J. Coladon, Textes : G.Astoul)
- Sarah Gerber, Hôtels de la noblesse et de la bourgeoisie à Montauban Éditions du Conseil Général, 2015, 132 pages.
- Mariano Marcos, « La forme urbaine à Montauban », Recueil de l'Académie de Montauban (sciences, belles-lettres, arts, encouragement au bien), nouvelle série, t. 19,‎ 2018, p. 191-206 (lire en ligne)

#### Fiction
- Luc Corlouër, Simon de Montauban, (Roman) Éditions le Cormoran, 2011
- Les Tontons Flingueurs